# Balaton

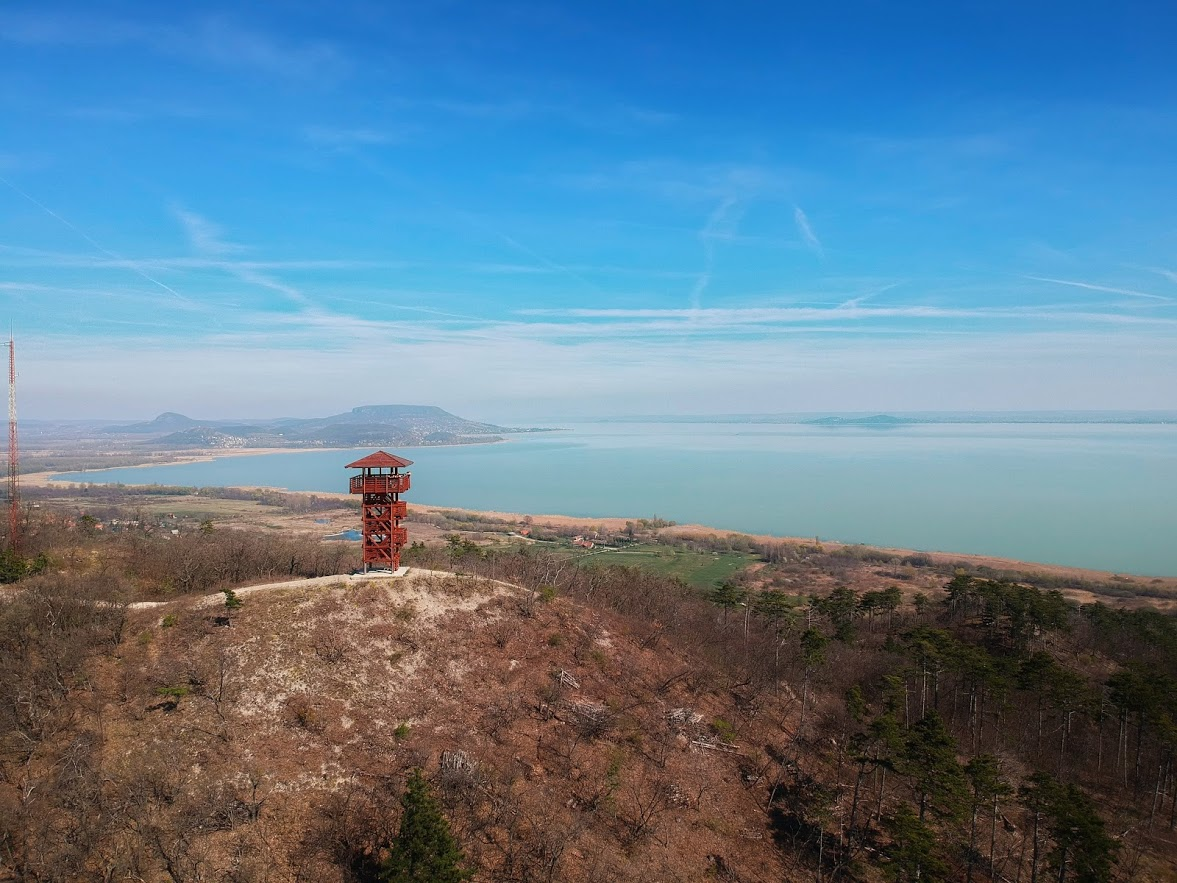
Batsányi-kilátó Balatongyörökön, a 448 méter magas Boncsostetőn

A Balaton (költői nevén: „a magyar tenger”, becenevén: Balcsi, németül: Plattensee, latinul: Lacus Pelso) egy tó a Dunántúlon, Közép-Európa legnagyobb tava, Magyarország vízrajzának meghatározó eleme. Könnyen felmelegedő, sekély vize kiválóan alkalmassá teszi a fürdésre és sportolásra, élővilága rendkívül gazdag, a táj változatos vulkanikus kúpjaival sok tekintetben egyedi.
Típusa geológiailag a Velencei-tóhoz hasonlóan tektonikus eredetű, sekély vizű ároktó. Mintegy 77 km hosszú, legkisebb szélessége Tihanynál 1,5 km, a legnagyobb 18 km Siófok és Balatonfűzfő között, átlagos szélessége 7,7 km, felülete 600 km². Legmélyebb pontja a Tihanyi-szoros legmélyebb árkában az úgynevezett a „Tihanyi-kút”, ahol 11-12,5 méter mély a meder. Más források szerint a kút mélysége 10,67 méter. (A Szántód-Tihany kompjárat útvonalától mintegy 100-150 méterre keletre, a parttól körülbelül 300 méterre helyezkedik el.)
Az 59 800 hektár területen fekvő vizes élőhely keleti medencéjét a Tihanyi-félsziget választja el a tó többi részétől. Déli partjánál medre sekélyebb. Északi oldalán található a badacsonyi borvidék és a Tapolcai-medence, jellegzetes vulkáni tanúhegyeivel.
A Balaton és környéke Budapest mellett az ország turisztikailag leglátogatottabb területe, 2004-ben elnyerte az Örökségünk – Somogyország Kincse címet is. Környékén gyógyfürdők, termálforrások találhatók. A „Balaton fővárosa” címet hivatalosan Keszthely viseli, de Siófok a déli part, Balatonfüred pedig az északi part fővárosaként tekint magára. A tó környékét a közigazgatási széttagoltság jellemzi, mert három megyéhez, három tervezési-statisztikai régióhoz tartozik.
Minden évben megrendezik a tóhoz kapcsolódó három nagy tömegsporteseményt: a tókerülő Kékszalag Nemzetközi Vitorlásversenyt, a Révfülöp–Boglár közötti, a Balatont keresztben átszelő távúszóversenyt, legújabban pedig a Fonyód-Badacsony-Fonyód útvonalon bármilyen kézi hajtású vízi járművel, illetve a Zamárdi és Tihany között oda-vissza 8 km távon a Balaton-átevezést.

## Nevének eredete
Magyar elnevezése a szláv „blato”, "boloto" (mocsár, láp, sár) szóból ered, amely viszont a görög "βαλτό"-ra vezethető vissza. Latin neve, a Lacus Pelso magyarul sekély tavat jelent. Szlovén, szerb, horvát nyelven Blatno jezero, szlovákul Blatenské jazero. Középkori térképeken gyakran „Balotin” vagy „Bolotin” (szláv balotnij = mocsaras) névváltozataban szerepel.
»in qua Pannonia est lacus maximus qua dicitur Pelsois item flumine«
»Pannoniában van a legnagyobb tó, amelyet Pelsoisnak neveznek«
A tó elnevezéséről Hunfalvy Pál a következőket írja: „Mind a Balatonra, mind a Fertőre a rómaiaknál csak a Pelso név divatozott. A folyónevek megmaradtak a rómaiak után, s átöröklődtek a magyarokra. A Pelso tónév megváltozik. A nagyobbikra talán már az avarok közt élt szlovénektől a Balaton (blató – sár) név ragad, s rajta marad a magyarok közt is, kik az ottani szlovéneket magokba olvasztották. A kisebbik tónak Fertő lesz a neve, mely magyar szó, ugyanazt jelentő, mint Balaton”
Ludovicus Tubero így írt erről „cum lacu Peisone, quem incolae Balathonem dicunt. Est autem Báláikon, ita aquam perpetuo stagnantem Illyrici vocant, nobilis in terra Hungarica lacus . . .“ azaz „Balathon“-nak nevezik a Plinius Peisoját, mert így hívják az illyrek az örökké álló vizet.”
Német elnevezése, a Plattensee, kicsit hasonlóképpen „lapos”, azaz sekély tavat jelent, egyben hangzásában közel áll a szláv névhez, ezért lehetséges, hogy kialakulásában a népi etimológia is szerepet játszott, azaz a német anyanyelvűek értelmet adtak a számukra idegen hangzású névnek (blatno – platten).
Varga Antal 1909-ben megjelent Hol állott Attila birodalmi fővárosa Priszkusz követsége idejében: 449-ben? c. könyve bármilyen kellő bizonyíték nélkül hun eredetűnek nevezi a Balaton szót és Baál isten nevéig vezeti vissza, de feltevése nem több, mint spekuláció.

## Földrajz
A Balaton a Dunántúl közepén terül el, északon a Balaton-felvidék, nyugaton és délen a Zalai- és a Somogyi-dombság, keleten pedig a Mezőföld határolja.
A Balaton Magyarország legnagyobb tava, Európa-hírű természeti kincsünk. Legnagyobb mélysége Tihanynál 11-12,5 m, átlagos mélysége 3–4 m. A déli parton sekélyebb a víz, ezért nyáron hamar felmelegszik, fürdőzésre kiválóan alkalmas. Északi partján a Bakony déli előterét alkotó Balaton-felvidék szőlőkkel, erdőkkel borított hegyei emelkednek.
A Balaton-felvidék napsütötte lejtőin sok szőlőt és gyümölcsöt termesztenek. Nyáron a kellemes időjárás, az északnyugati szelek által terelgetett vitorlás hajók, a harmonikus szépségű táj megnyugtató hatással bír a pihenő emberekre.
A legmagasabb vízállás (113,3 méter) a tatárjárás idején, valamint a török hódoltság korában volt.

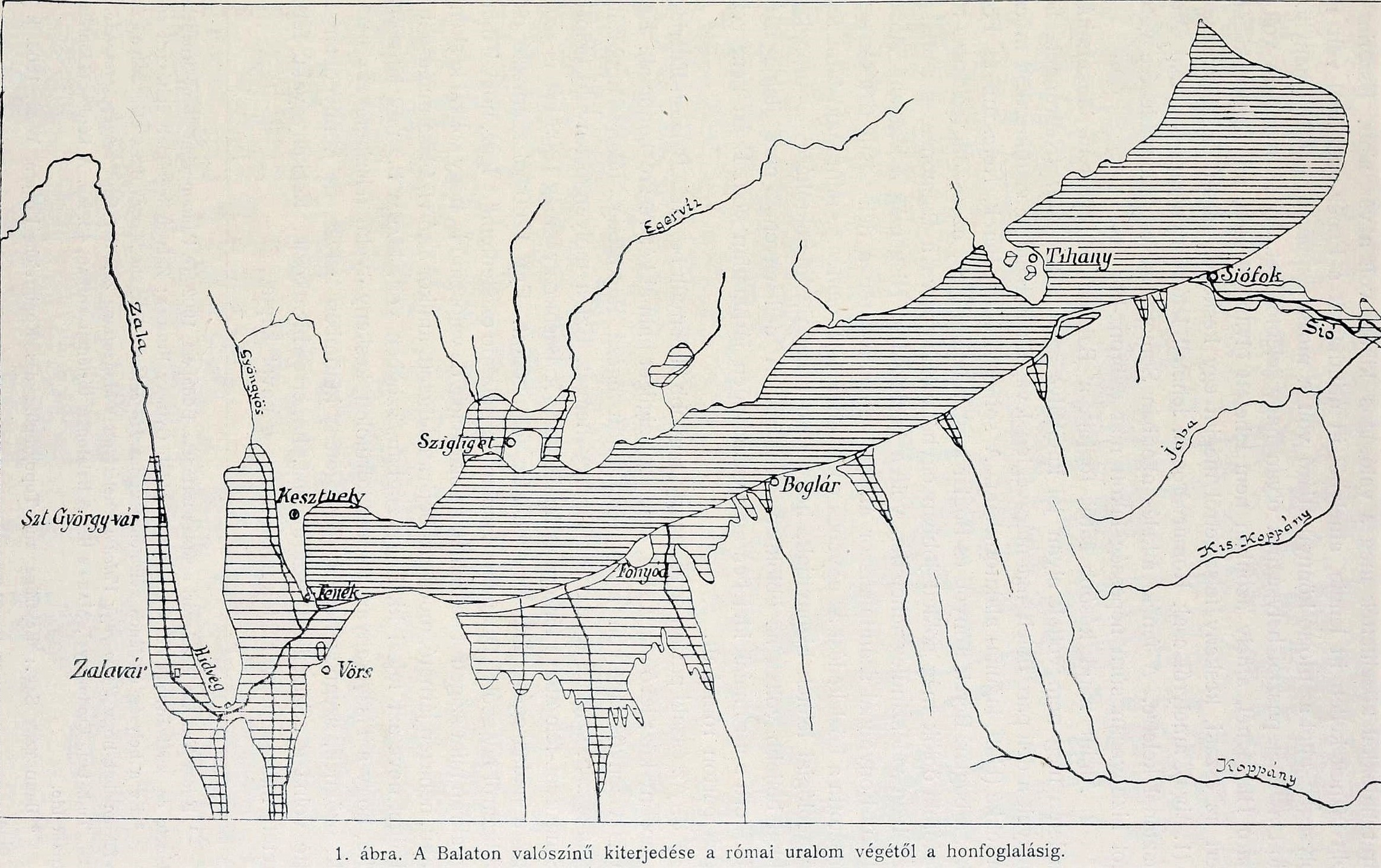
Cholnoky Jenő: A Balaton valószínű kiterjedése a római uralom végétől a honfoglalásig

A Balaton 18. század végi középvízszintje Adriai alapszint feletti magasságban 106,5 méter körül alakult. A tó vízszintjének mesterséges szabályozása 1847-ben a Kiliti malom gátjának elbontásával kezdődött és a - még fából épített első - Sió-zsilip 1863-as ünnepélyes megnyitásával teljesült ki.

### Geológia
Geológiailag a földtörténeti középkorban, a mezozoikumban lerakódott üledékes kőzeteken jött létre, amelyek kapcsolatban vannak az Alpok anyagát adó formációkkal. A Balatoni-medence aDunántúli-középhegység délkeleti előterében húzódó, északkelet–délnyugati irányú süllyedéksorozat része. A tó medre térben és időben szakaszos süllyedés eredményeként kialakult poligenetikus medence.

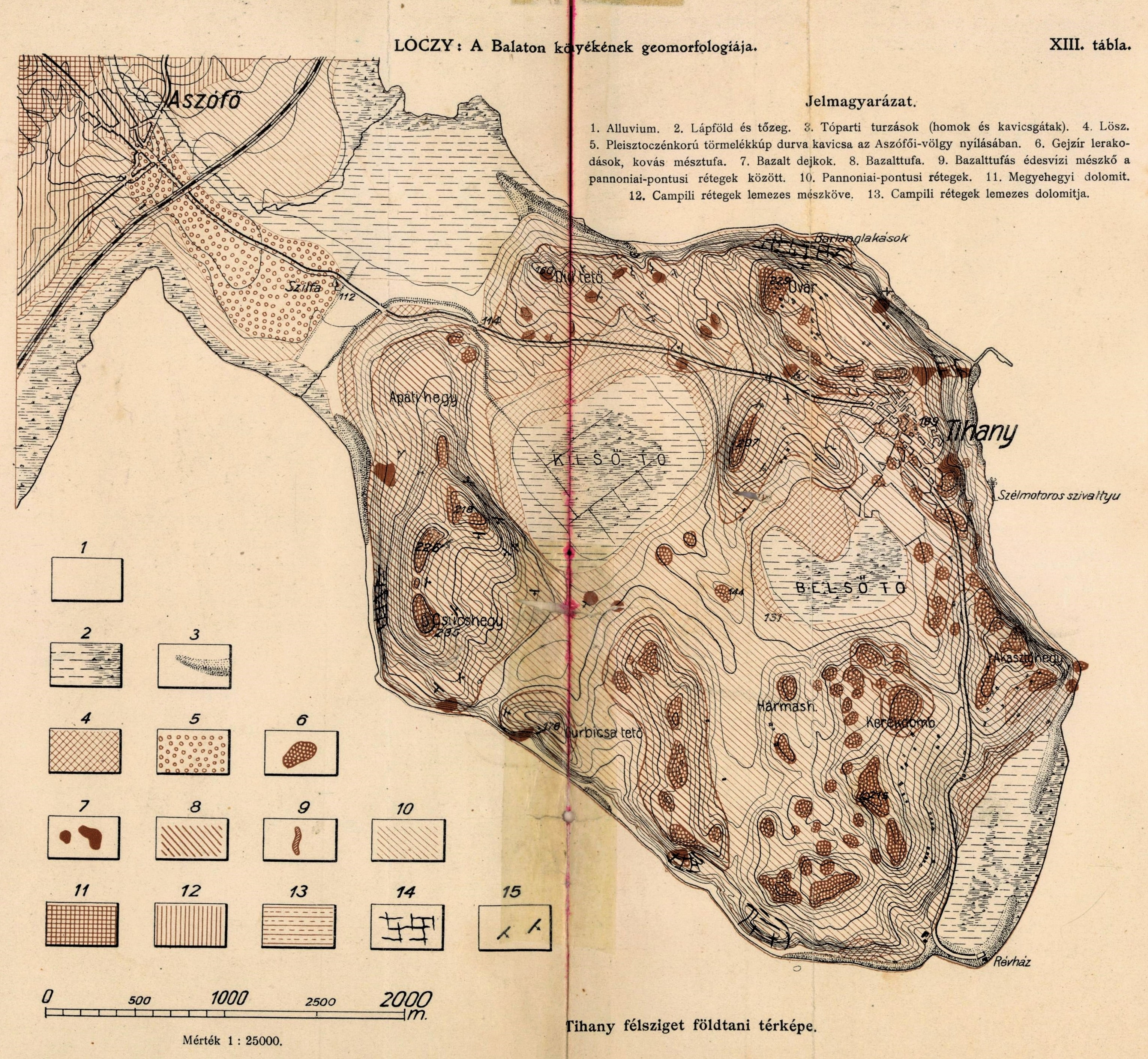
A Tihanyi-félsziget földtani térképe, Lóczy Lajos geográfus „A Balaton tudományos tanulmányozásának eredményei” című művéből (1896)

A pleisztocén első felében a Bakonyból kifutó vízfolyások a Dráva-süllyedék, majd később a Felső-Kapos–Kalocsai-süllyedék felé tartva a Balatoni-medence keleti felében meridionális völgyeket és hátakat hoztak létre, míg a medence nyugati fele a belső-somogyi hordalékkúp része volt. A pleisztocén korszakban a Balatonnak hosszú időn keresztül sokkal magasabb vízállása volt, mint ma. A hullámok alámosták a partot, kimosták a rétegekből a Congeria-kagyló héját, mely a hullámzás koptató hatása révén felvette a sajátos „kecskeköröm” formát, ezeket a megkövesedett kagyló maradványokat ismerjük manapság a legendákban is szereplő balatoni kecskeköröm néven. A középpleisztocén végén alakult ki a balatoni elősüllyedék, majd a riss/würm interglaciális során a második süllyedési szakaszban zökkent le a Balatoni-medence. Ez a medence a Bakonyból érkező vizek és a somogyi vízfolyások északi szakaszainak erózióbázisa volt. Összefüggő tófelület azonban ekkor még nem jött létre, az egyes részmedencéket a somogyi meridionális hátak folytatásának tekinthető földnyelvek választották el egymástól. A harmadik süllyedési szakasz a würm elejére tehető, illetve ekkor csatlakozott az eredetileg a Kisalföld felé futó Zala is a kialakult medencébe. A plusz vízhozam, a periglaciális időszak lecsökkent párolgási intenzitása, valamint a földnyelvek pusztulása eredményeként létrejött az egységes víztükör. Ezt a transzgressziót újabb süllyedés követte, majd az éghajlat csapadékosabbá válásával 21 724 (+/- 660) évvel ezelőtt kialakult a Balaton mindenkori legnagyobb vízállása (112-114 méter). A würm végétől a Sió-völgy felé megnyíló időszakos lefolyás miatt regressziók és transzgressziók váltották egymást. A tó vízszintjének visszahúzódásakor a partok magasabb részei pusztultak, és a tó irányában jelentős anyagáttelepítés történt. A tó hullámmozgása ekkor hozta létre a partokat kiegyenesítő, berkeket is elgátoló turzásrendszereket. A holocén eleji magas vízállás abráziójának köszönhető az az 5–10 méter magas meredek perem, amely megtalálható a Balatoni-Riviéra, a Keszthelyi-fennsík lábánál, a somogyi meridionális hátak előterében, vagy a Balaton keleti partjainál (kenesei, akarattyai, világosi magaspart stb.). A holocén eleji süllyedések eredményeként alakult ki az a legfiatalabb vetődés, amelynek mentén a tómeder (tófenék) besüllyedt. A törésvonal északon a jelenlegi part mentén fut, délen viszont több száz méterrel beljebb húzódik.
A környező vulkanikus maradványok – többek között a badacsonyi bazaltorgona, a tihanyi gejzírkúpok, a hévízi hőforrások, a gulácsi, csopaki és füredi savanyúvíz-forrás – egy korábbi földtörténeti szakasz emlékei. A Bakony–Balaton Geopark 3244 km2-es  a Balaton-felvidék és a Bakony térségében található. A Kis-Balaton tájegység kivételével magában foglalja a Balaton-felvidéki Nemzeti Park területét, valamint a Magas-bakonyi Tájvédelmi Körzetet, a Somló Tájvédelmi Körzetet, illetve Fonyód térségét. A geopark területén az iharkúti bauxitbányában, a talajszinttől mintegy 7 méteres mélységben, egy homokkőpadból kerültek elő az első dinoszaurusz testfosszíliák, egy Magyarországon egyedülálló csonttemetőből.

### Vízrajz és vízgazdálkodás
A tó vízmennyisége 1800 millió m³, 2,2 év alatt „cserélődik ki”. Vízgyűjtő területe 5774 km², fő táplálója a Zala folyó, de számos kisebb patak is folyik bele. Ilyenek például a Lovasi-séd, az Aszófői-séd, az Örvényesi-séd, Ábrahámhegynél a Burnót-patak, az Eger-patak, Szigligetnél a Kétöles-patak vagy Balatonederics előtt a Lesence-patak. Vízszintje nyaranta a párolgás miatt csökken, ősszel és télen a csapadék miatt pedig emelkedik. Az éghajlatváltozás hatásainak vizsgálata során azt állapították meg a kutatók, hogy az 1970-es évektől kezdődően nagyobb számmal fordulnak elő az átlagosnál szárazabb évek a tó vízgyűjtő területén.

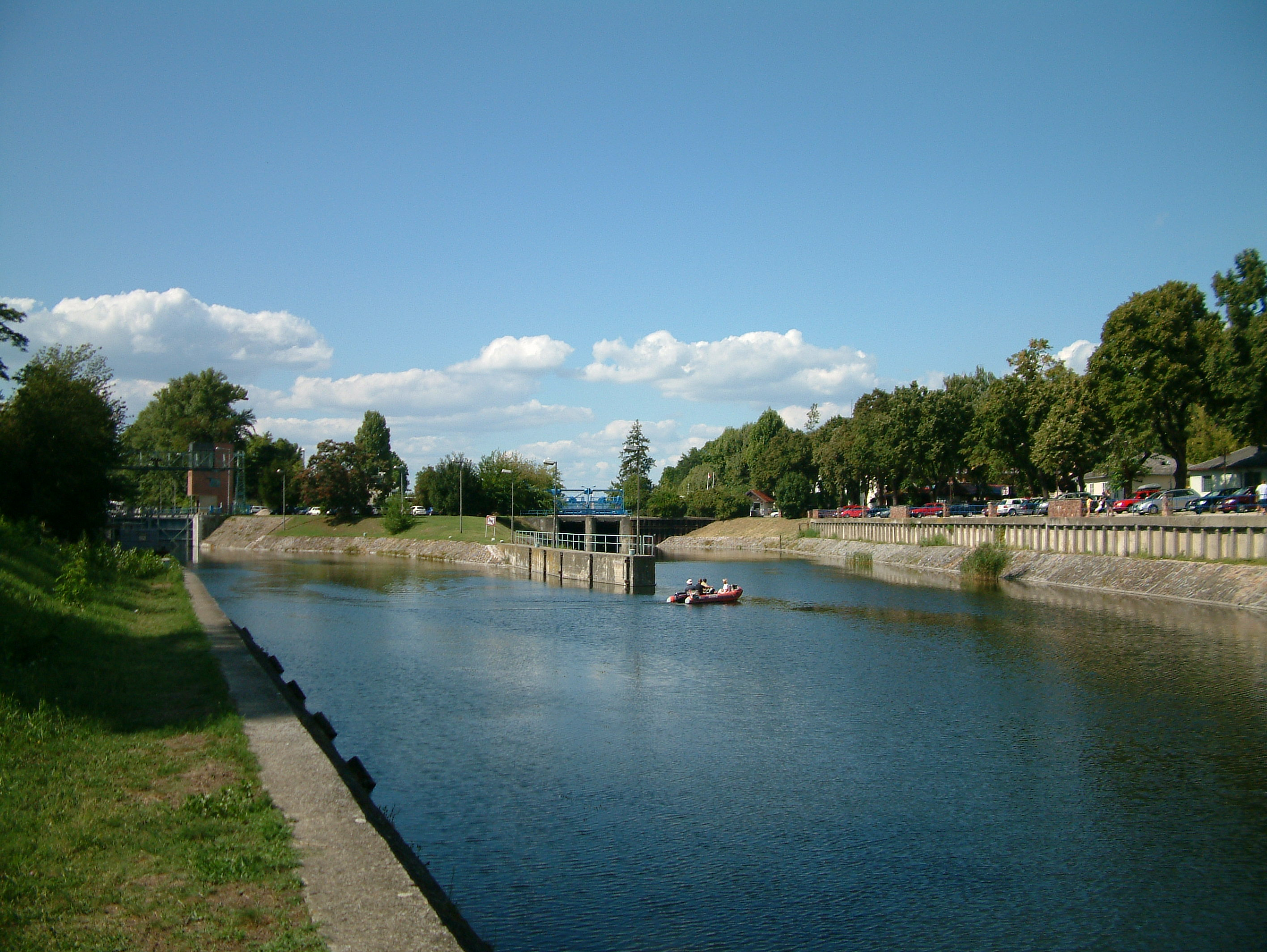
A Sió zsilipje Siófoknál 2009-ben.
A Balaton vizét a Sió vezeti le a Dunába

A Balaton vízállásai és vízszintingadozásai 1863-tól, a Siófoki-zsilip és vízmérce üzembe helyezésétől ismertek. A Siót elzáró turzásokat mesterségesen először Galerius római császár törette át 292-ben, amikor zsilipet építtetett. A tó mai vízszintjét alapvetően a 19. század végén működött Déli Vaspályatársaság Buda-Nagykanizsa vasútvonalának építésekor, a déli part vonalában 1861-ben létrejött vasúti pálya miatt kialakult, jelentős vízszintcsökkentés határozta meg. Az alacsonyabb vízszint miatt beépíthetővé és megművelhetővé vált a tó környezete az egyébként elmocsarasodott partmenti területeken is. A beavatkozás következtében pedig a Balatont a Dunával összekötő hajóút kialakítása is lehetővé vált.
1891-ben helyezték üzembe az első betonzsilipet a Sió-csatornán. 1908-ban kezdődött a csatorna első bővítése, amely 1936-ban fejeződött be. A mezőgazdasági és közlekedési érdekek mellett hamarosan megjelentek a turizmus igényei is. 1893-ban Cholnoky Jenő a Vízépítési Igazgatóság Vízrajzi Osztályának pontos mérései alapján a tó közepes mélységét három méternek számította ki. Lóczy Lajos geológus, „a Balaton tudósa”, az 1910-es években így írt A Balaton földrajzi és társadalmi állapotainak leírása című művében a zsilipkezelés korabeli rendellenességeiről és anomáliáiról: „Az 1866. évi nagy leapadás idején sivatagszerű jelenségek mutatkoztak a délipart homokterületein; a berkek kiszáradtak, futóhomok sivított végig rajtuk. A közönség a szabályozást vádolta és szállómondása lett: „lopják a Balatont". Ennek ellenében 1879-ben annyira megáradt a tó, a zsilipkezeléshez fűzött reményeket meghiúsítva, hogy a víz 1.93 m-es magasságával elöntötte a partokat. Siófokon, Balatonfüreden vízalatt állott a parti móló és a sétatér. „Kiöntenek bennünket, mint az ürgét”, „puskaport a zsilipnek”, efféleképen szólt a haragos közvélemény. Nemcsak a hosszabb időközi nagy ingadozások, hanem ugyanazon évnek vízállása a Balaton két végén ellentétes kívánságokat támasztottak a tó vizének szabályozására nézve.”
A második világháborút követően 1947. szeptember 22-én a Sió-meder újabb bővítésének befejezésekor megkezdődött a vízszint szabályozása. 1947. április 10-én 155 centiméter volt a Balaton legmagasabb vízszintje, ami két évvel később 1949. november 2-án már csak 22 centiméter volt.
A Dunával való összeköttetésre szolgáló Sió-csatorna megnyitása óta a Balaton vízszintjét egyensúlyban tarthatónak tartják a vízügyi szakemberek. Azonban volt már példa 243 centiméter ingadozásra is a legmagasabb és legalacsonyabb vízállású időszakok között.

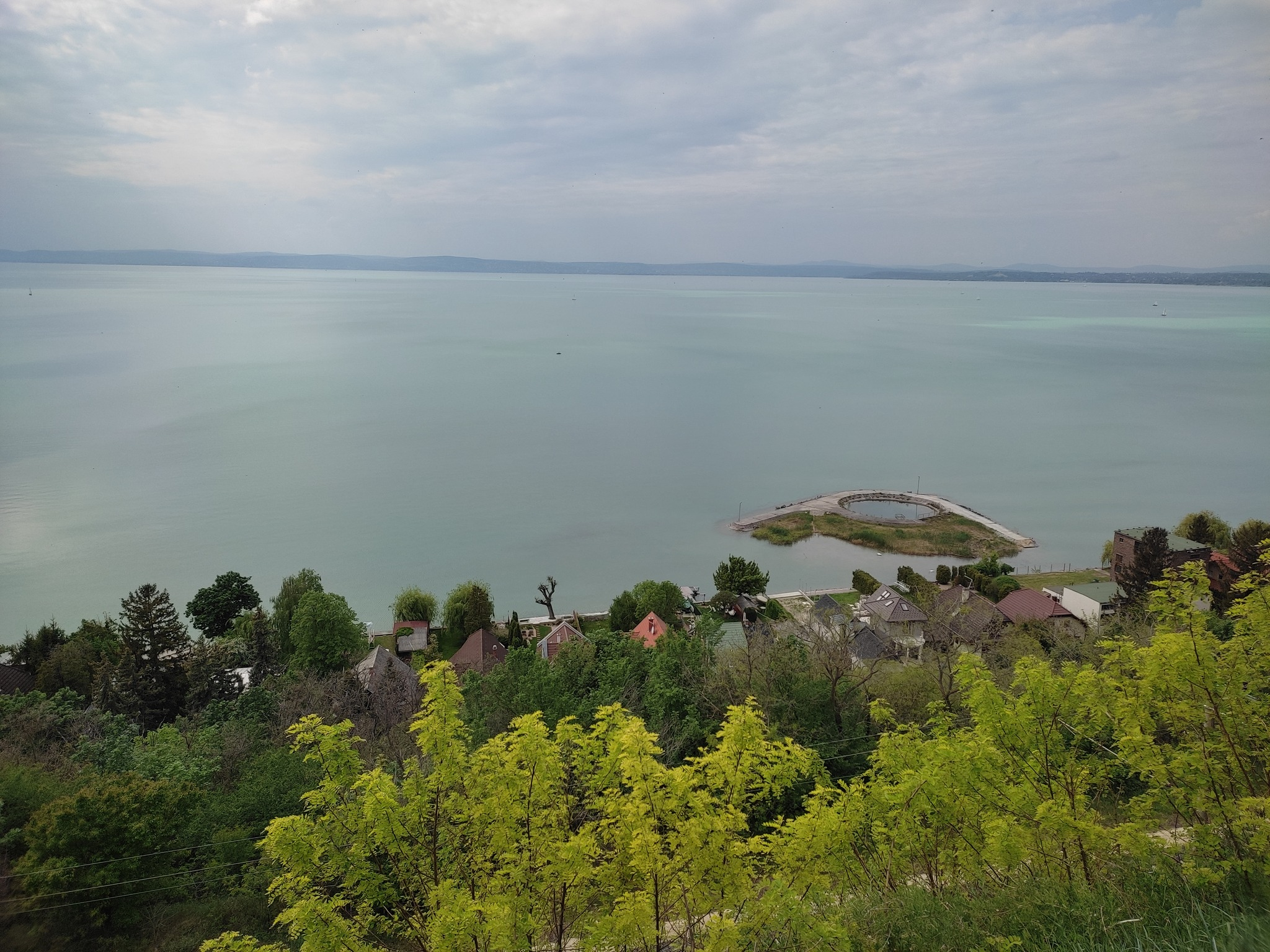
Vízkiemelő körgát a Balatonban a balatonvilágosi magaspartról

A Balaton stabil vízszintjét az utoljára 1976-ban felújított siófoki zsiliprendszer révén mesterségesen szabályozzák az Adria felett számított 104,5 méter középvízállásra. 2017-ben a legmagasabb átlagvízszint február 8-án 125 cm volt, az éves minimumot a tó szeptember 7-én érte el 86 centiméterrel. 2016-ban a Balaton nyári üzemi vízszintjét 10 centiméterrel kísérleti jelleggel megemelték, 2018-ban pedig a szabályozási vízszint-maximumát 110-ről 120 centiméterre emelték. A lépés a 107,5 km hosszú szakaszon szabályozott és 100 cm-es állandó vízszintre kiépített partvédőmű rendszer rekonstrukcióján túl számos egyéb vízügyi beavatkozás elvégzését indokolja. A vízszint ingadozásának elkerülése érdekében a szakemberek a tómederben történő tározás növelésére törekednek.
2020-ben kezdődött el a siófoki vízleeresztő műtárgy és a hajózsilip felújítása mellett a Balatonkilitinél tervezett új mederduzzasztó zsilip építése. A két projekt célkitűzése a Sió-csatorna rekonstrukciója, továbbá hosszú távon a Balaton vízgazdálkodásának hozzáigazítása a klímaváltozás hatására drasztikusan megváltozott időjárási körülményekhez, elsősorban a gyakoribb aszályhoz. A megépülő új vízszintszabályozó zsilip vízáteresztő képessége mintegy 33 százalékkal nő a régihez képest. 2023 júniusára elkészült a kiliti zsilip. Az új műtárgyat a Balatoni Hajózási Zrt. félkész hajóinak felengedésével üzemelték be. 2024 áprilisában pedig átadták a siófoki kikötői zsilipet.
A mezőgazdaság számára az öntözési és halastavi célú vízhasznosító pontokon kivett víz mennyisége, a balatonfőkajári, balatonvilágosi, siófoki és a rádpusztai szivattyútelepeken, nem haladja meg a Balaton és a Kis-Balaton egy napi párolgását, ami 4-6 millió köbméter. Jelentősebb felszíni vízkivétel a balatonvilágosi vízkiemelő körgát. A Balatonból engedélyezett összes mennyiség öntözésre 575 ezer m3/év, locsolásra 128 ezer m3/év, horgásztóra 52 ezer m3/év.
Szakemberek szerint a vízpótlás módszerét már most el lehetne kezdeni kidolgozni, hogy a tó élővilágának ne okozzon később problémát. A mérnöki elképzelések szerint az Alpokaljáról a tavaszi olvadáskor érkező nagy mennyiségű vízből a Rába és Zala vízgyűjtőjét elválasztó Vasi-Hegyhát vagy a Felső-Kemeneshát dombvidéke alatt fúrt alagúttal lehetne vizet juttatni a Balatonba.
A tó vizét aszályos időszakokban csak a siófoki zsilip zárva tartásával lehet megtartani a kívánt szinten.

#### Hullámjárás
A tó sekélysége és a nyári meleg víz viszonylag alacsony viszkozitása miatt szél esetén gyorsan alakulnak ki rajta hullámok. Az uralkodó szélirány a tóra merőlegesen, északnyugati irányból fúj. A Balaton-felvidék hegyei-völgyei lüktetést idéznek elő a szélben, ami a tavon hirtelen hullámzást, illetve hullámmentes időszakokat okoz. A hullámok szokatlanul meredekek, amit a viszonylag sekély vízmélység, a meder interferenciája idéz elő. Az eddig legmagasabb hullámokat partközelben 1,82, a meder közepén 1,95 méternek mérték. A hullámok hossza 2-12 méter között mozog. A szél elülte után két óra szükséges a hullámok elcsendesedéséhez. A hullámzás a déli part mentán árkokat váj (marásvonal) és turzásszerű homokpadokat épít a meder aljára.

#### Víztükör

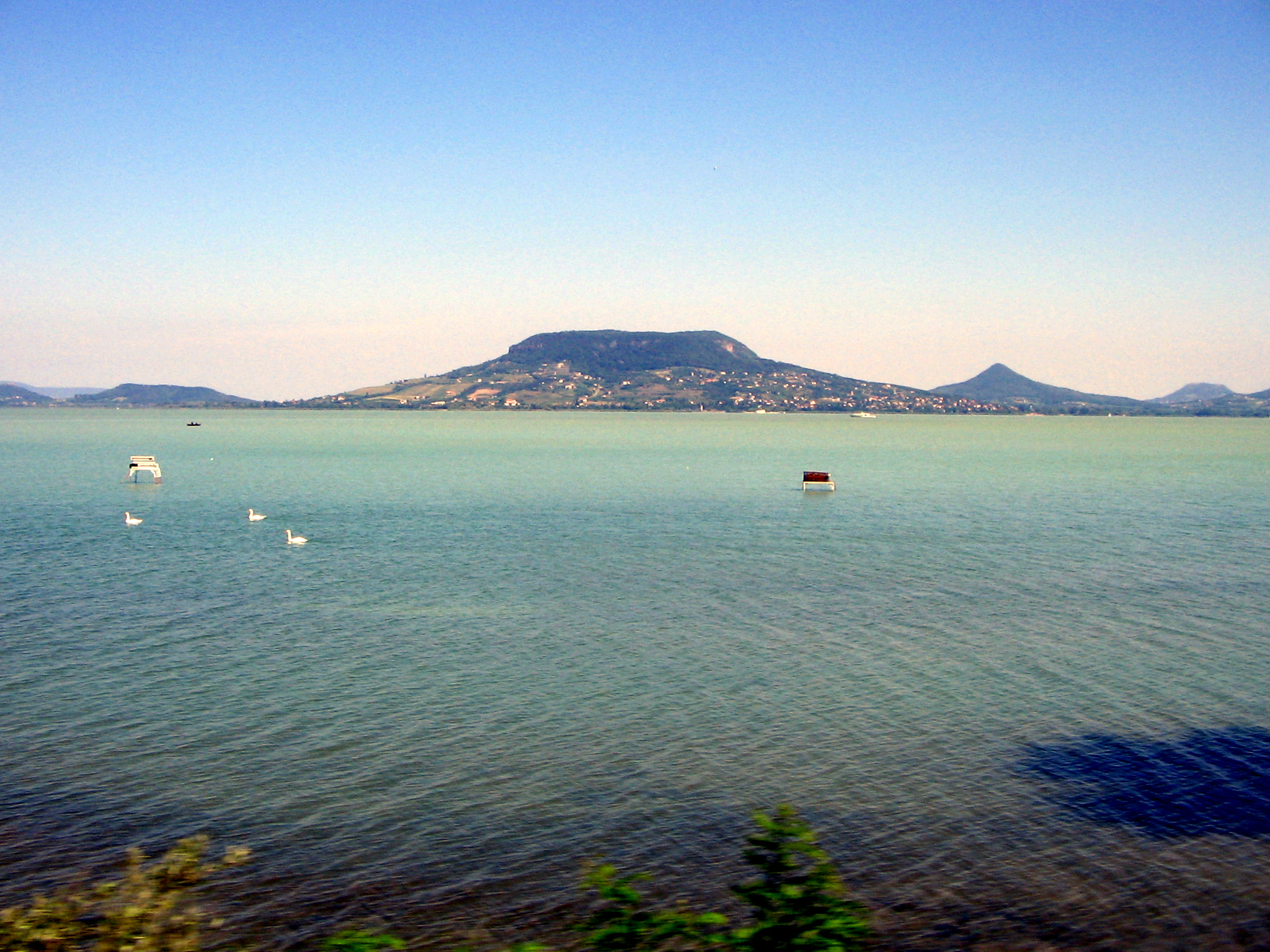
A Balaton Fonyód felől, háttérben az északi part legmagasabb tanúhegye, a Badacsony

A tóra hosszanti irányú tartós szél jelentős változásokat idézhet elő a Balaton különböző medencéinek vízszintjében. A tó víztömege mintegy 2 milliárd m³. A tartós délnyugati szél 5-11 óra alatt a víztömeg nagy részét északkelet felé tolja el. Az eddig megfigyelt legnagyobb ilyen mozgásra 1962. május 14-én került sor, amikor 9 óra alatt Keszthelynél a vízszint 45 cm-rel csökkent, Alsóörsnél pedig 51 cm-t emelkedett. A keresztirányú áramlások, a partvonal tagoltsága és más tényezők miatt az ilyen jelenségek előrejelzése szinte lehetetlen.
Tartós északi szél esetén keresztirányú elmozdulás is lehetséges: ennek eddigi legnagyobb mért példája, amikor 52,7 cm-es vízszintcsökkenés volt Alsóörsnél és 37,5 cm-es növekedés Siófoknál.

#### Áramlások
Ugyancsak a szél, valamint a Föld forgása befolyásolja az áramlások kialakulását is a tóban. Az uralkodó északnyugati szélnek megfelelően a fő áramlatok a felszínen az északi partról a déli felé haladnak, míg a tó mélyén a víz az ellenkező irányba áramlik vissza.
A medencék közötti vízszint-elmozdulások idején különösen erős áramlatok alakulnak ki a Tihanyi-félsziget által leszűkített mederrészben, ahol sebességük elérheti a 2 m/s értéket is. Bizonyára nem független ettől a jelenségtől a közeli Örvényes helység neve.

### Balatoni mederüledék
A magyar tudományos közéletben az 1970-es évektől széles körben ismertté váltak a balatoni vízminőség romlására utaló jelenségek. A Balaton környezetvédelme érdekében az MTA, majd az Országos Környezet- és Természetvédelmi Hivatal szervezésével és irányításával létrejött sokoldalú kutatási program keretében fellendültek a mederüledék-vizsgálatok is.

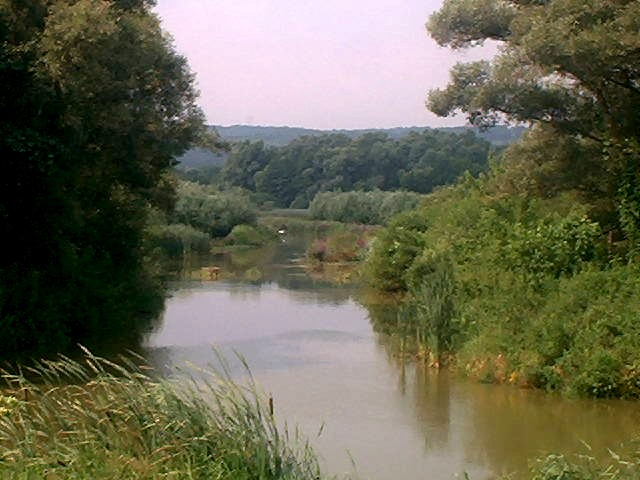
A Balaton fő vízszállítója a Zala

1980 óta fél fokkal emelkedett az évi középhőmérséklet, és 2000 óta sűrűsödtek a szélsőséges éghajlati, vízháztartási viszonyok a tó térségében. Ezek a változások hosszú távon a Balaton üdülőtó jellegű hasznosításának szempontjából nem fenntartható állapotot idézhetnek elő. Erre részben szabályozással, részben alkalmazkodással lehet felkészülni.
A tavat a befolyó vizek és a szél hordaléka folyamatosan feltölti. A tómedencék feltöltődését a vízi növények is siettetik. Az üledékréteg a tó fenekén helyenként a 6-10 méter vastagságot is eléri. A Balaton medrébe a lepeliszap 5–14 mm/év közötti vastagságban rakódik le. Mederkotrással ez az üledékfeltöltődési folyamat lassítható, és növelhető a vízmélység a vízszint mesterséges megemelése nélkül is. Az iszaposodás megakadályozása, illetve a felhalmozódott iszap rendszeres eltávolítása a kikötők használatát segíti elő, ezért a kotrás a létesítményt használók és a kikötő üzemeltetőjének alapvető érdeke. A Balatoni Hajózási Zrt. (Bahart) kotorná az üledéket a tómederből, azonban problémát okoz az iszap elhelyezése. A kotrással eltávolított mederüledék hasznosítása csak oly módon lehetséges, hogy az kizárja a tó parti övezetében való koncentrált felhalmozást. Megoldást jelenthet, ha a régebbi és kiszáradt zagyterekben lévő és meddő földnedves iszapot, kondicionáló anyagokkal és megfelelő mikrobiológiai talajoltóanyagokkal társítva, a hulladéktárolók rekultivációjához hasznosítják, mert akkor folyamatossá tehető a kotrási anyag szakszerű, és a kikötők, strandok számára többletköltséget nem jelentő parthoz közeli elhelyezése.

## Vízminőség

### Vízkémiája

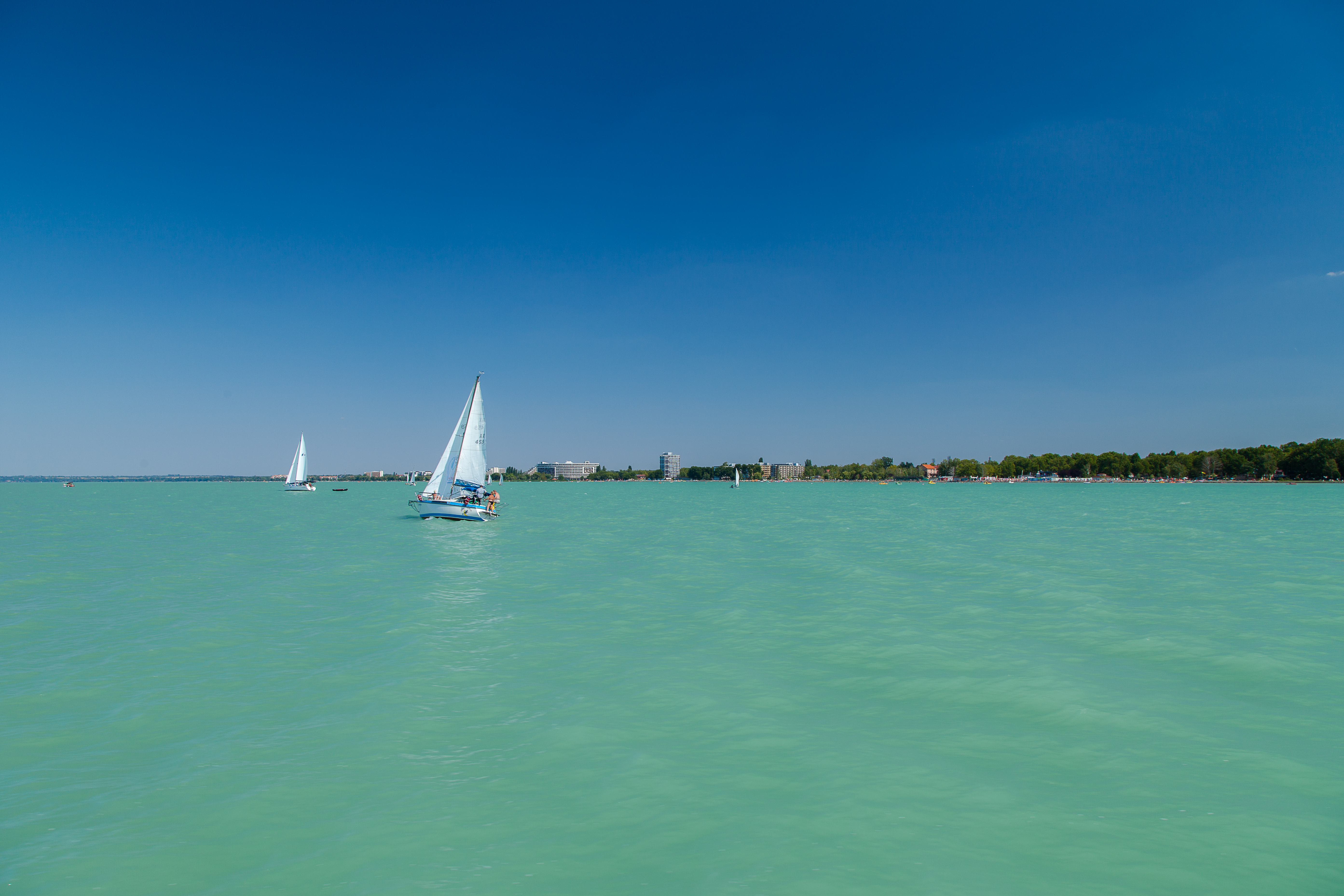
Cholnoky Jenő: „a teljesen tisztának gondolt vízben is van valami, mérhetetlenül finom lebegő anyag s ez csak a legfinomabb rezgésű fénysugarakat, a kéket és ibolyaszínűt tudja szétszórni”

A Balaton vizét egyesek a bársonyos, lágy, selymes, simogató jelzőkkel illetik annak ellenére, hogy ezek manapság már inkább csak a belső nyílt vízre találóak, ahol a víz továbbra is ivóvízminőségű, amint az a 20. század első feléig csaknem mindenütt igaz volt a legalább másfél méteres vízoszlopban. A partmenti sávban a nyári hónapok idején megnövekedő emberi eredetű szennyezést rendszeresen mérik a Balatoni Limnológiai Kutatóintézet szakemberei.
Összetételét tekintve egyedülálló, egyesek Balaton-víznek is nevezik:
- pH-értéke:                                                 8,4
- típusa:                                                    lúgos
- Ca-tartalma:                                              27–80 mg/l
- Mg-tartalma:                                              35–48 mg/l
- Összes sótartalma:                                        280–320 mg/l
- Lebegőanyag-tartalma:                                     2–123 mg/l
- Átlátszósága:                                             12–130 cm
- Kémiai oxigénigénye (KOI):                                2,8–7,3 mg/l[92]

A Balaton-víz a 78/2008.(IV. 3.) Kormányrendelet vízminőségi követelményei alapján speciális fürdővízminőségi kategória. A Balaton-víz úgy jön létre, hogy a sok kalciumot, hidrogén-karbonátot és szén-dioxidot tartalmazó befolyó vizek a levegő széndioxid-tartalmával csak a tóban kerülnek egyensúlyba: a felesleges Ca- és CO2-mennyiség a tóban csapódik ki kalcium-karbonát formájában. Ha szabad szén-dioxid kerül a tóba, az a CaCO3-ot feloldja, ezért a víz nem tud elsavanyodni.
Ez a jelenség folyamatosan pótolja a víz lebegőanyag-tartalmát, opálossága természetes állapot.
Sekély vizének átlátszósága nagymértékben változik a szél erősségétől függően. Csendes időben a napfény lehatol a fenékre, viharos időben az átláthatóság kevesebb mint fél méter.
Cholnoky Jenő földrajztudós szerint, ha a víz nem egészen tiszta és áttetsző, akkor nem kék, hanem zöldeskék színűnek látszik. Ez nem jelent szennyezettséget, az üledék 98%-a ásványi anyag.
A Balatont télen rendszerint 30-60 napon keresztül jég borítja. A jéggel fedett Balaton vizéből a lebegő ásványi részecskék kiülepednek, ezért az kristálytiszta megjelenésű. A fagypont körüli hőmérsékletű vízben az élővilág működése nem szünetel, az algák fotoszintézise miatt a víz túltelített oxigénben. A tó vize 2,2 év alatt cserélődik ki.
2018. augusztus közepén keresztirányban, két méter mélységben végigmérték a Balaton keleti medencéjének vízhőmérsékletét, ami mindenütt 27,4 fok felett volt, ami abszolút rekord.

### Vízvédelem

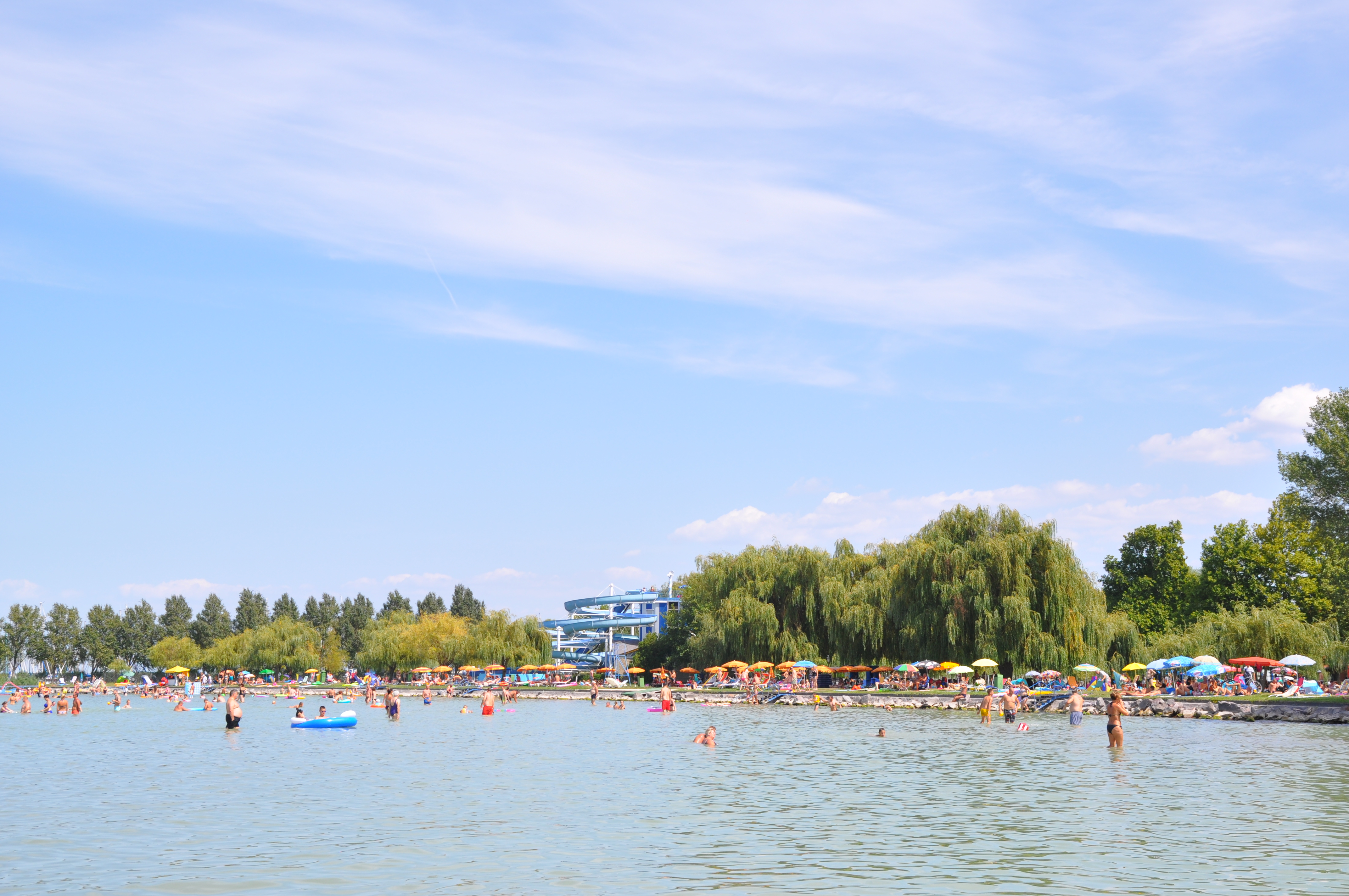
A tó vízminősége évről-évre erősen foglalkoztatja a fürdővendégeket

Az ország népszerű tavának vízminősége fontos tudományos, környezetvédelmi és főleg a turizmus révén gazdasági kérdés is, ami a közvéleményt is erősen foglalkoztatja.
A Balatoni Limnológiai Kutatóintézet folyamatosan nagy figyelemmel követi a víz minőségének alakulását. A Balatont veszélyeztette az eutrofizáció, azaz a lebegő mikroszkopikus algák (fitoplankton) túlzott mértékű elszaporodása, elsősorban a Zala folyó által szállított megnövekedett foszforterhelés miatt. 2009. június elején a tó nyílt vízében az algák számára hasznosítható oldott nitrogén- és foszforkoncentrációk a nyáron szokásos alacsony értékek körül voltak (5-10 µg/l). Ennek megfelelően a tó vize nagyon tiszta lett, a víz minőségét alapvetően meghatározó algák mennyisége kevesebb mint egytizede volt a megengedhető felső határértéknek. A mérések időpontjában nem volt megfigyelhető az algák mennyiségében a tóra jellemző kelet-nyugati növekvő tendencia sem, az a-klorofill koncentrációja Balatonfűzfőtől Keszthelyig közel azonos volt, 6-8 mikrogramm/liter között ingadozott. A meleg időjárásának köszönhetően, a 20 °C körüli vízben megjelentek a nyárra jellemző algafajok, közöttük a tiszta vizet indikáló fecskemoszat (Ceratium hirundinella) is.
A 2011-es évben a Balatonnak volt a legjobb minőségű vize a hazai fürdőzésre alkalmas helyek közül.
2012-ben csak a nagyon sekély vizű (10–20 cm vízmélységű) területeken szaporodtak el óriási tömegben fonalas zöldalgák (Cladophora glomerata), amely hátrányosan hatott a fürdőéletre, a kár azonban csak esztétikai volt, amely a vízszint újbóli megemelkedésével meg is szűnt. A mérések szerint 2016-ban a Balatonban a lebegő algák mennyisége már nem haladta meg a fürdőzésre nem javasolható hipertróf (75 mg/m³) határértéket. 2018-ban a Magyar Tudományos Akadémia Balatoni Limnológiai Intézetének igazgatója, a kiváló a balatoni vízminőségről elmondta, hogy a méréseik azt mutatták, hogy a legfontosabb mutató a klorofilltartalom érték, literenként hat-hétszer alacsonyabb volt, mint az 1970-es, 1980-as években. 2019-ben a mérési adatok alapján a nyár végére a klorofill koncentrációja elérte a köbméterenkénti 300 milligrammot. Ez az érték másfélszerese volt az 1982-es algásodás csúcspontján megfigyelt értéknek. A szakemberek szerint az üledékből felszabadult foszfor okozta ezt az algásodást, amikor a víz megfelelő átkeveredésének hiányában az oxigén gyorsan elfogyott a foszforban gazdag üledék fölötti vízrétegben és beindulhatott a szokatlanul nagy foszforfelszabadulás. Az oxigénhiányos jelenséget az okozza, hogy amikor a Balaton nagyon felmelegszik a felső és alsó vízrétege a kialakuló fajsúlykülönbség miatt nem keveredik össze. A Balatoni Limnológiai Kutatóintézet szerint az alacsony vízállás önmagában nem okoz algásodást a tó nyiltvizében.

### Természetes jelenségek

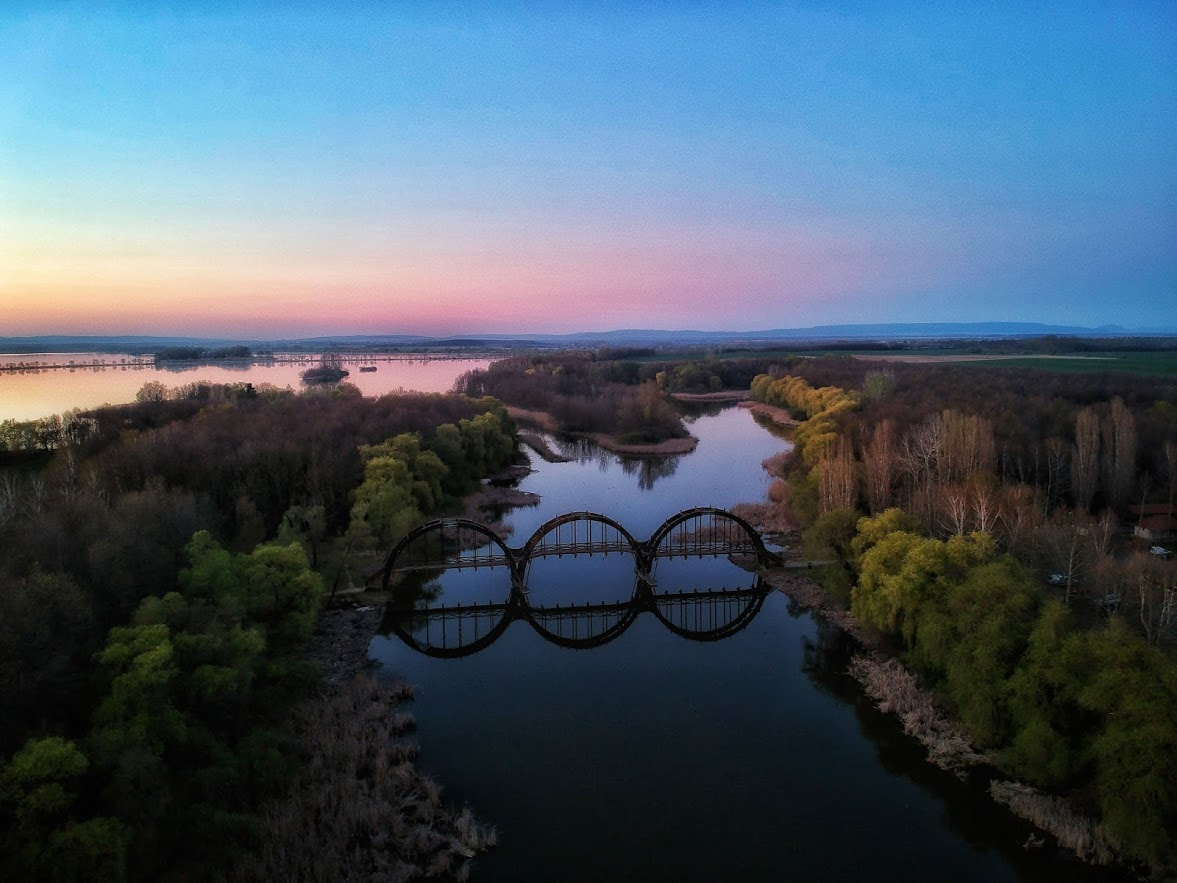
A Kis-Balaton hídja a Kányavári-szigetnél

A tó átlagvízállása 2022. május 1-jén 105 cm volt, 1921 és 2021 között 67 olyan év fordult elő, amikor ezen a napon a tó átlagvízállása ezen érték alatt volt. 1949-ben 57 cm, 2003-ban 70 cm. 2009 májusában a part mentén élőknek, nyaralóknak bosszúságot okoztak a hatalmas tömegben rajzó árvaszúnyogok. A nagy tömegű rajzást a gyorsan felmelegedő víz okozta. Az árvaszúnyogok hasznos tagjai a Balaton élővilágának, szerepük az üledék tisztításában és ezen keresztül a vízminőség fenntartásában kiemelkedő jelentőségű. Az árvaszúnyogokat erősen vonzza a mesterséges fény, így ezek körül (pl. utcai lámpák) éjszaka is hatalmas tömegben fordulnak elő. A kifejlett rovar a víz felszínén bújik elő, majd elrepülése után a levedlett bábbőrt (exuviumot) hátrahagyja. Mivel a kibújás szinkronizált, ezért rajzáskor a vízfelszínen hatalmas mennyiségű bábbőr úszik. Erősebb hullámzás esetén a bábok által kiválasztott váladék felhabosodik. Ez okozza, hogy az árvaszúnyogok kibújása idején a Balaton vize habosnak, szennyezettnek tűnik, és kellemetlenné válik az úszás, fürdőzés. A jelenség természetes, és az emberi egészségre teljes mértékben ártalmatlan, ennek ellenére a felszínen lebegő szúnyogbőrt emberi ürüléknek vélték az emberek, így elterjedt az a hír, hogy a hajók wc-tartályának a tartalmát a tó vizébe eresztik.
A halak tavaszi elhullása természetes időszakos jelenség, aminek méretei azonban változóak, és összefügghetnek a víz minőségének romlásával is. A tó halfaunája a vegetációs időszakban a parti sávban elérheti a 20000 egyed/ha halsűrűséget, a nyílt vízen  azonban az egyedsűrűség két-három nagyságrenddel kisebb. A felmelegedő vízben a legtöbb keszegféle ívása is hirtelen zajlik. A dévérkeszeg, a nyílt víz legfontosabb pontyféléje tömegesen, de naponta igen változó mennyiségben húzódik a partközelbe. Az ívástól legyengült dévérek közül ebben az időszakban számos példány elpusztul, ezért a tavaszi hónapokban a Balatont látogatók a kövek közé szorult és elhullott keszeggel is találkozhatnak.
Az első tömeges halpusztulás (500 tonna hal) 1965-ben következett be az intenzív mezőgazdálkodás követkzetében. 2009. május végén a tópart különböző területein figyelték meg az angolnák pusztulását. Az elpusztult angolnákból vett minta úszóhólyag élősködő fonálféreg (Anguillicola crassus) fertőzöttséget mutatott.
| [ 110 ] |

## Éghajlat, mikroklíma
A Balaton a Kárpát-medence délnyugati széléhez közel terül el, így a medence egészére jellemző, óceáni és mediterrán hatásokkal módosított mérsékelt kontinentális éghajlaton belül az átlagosnál erősebbek az óceáni és a mediterrán hatások.

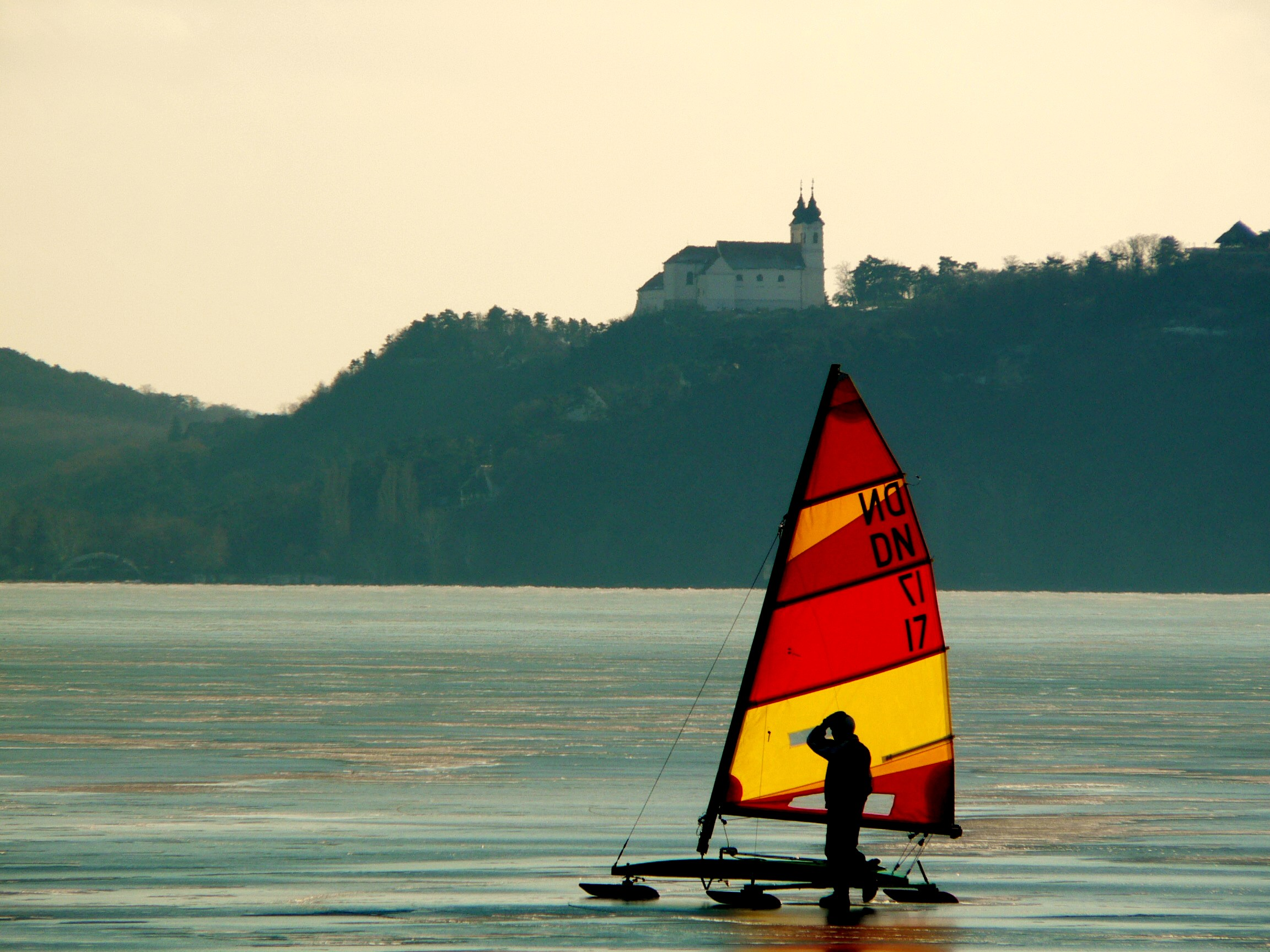
Jégvitorlás Tihanynál

A napsütéses órák száma évente átlagosan 2000 körül mozog és a júliustól szeptemberig tartó időszakban mindössze 5-6 teljesen borult nap valószínűsíthető. A legmelegebb hónapok a június, július és augusztus. A legnaposabb hónap a június. A legkevesebb csapadék augusztusban és szeptemberben hullik, átlagosan hat-hat esős nappal.
Maga a tó jelentős hatással van környezete mikroklímájára. A hatalmas víztömeg fölötti páradús levegő kiegyenlítő hatást gyakorol annak hőmérsékletére, amely nyáron a tó körül jellemzően hidegebb, ősszel és télen melegebb, tavasszal hűvösebb mint a tótól távolabb. A vízparton a nappali és az éjszakai hőmérséklet közötti különbség is lényegesen kisebb, mint távolabb.
A Bakony és az Alpok közelségének köszönhetően az ország legtisztább levegőjű területe.
A víztükör visszaveri a ráeső napfény jelentős részét, emiatt az északi part déli kitettségű hegyoldalai kiváló szőlőtermő területek, amit már a rómaiak is felismertek.
A tó sekély vize a napsütés hatására könnyen átmelegszik, tartós nyári kánikulában akár 28-29 fokos is lehet. A vízhőmérsékletet hivatalosan Siófoknál, 1 m mélységben mérik. Csendes időben közvetlenül a felszínen a víz hőmérséklete ennél több fokkal magasabb, mélyebben pedig alacsonyabb. Nagyobb vihar, hullámzás esetén ezek az értékek kiegyenlítődnek, és a víz „hivatalos” hőmérséklete erősen visszaesik.
Telente a tó víze rendszeresen befagy, a jégréteg a 20-30 cm vastagságot is elérheti. A kijelölt helyeken ilyenkor a vízimentők felügyeletével lehetőség adódik például fakutyázásra, korcsolyázásra, jégkorongozásra és téli vitorlásozásra.
Fakutya a Balatonvidéken használt jégszánkó; egy szántalpra erősített székforma szerkezet, a benne ülő egy vagy két szeges bottal hajtja a jégen. Ujabban sportcélokra használják. Gyorsan siklik a jégen, miközben súrlódása élesen nyikorgó hangot ád
Kivételesen kedvező időjárási viszonyok esetén át is lehet kelni a teljes tavon, ha kellően vastag a jég. A jellegzetes rianások, enyhülés idején hosszú hasadások a jégtakarón, erős hangjelenségek mellett, az összehúzódó jégfelület miatt jönnek létre. Megfordítva, fokozódó hideg hatására a jégtakaró kitágul, a lemezek egymásra, illetve a partra torlódnak és turzások alakul ki. A torlaszok kisebb enyhüléskor szétolvadnak, a helyükön széles, nyílt vízszalag, rianás keletkezik.

### Széljárás
A Keszthely és Tihany közötti medencében az uralkodó szélirány – helyi szóhasználattal főszél – északi, Tihany és Kenese között északnyugati. A délnyugati és délkeleti szelek inkább a vitorlás szezonon kívül, ősszel és télen gyakoribbak.
A balatoni viharok nem túl sűrűn fordulnak elő, de hirtelen kitörésük és a meredek hullámok miatt igen veszélyesek lehetnek. A viharokat általában délnyugatias meleg légáramlatok előzik meg, majd észak felől hirtelen lecsap az erős, viszonylag hideg szél. 10-20 perc alatt 30–35 m/s erejű széllökések alakulhatnak ki.
Az eddig mért legerősebb szél egy heves zivatarhoz kötődik, ami 157 km/h sebességű szelet okozott, 2017. július 10-én. Az addig mért legerősebb szél 129,6 km/h sebességű volt, 1961. július 13-án. A legszelesebb hónap az április, míg a legkevesebb szél szeptemberben fúj. A Tihanyi-félsziget és az északi part dombvidéke változatosan befolyásolják a szelek eloszlását a tavon. A tó hosszúsága miatt is nagy különbségek alakulhatnak ki a légmozgásban a különböző területein.

### Viharjelzés

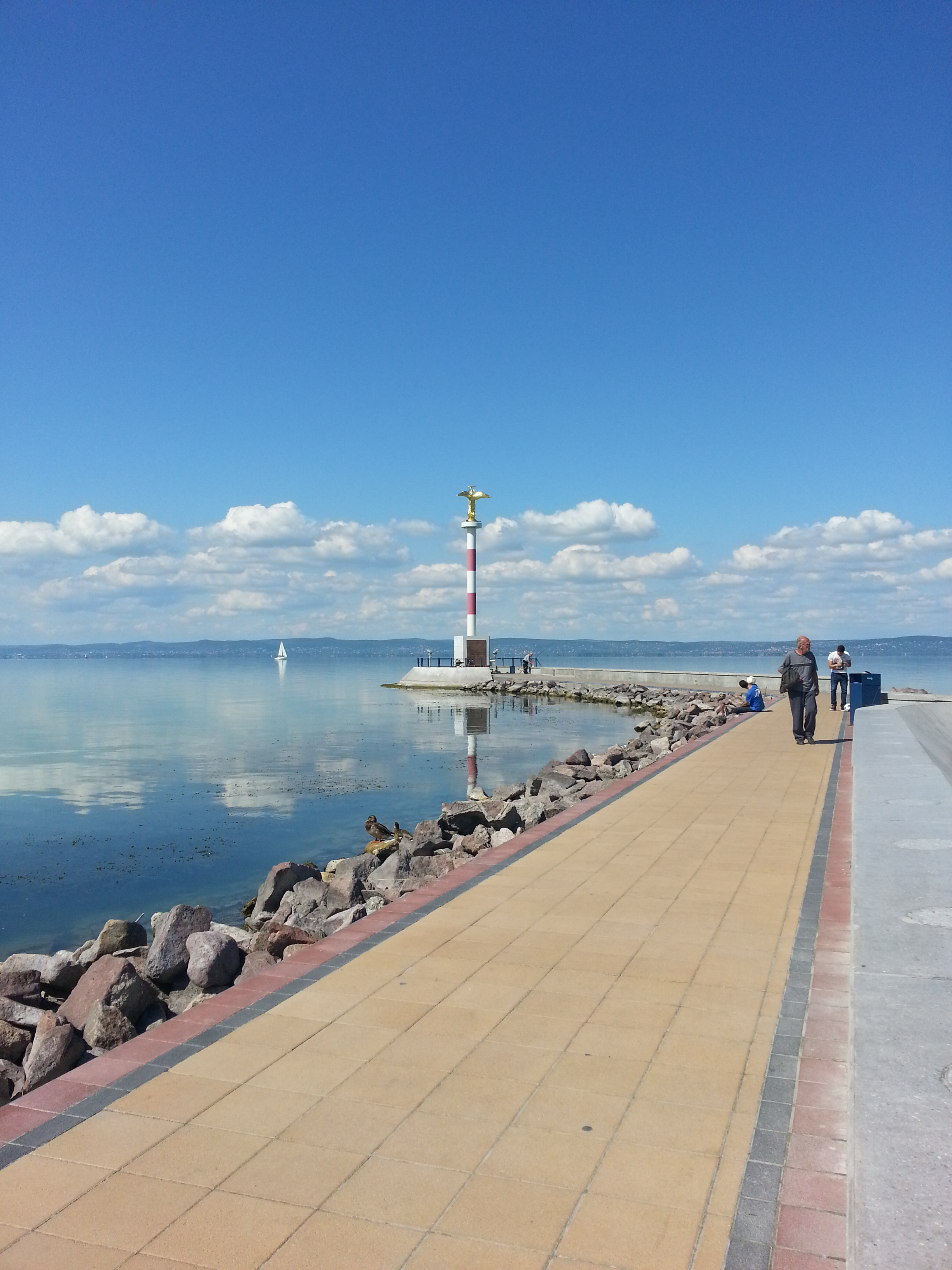
Viharjelző a siófoki mólón

A Balatonnál hivatalosan 1934. július 8-án kezdődött meg Hille Alfréd repülőezredes, meteorológus, a katonai és a polgári repülésmeteorológiai hálózat megszervezőjének kezdeményezése nyomán, a viharok előrejelzése. 2012-ben megújult a tó új viharjelző rendszere, amikor az INCA finomfelbontású (1 km), ultrarövidtávú előrejelző rendszer fejlesztésének eredményeképpen lehetővé vált a Balaton három medencére történő felosztása. Az új szektorokra való felosztással egy Keszthelytől Badacsonyig tartó nyugati, egy Badacsonytól Tihanyig tartó középső és egy Tihanytól Keneséig tartó keleti virtuális medence jött létre. Ezzel pontosabbá és finomabbá vált a balatoni viharjelzés. A Balatonon minden év április elsejétől október harmincegyedikéig vihar-előrejelző, illetőleg viharjelző szolgálat működik.
A tó körül több mint harminc stabil és néhány „mobil” viharjelző állomás továbbítja fényjelzéseivel az Országos Meteorológiai Szolgálat riasztásait.
- I. fokú jelzés – erős (40–60 km/h közötti) szélre a lámpák percenként 45-ször villannak fel
- II. fokú jelzés – a viharos (60 km/h-t meghaladó) szélre a lámpák percenként 90-szer villannak fel[126]

## Élővilág

### Protiszták
A tó élővilágának jelentős részét a szabad szemmel általában nem látható algafajok teszik ki, amelyek a Balaton legfontosabb szervesanyag termelői, és újabb és újabb fajok kerülnek elő a tóból. Kutatások szerint a biomassza több mint 98%-át a Microcystis flos-aquae fitoplankton alga határozza meg, amely időszakonként a világoszöld, sávos balatoni „vízvirágzást” is okozza. Az algák mennyiségét alapvetően a tápanyagterhelés hosszútávú alakulása szabja meg. A tó algásodását (eutrofizáció) csökkenteni kell, mert az idegenforgalmi vonzerejét csökkenti a folyamat. A nyaralók számára kedvező, hogy a 2010-es évek végére újra visszatért a tóba a tiszta vizet kedvelő fecskemoszat.

### Kagylók

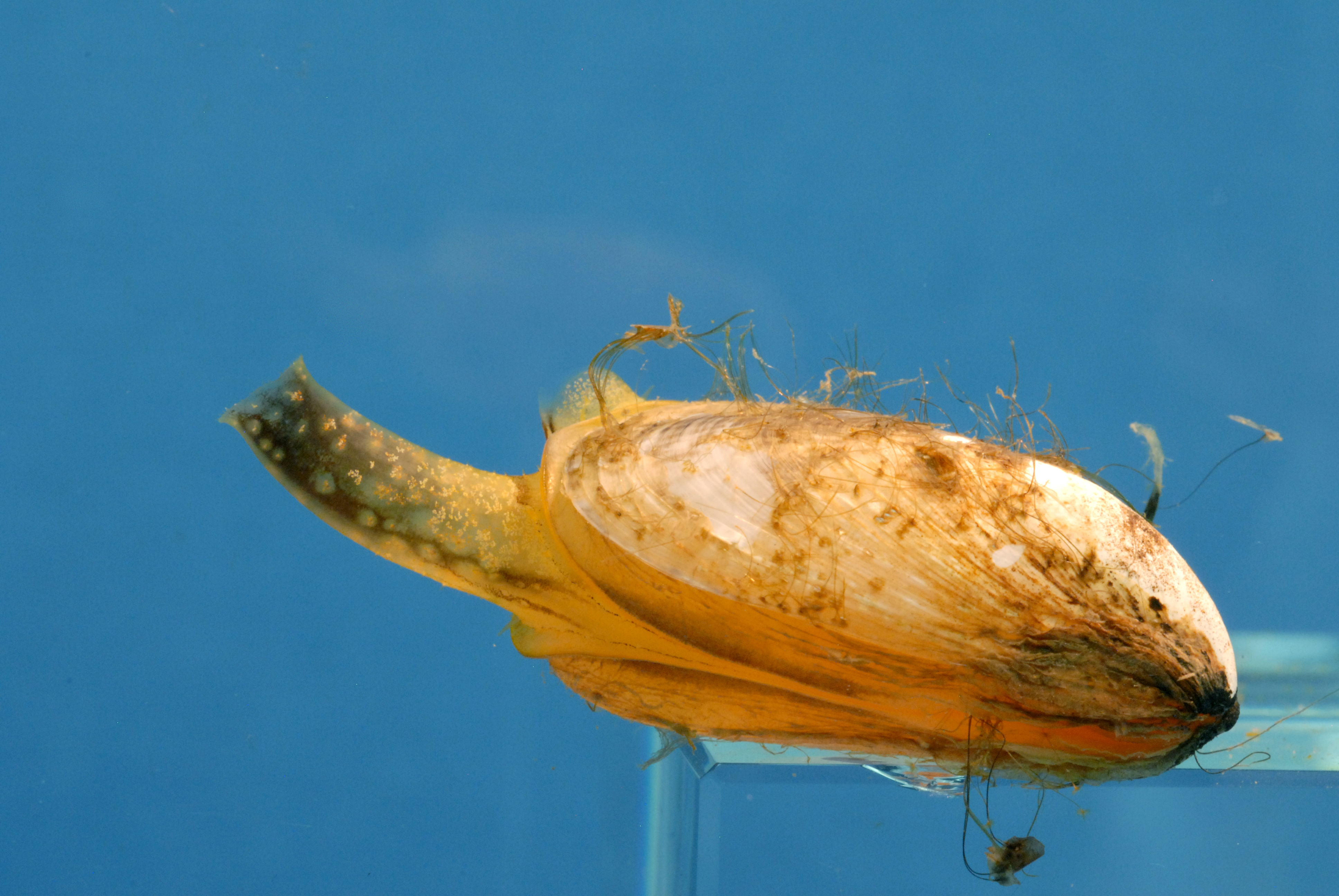
A Balatonba 2009 táján betelepült kvagga kagyló (Dreissena bugensis)

Az inváziós fajoknak nagy lehet a hatásuk az édesvizekben, ahol a fajok kihalása sokkal nagyobb mértékű, mint a szárazföldi területeken. A Balatonban őshonos tavikagylón (Anodonta cygnea) kívül, ma már szaporodik néhány invazív faj is, mint az 1930-as években uszályokon behurcolt vándorkagyló, a hatalmasra növekvő amuri kagyló (Anodonta woodiana), a kvagga kagyló (Dreissena bugensis), és az ázsiai ehető kosárkagyló (Corbicula fluminea) is. Az 1962-es, távol-keleti halak telepítésekor a tóba került amuri kagyló nem őshonos a Balatonban, de a magyarországi vizekben sem. Ez az inváziós faj, széles ökológiai tűrőképességű fajként veszélyt jelenthet az őshonos kagylófajokra. A kutatók feltevései szerint az idegenhonos és invazív kagylófaj 2000 táján a hasznos halivadékokkal juthatott be a Balatonba. Az amúri kagyló jellegzetessége, hogy ektoparazita lárvái a halakon tapadnak meg és azok gazdaállatként szolgálnak a teljes kifejlődésig. A metamorfózis ideje alatt a kifejlett héjkezdeménnyel rendelkező kajmacsos lárva a hal hisztolízissel feloldott és elfolyósodott szöveteit használja fel az átalakulásához.

### Növényvilág

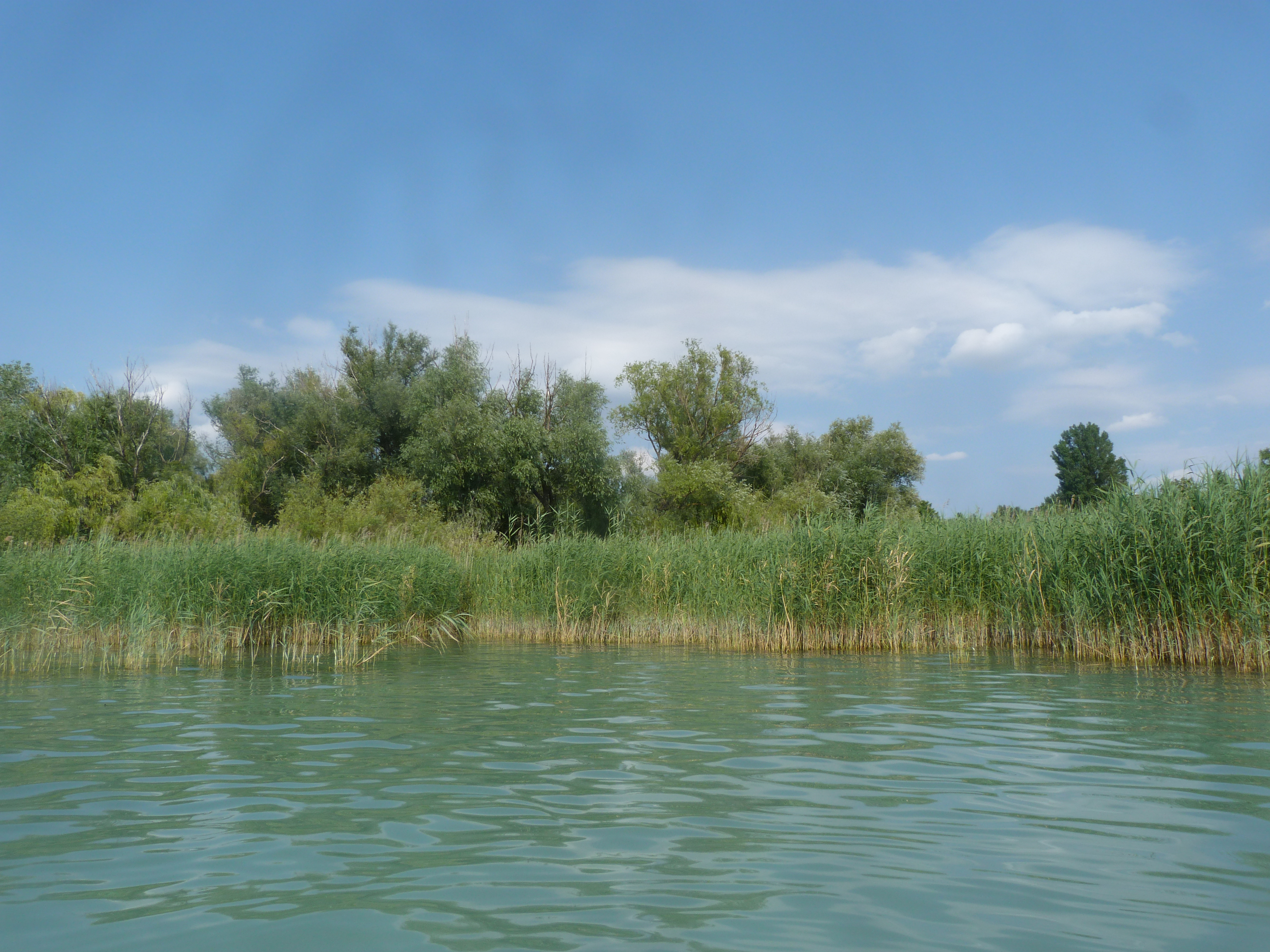
Jellegzetes nádas a tó kenesei partján. A balatoni nádasok területe megközelítőleg 12 km², amelynek 73%-a az északi parton van

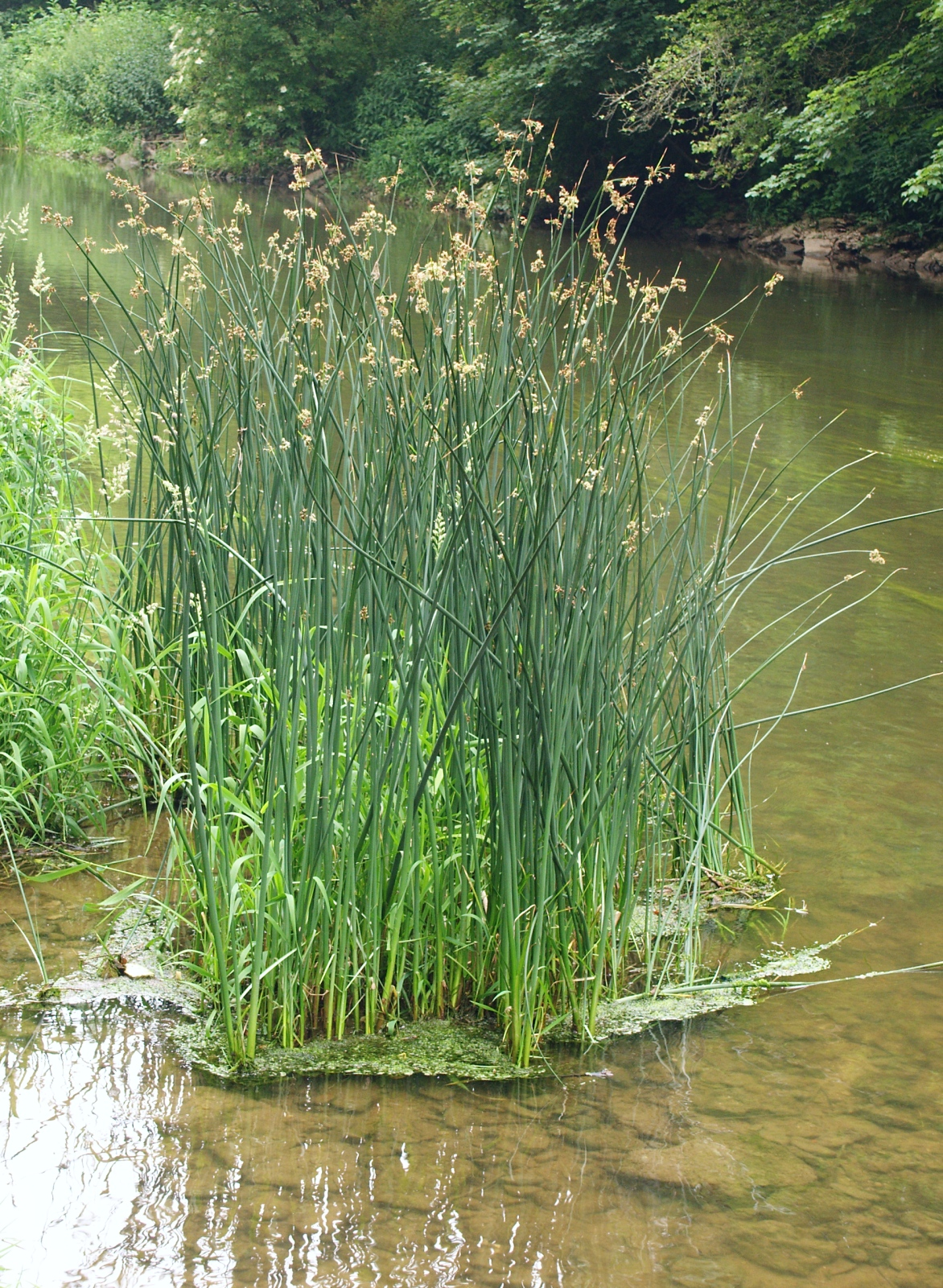
Tavi káka (Schoenoplectus lacustris)

Ligeti László a A Balaton szabályozása című, 1974-es tanulmányában így ír a növényzet 20. században megjelent változásáról és annak hatásairól, mivel a déli parton: „…a századfordulóig nem volt vízi növényzet, az átlagos vízállás pedig magasabb, s a partvonal és egységesebb volt mint ma. A nád, a sás (carex)  és a hínár egyre rohamosabbá, sőt napjainkra veszedelmessé vált terjedése — a vízszintszabályozás és a vízszennyezés következménye …”  A hínárféléket a balatoni strandokon is megtaláljuk közülük gyakoribbak a süllőhínár-fajok Füzéres süllőhínár (Myriophyllum) és a békaszőlő-fajok (Potamogeton). Az elsősorban a közönséges nád (Phragmithes australis) által alkotott nádasok a part mentén, leginkább az északi parton maradtak fenn. Egy 2017-es feltérképezés szerint mintegy 1205 hektár nádas volt a Balaton medrében, az öt évvel korábbi 1230 hektárral szemben. Társulásalkotó növénye elsősorban a keskenylevelű gyékény (Typha angustifolia) és többek között a tavi káka (Schoenoplectus lacustris), valamint a zsombéksás (Carex elata). A nádasokat és állatvilágukat a települések, elsősorban az idegenforgalmi létesítmények, strandok bővítése, horgászállások, kikötők építése veszélyezteti. A balatoni nádasok biomasszáját vizsgáló Zlinszky András limnológus, az Balatoni Limnológiai Intézet Hidrobotanikai Osztályának tudományos munkatársa szerint a cél az, hogy a Balaton ökológiai rendszerében a szakemberek segítségével az algadominált állapotból eljussanak a hínárdominált állapotba.
A tó környékének rendkívül gazdag növényvilágára jellemző, hogy a molyhos és cseres tölgyes erdőségek a legelterjedtebbek, amelyeket sok helyütt telepített fenyőerdők váltanak. Különleges fenyőféléket tekinthet meg az érdeklődő a Folly Arborétumban Badacsonyörsön. A Balaton-felvidéki Nemzeti Park címernövénye, a Balaton-felvidék néhány láprétjén nyíló lisztes kankalin (Primula farinosa) mellett több más pompás szirmú virág is honos itt, ilyen a tavaszi hérics, a fekete kökörcsin és a citromillatú nagyezerjófű.

### Állatvilág

#### A tó halfajai

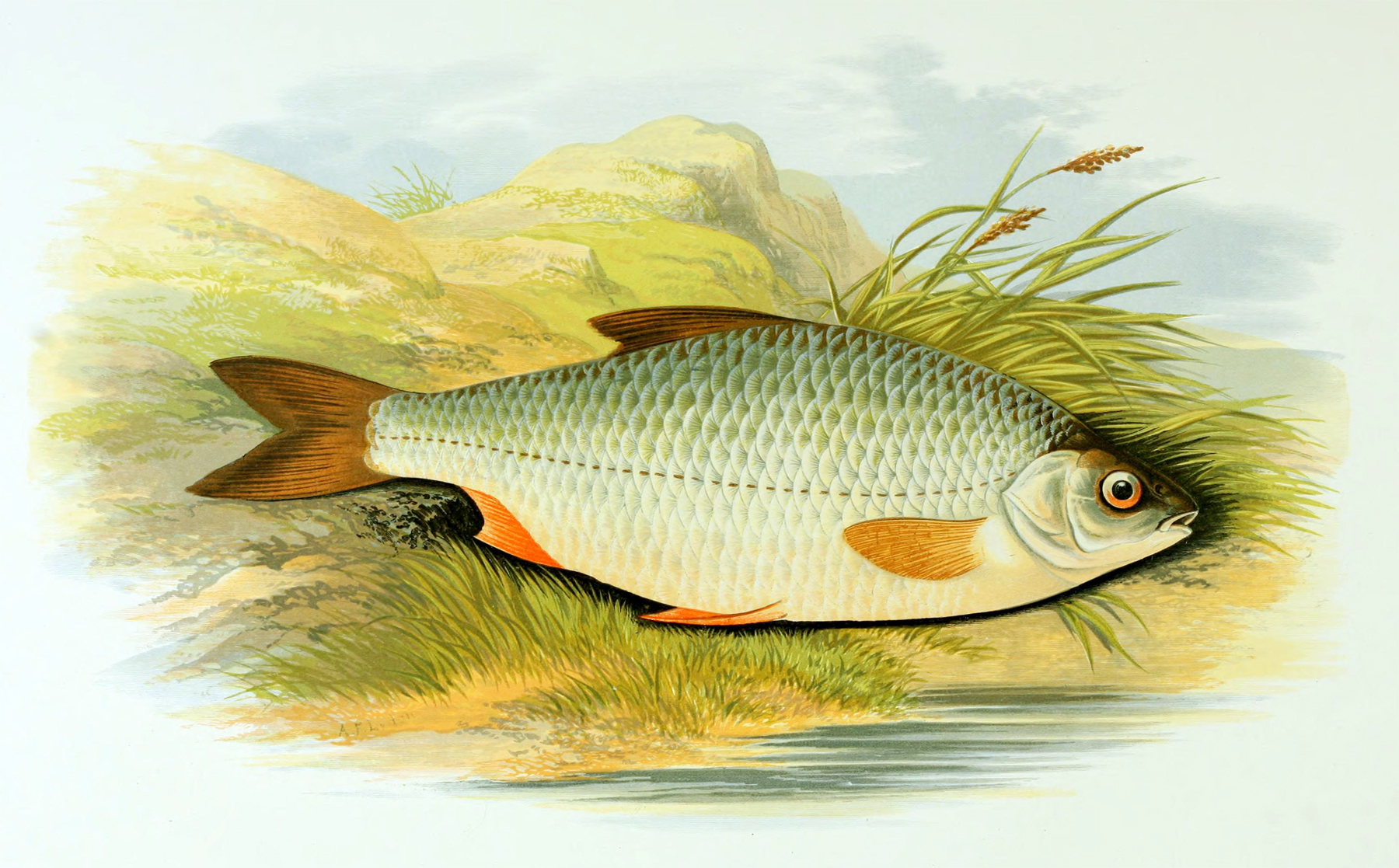
A kutatók tapasztalatai szerint a Balaton vízgyűjtő területén legáltalánosabban előforduló halfaj a bodorka vagy búzaszemű keszeg (Rutilus rutilus), az összes halfogás 32,15%-a

Széchenyi így írt 1846-ban a Balatonról és legértékesebb haláról a fogasról: „Nincs arrul bizonyos tudomásom, a Balatont egészen le lehetne-e csapolni; de annyit hiszek, ha lehetne is, bűn volna illyest cselekedni. Legelsőben is, mert egy, körülbelül 12 mértföld hosszú gyönyörű vizcsatornát képez, mellyet emberi kéz nem birna nagyobbszerű szabásokban kiállitni, és melly csak nekünk látszik rövidnek, mert pangó állapotban sínylünk; ámde polgárisodott körülmények között – nézd az angol, nézd a holland földet – igen hosszú volna, hol még a sokkal rövidebbek is – minthogy a mezők kertekké válnak, és a kis mező is már nagy kert – bámulatos élénkséget szűl. És aztán, mert nem egyedűl kenyérbül él az ember; és végkép is csak az a koszorúzott bölcs, ki a hasznost kellőleg tudja vegyítni a kellemessel. Mig végre bármi kis nyomatékunak látszassék is ez lenni, bizony még a jóizű fogasért is, melly minden édes vízi halak királya s olly kirekesztőleg magyar hal, megérdemli a Balaton, hogy Carthagoként el ne töröltessék.”
A Balaton, lévén hazánk legnagyobb állóvize, halfaunája nagyon értékes. Az érdeklődők a legrészletesebben a Balatoni Vízivilág Látogatóközpontban tájékozódhatnak a vidék halaival. A tóban, a vele összefüggő Kis-Balatonban és a vízgyűjtő területén található 40 vízfolyásban 37 halfaj fordul elő, ebből a Balatonban 15-17 faj él meg. Az itt élő halak 80%-át a keszegfélék alkotják. Ezek közül a leggyakoribb a dévérkeszeg, a karikakeszeg, a bodorka és a vörösszárnyú keszeg. A vízgyűjtő vízfolyásainak többsége erősen módosított (rendezett meder, vízszennyezés, idegenhonos fajok betelepítése stb.) víztestnek minősül, magában a Balatonban az elmúlt évtizedekben komoly erőfeszítések történtek a módosulások hatásainak csökkentésére. Ökológiai problémákat okoznak a betelepített vagy kiszabadult idegenhonos, inváziós fajok: kínai razbóra, amur, fehér busa, pettyes busa, ezüstkárász, a naphal, de az ikrapusztító fekete törpeharcsa is. Becslések szerint a teljes balatoni halállomány csaknem harmada víztisztítási feladattal a tóba került, fehér (Hypophtalmichthys molitrix) és pettyes (Aristichthys nobilis) busa, a planktonevő hal feltehetően nem szaporodik a Balatonban. Az 1970-es és 1980-as években telepített busa öregedő példányai várhatóan elpusztulnak majd a busagyérítés és a szelektált ökológiai lehalászás hiányában. Korábban a szintén tájidegen, 1962 és 1991 között halászati céllal betelepített 83 millió angolnaivadék (Anguilla anguilla) is gondot okozott az ismétlődő tömeges pusztulásaival. 

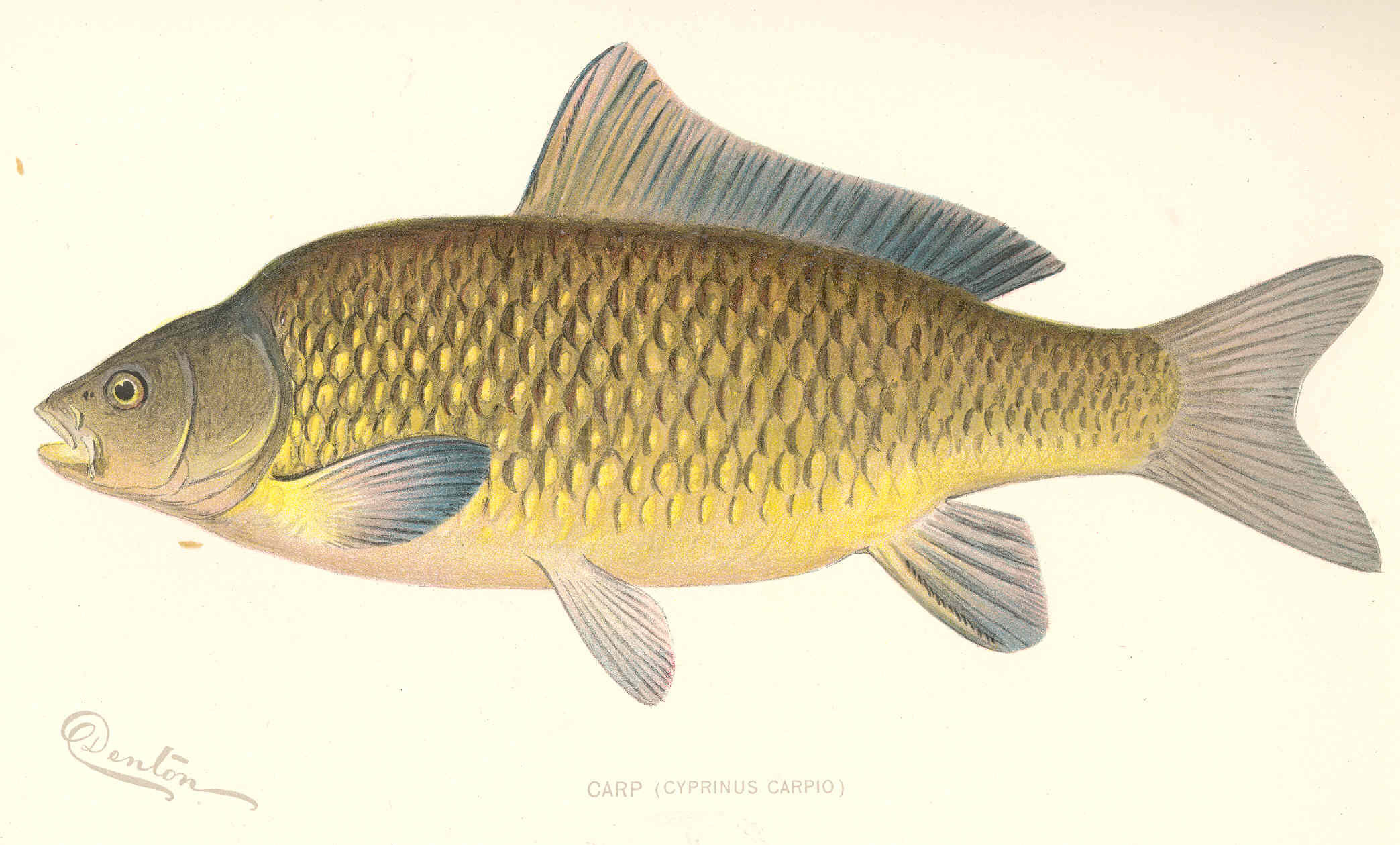
2018-ban a Balatonban élő ponty (Cyprinus carpio L.) is, illetve a Balaton vízgyűjtő területén szaporított és nevelt, élő, hűtött vagy fagyasztott formában kereskedelmi forgalomba kerülő fogassüllő (Sander lucioperca) is megkapta a „balatoni hal” oltalom alatt álló földrajzi jelzést

Egy 2010-ben lefolytatott kutatás szerint a balatoni angolnaállomány európai viszonylatban az egyik legidősebb (az angolna példányok átlagos életkora 24,9 év). Kimutatták, hogy a vándorlásában akadályozott, túlkoros balatoni angolna szaporodó képessége nagyon lecsökkent.  A víz fenekén élő táplálékkészlet drasztikusan lecsökkent, az angolna ezáltal konkurensévé vált más őshonos balatoni halfajoknak. Újabban az amurgéb (Perccottus glenii) terjedése tapasztalható a vízgyűjtőn, ez korábban csak a Tisza-mentéről volt ismert halfaj. Megjelenése azonban nem jó hír, a gyorsan terjedő inváziós halfaj komoly veszélyt jelenthet elsősorban az őshonos és endemikus lápi póc (Umbra krameri) állományára, mivel azt élőhelyéről gyorsan kiszoríthatja.
A Balaton legismertebb halfajai a garda (Pelecus cultratus) és a fogassüllő (Lucioperca lucioperca). Előbbinek itt van a legnagyobb hazai állománya; korábban komoly halászati jelentősége is volt. Miután a NÉBIH 2015. november 27-én kelt határozatával a Balaton vízterületét különleges rendeltetésű vízterületté nyilvánította, végleg megszűnt a halászat a tavon, ezzel a korábban szintén halászott és helyi gasztronómiai specialitásnak számító balatoni fogas sem szerepel már a partmenti vendéglátóhelyek kínálatában, ezért a „balatoni” fogassüllő a éttermek konyháiba mélyhűtve érkezik Ukrajnából. A horgászok, 70 cm feletti fogassüllőből naponta csak egy darabot tarthatnak meg. Tilalmi idővel (március 1. – április 27.) és méretkorlátozással (35 cm) is védett.
A Balatoni Halgazdálkodási Nonprofit Zrt. a Balatoni Halászati Zrt. jogutódjaként 2009 óta az ökológiai szemléletű halgazdálkodás megvalósítója a tavon. A 2013-ban leállított balatoni halászatot követően feladata, a különféle halfajok okszerű pótlása, azok felnevelése, a halőrzés, valamint az elhullott haltetemek begyűjtése és ártalmatlanítása. Rendszeresen telepítenek egynyaras süllőt is. Egy tanulmány szerint a Balatonba évente 350 tonna pontyot (Cyprinus carpio L.) telepítenek. Az őshonos nyurga pontyok (Cyprinus carpio carpio morpha hungaricus) helyét átveszik a pikkelymentes, tenyésztett tükörpontyok vagy más néven tükörpotykák, tükrös pontyok  (Cyprinus carpio carpio morpha domestica). A másodnyaras pontyot ősszel telepítik a tóba. A horgászok hasznos információkhoz juthatnak a Balatoni Horgászturisztikai Adatbázis honlapján, hogy könnyebben megtalálhassák a számukra fontos és érdekes szolgáltatókat és horgászhelyeket.

Fontosabb fajok: 
- Tájidegen fajok
  - Angolna (Anguilla anguilla)
  - Amur (Ctenopharyngodon idella)

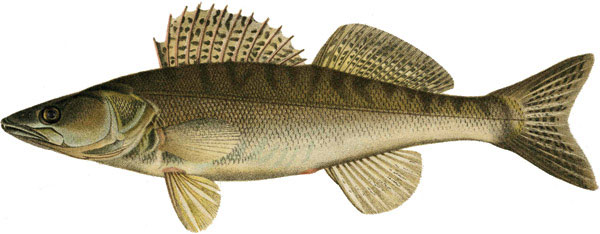
Az egyik legismertebb horgászható halfaj a Balatonon a fogassüllő (Sander lucioperca)

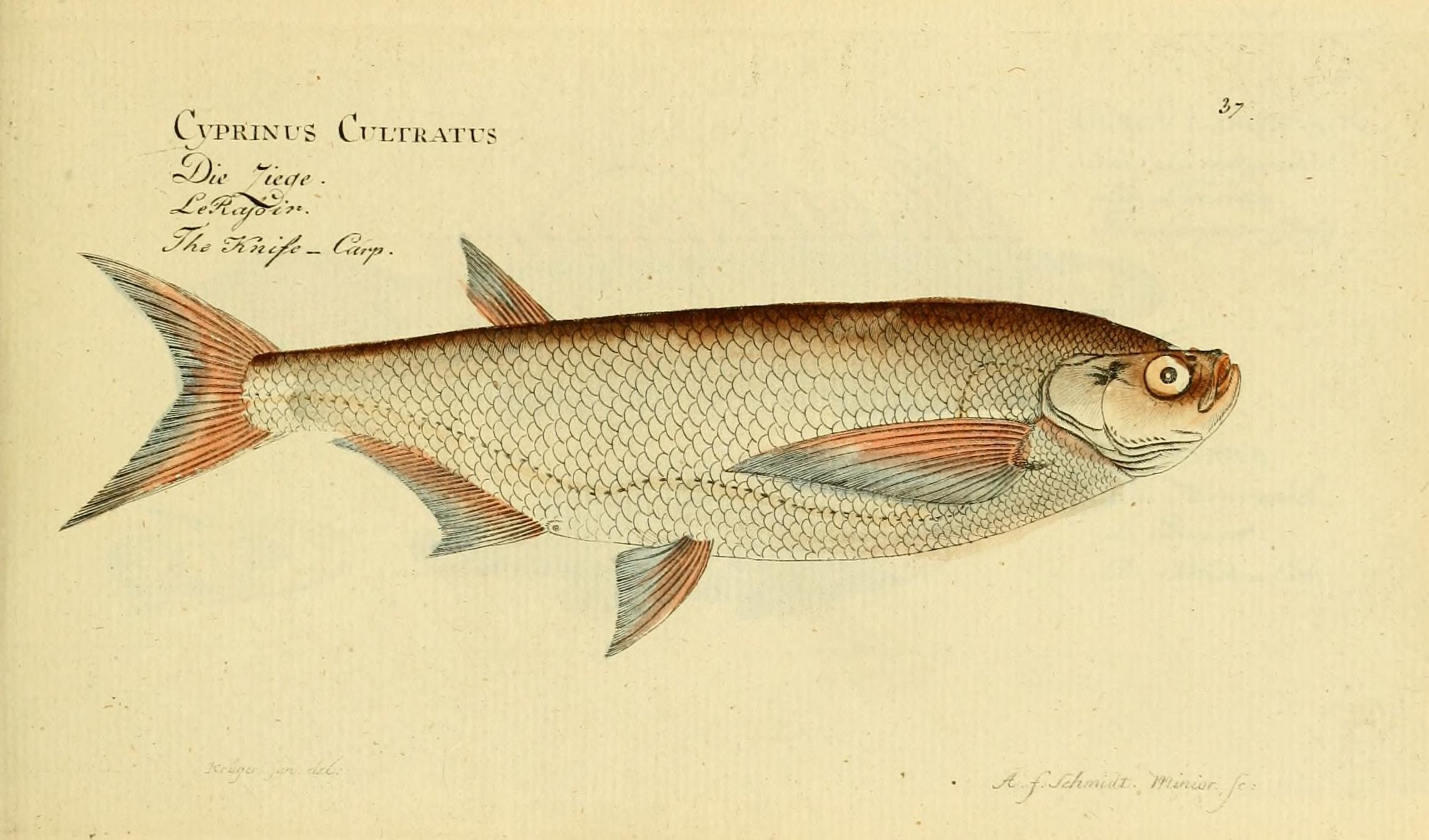
Tihany község egyik címerállata a garda (Pelecus cultratus)

  - Busa (Hypophthalmichthys molitrix)
- Őshonos fajok
  - Balin (más néven ragadozó őn)
  - Bodorka (Rutilus rutilus L.)
  - Dévérkeszeg (Abramis brama)
  - Karikakeszeg (Abramis bjoerkna)
  - Ponty (Cyprinus carpio)
  - Fogassüllő (Lucioperca lucioperca)
  - Csuka (Esox lucius)
  - Compó (Tinca tinca)
  - Fejes domolykó (Squalius cephalus)
  - Garda (Pelecus cultratus)
  - Harcsa (Silurus glanis)

Reöthy Ferenc szakíró 1975-ben megjelent, A Balaton halászóhelyei című műve többéves kutatómunka eredménye, amelyben teljes képet kaphatnak a horgászok a Balaton egykori halászóhelyeiről.
A tó vízminőségének javulásával jelentősen csökkent a tó haleltartó képessége. Az MTA Balatoni Limnológiai Kutatóintézetének munkatársa Specziár András 2012-ben azt nyilatkozta, hogy a fogható halállomány közel 60 százalékát fogják ki a horgászok a tóból. 2002. november 16-17-én rendezték meg az első hagyományőrző Garda Fesztivált Tihanyban, amelyet évente a település halászmúltja előtti tisztelgésként rendeznek. A garda legalább akkora sajátossága a Balatonnak, mint Tihanynak, mert más vizeinkben nincs az ittenihez hasonló populációja.
2017-ben Bíró Péter akadémikus, az MTA ÖK Balatoni Limnológiai Intézet kutatóprofesszora így nyilatkozott a tó halállományáról: „Amikor nagyon kritikus helyzetben volt a tó, akkor ez a halállományon is nyomot hagyott. Az egyre inkább szaporodó, tömeges halpusztulások jelezték, hogy baj van a tóval. A tihanyi kutatások lettek az alapjai annak a biológiai és művi beavatkozásnak, ami helyrehozta a tó vízminőségét. Most is kristálytiszta, átlátszó a víz. Ennek azonban olyan biológiai hatásai vannak, hogy kevesebb a haltáplálék-szervezet, és ez magával vonja, hogy ritkul a halállomány. A meglévő fajok azonban jobban érzik magukat.”
Az egykori Környezetvédelmi és Vízügyi Minisztérium kezdeményezésére 2004-től minden év július 31-e a balatoni halak napja.
A balatoni ponty horgászrekordot egy 32,22 kilogrammos ponty tartja, melyet Balatonszepezd környékén fogtak ki a tóból.

#### Madárvilág

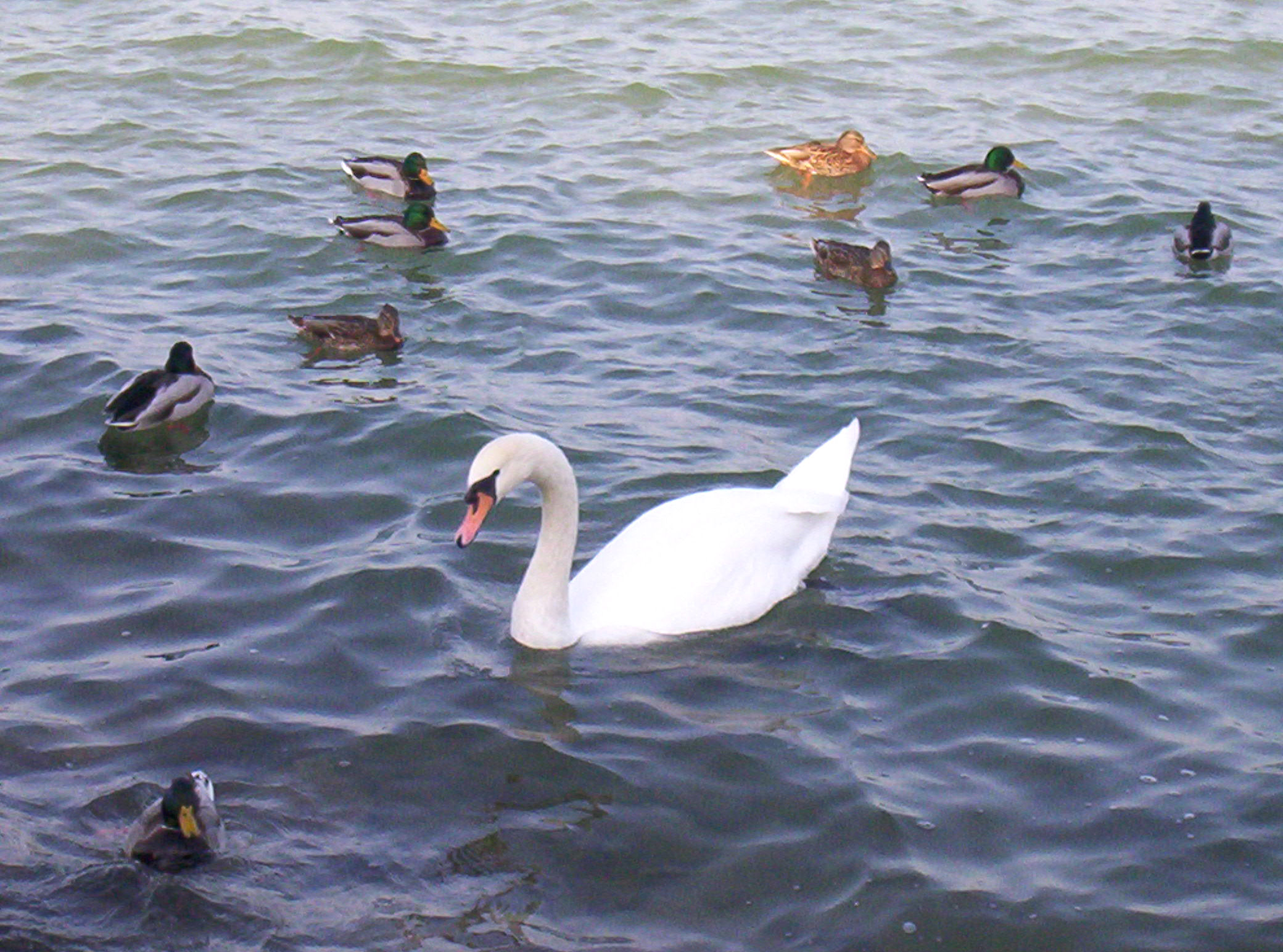
A bütykös hattyúk a tőkés récékkel együtt gyakran keresik az ember társaságát. A hattyúk a Balatonon április második felében kezdenek fészkelni és a fiókákat jellemzően május első felében hozzák elő a vízre

A tó Európa egyik legjelentősebb vízimadár-élőhelye. Kiterjedt nádasai számos madárfaj számára nyújtanak fészkelő helyet. Bár a vadon élő fajok többnyire kerülik az embert és az emberi tevékenységekkel járó zavarást, néhány olyan is akad, amelyik alkalmazkodni tud ehhez, illetve kihasználja.
A legismertebb madár, a Balaton legnagyobb röpképes madara, a bütykös hattyú (Cygnus olor), amely a nádasban építi nagy méretű úszó fészkét, fészekhagyó fiókáit azonban kikelésük után gyakran a strandok közelében neveli fel, ahol könnyen jut hozzá a táplálékhoz, mivel a nyaralók rendszeresen etetik őket. Egy 2014-es áprilisi felmérés során 46 fészkelő párt észleltek a tavon, amelyeknek 72%-a az északi parton tartózkodott. A tavon tartósan mintegy 500 egyed tartózkodik. Hasonló viselkedést figyelhetünk meg a mindenütt gyakori tőkés réce (Anas platyrhynchos) esetében is, amelyek a hattyúkkal együtt gyakran keresik az ember társaságát. A Magyar Madártani és Természetvédelmi Egyesület hagyományosan évente szervezi a „Balatoni hattyú road show”-t, ahol az érdeklődők testközelből is megismerkedhetnek a látványos hattyúgyűrűzéssel és a Balaton egyik emblematikussá vált madarával.
A zavarást viszonylag jól tűrő, emiatt gyakran szem elé kerülő fészkelő fajok közé tartozik még az apró halakkal táplálkozó kis vöcsök (Podiceps ruficollis), a fekete tollazatú és fehér csőrű szárcsa (Fulica atra) is. Utóbbi növényevő, jellemzően a part közelében táplálkozik. A nádasban rejtett életet élő törpegém (Ixobrychus minutus) néha meglepően kis kiterjedésű nádasokban is megtelepszik, fiókanevelés idején sokszor látható amint két nádas közt átrepül ez a galamb méretű karcsú madár. A nádi énekesmadarak közül a nádirigó (Acrocephalus arundinaceus) gyakori és könnyen észrevehető jellegzetes éneke miatt. A víz és a nádas határán telepszik meg emiatt is feltűnő faj. A hattyúk és a récék mellett számos halászó sirályfaj is elég elterjedt a tavon.

#### A tó környékére jellemző állatvilág
A vízben és közvetlen közelében több mint 1200 állatfaj él. Szinte valamennyi hazai békafaj (Anura) előfordul a Balaton körül. Az e vidéken fellelhető erdőkben az óriás énekes kabóca, a vízisikló, a kockás sikló, rézsikló, a holló, az erdei szürkebegy és a fenyvescinege mellett a gímszarvas ugyanúgy megfigyelhető, mint a vaddisznó, a róka és a dámszarvas.
A Balatonnál vadászható állatok:

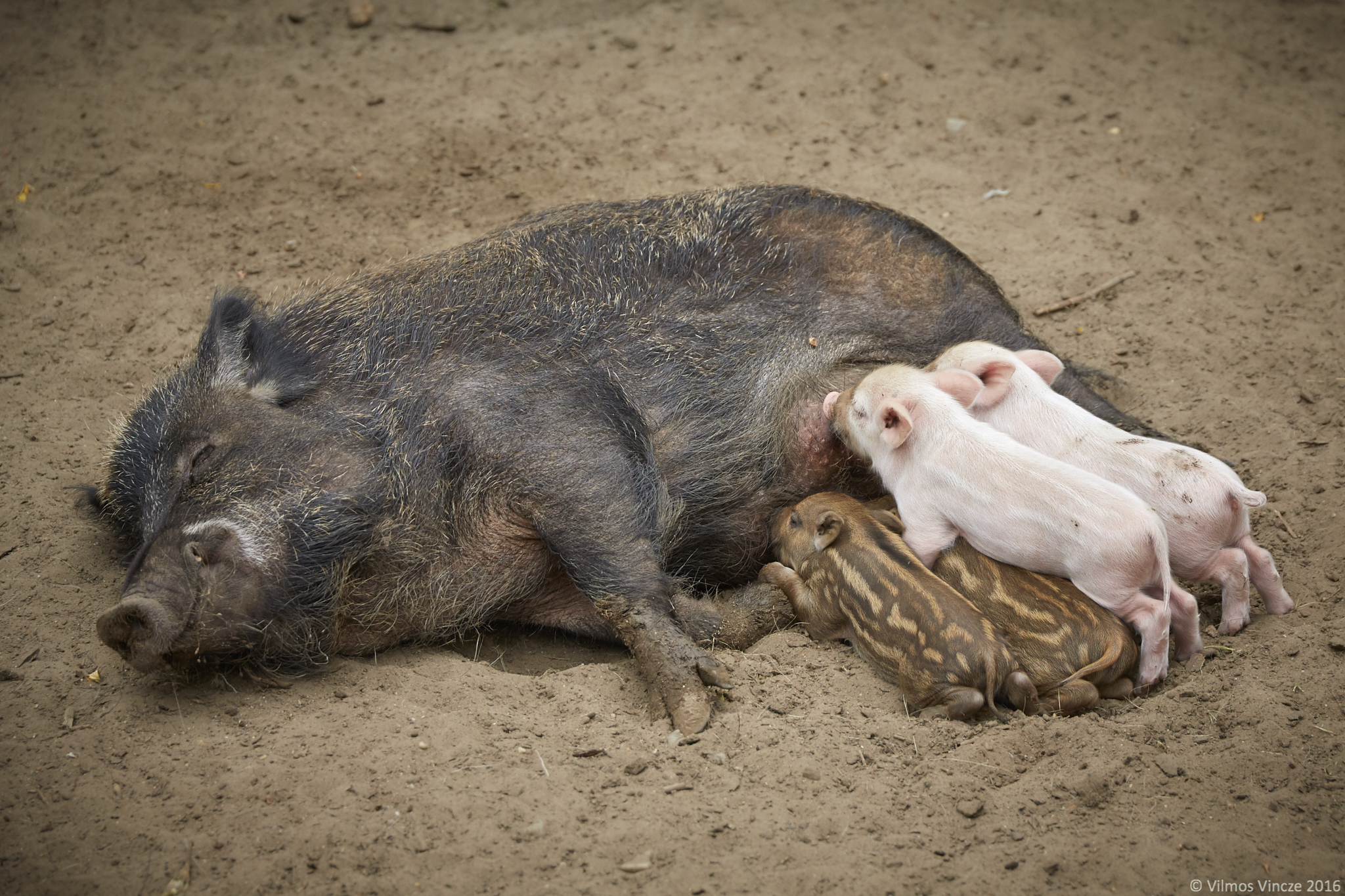
Gyakran bukkanak fel vaddisznók a tó környékén

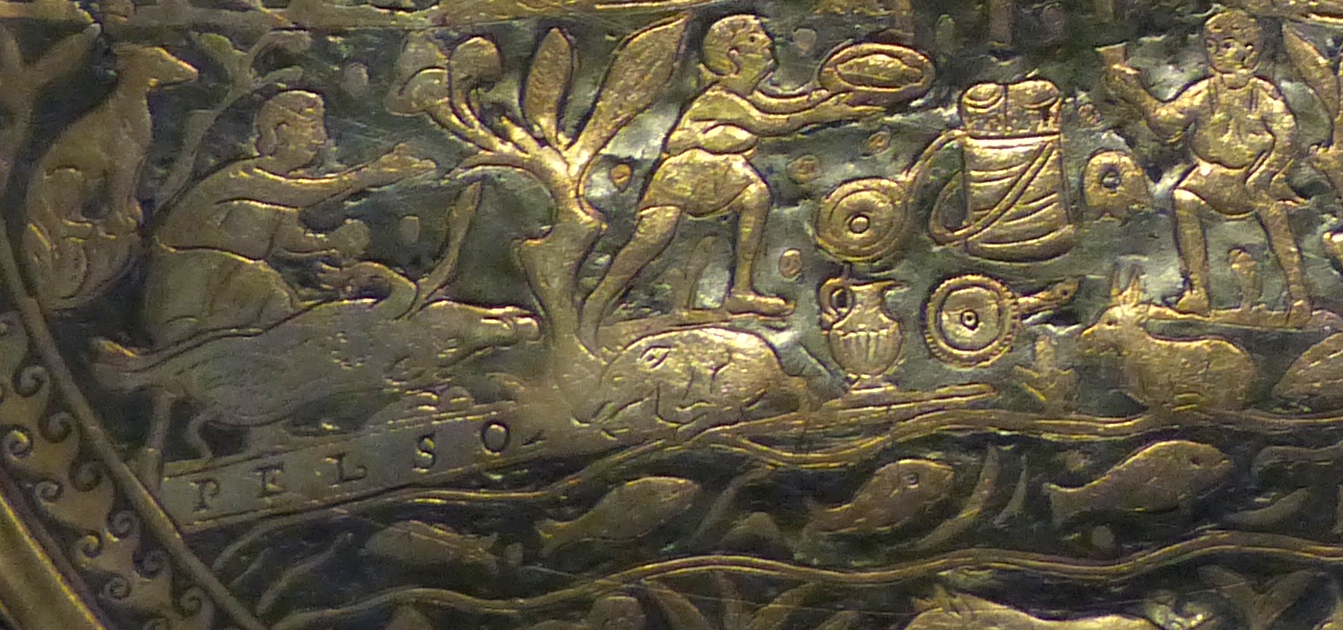
A Seuso-kincs egyik ezüsttálján rómaiak vaddisznóvadászatát ábrázoló dombormű van, a „tál peremén körben medve, antilop, leopárd, vadszamár, vadkan, gazella, nyúl vadászatának jeleneteit és a vadászatról a zsákmánnyal hazatérőket ábrázolták”. A tálon PELSO felirat van, ezen a néven ismerték a mai Balatont

- szarvasbika: szeptember 1. – január 31.
- golyóra érett bika: szeptember 1. – október 31.
- dámszarvas: október 1. – január 31.
- őzbak: április 15. – szeptember 30.
- őzsuta és -gida: október 1. – január 31.
- vaddisznó: egész évben
- tarvad: szeptember 1. – január 31.
- fácán: október 1. – január 31.[193]

Igazi ritkaságnak számít a kerecsensólyom.

## Történelem

### Őskortól a 18. századig
A Balaton már az őskorban jelentős szerepet játszhatott, azonban sem Hérodotosz, sem Sztrabón, sem Ptolemaiosz nem említi. A római írók már gyakrabban emlékeznek róla, mivel Ptolemaiosz kora után másfél évszázaddal Galerius császár azt (valószínűleg csak mocsaras partjait, illetve a Mezőföld területét) lecsapoltatta, hogy területét művelés alá vehesse. A római írók Peiso és Pelso név alatt említik, mely nevet azonban a Fertőre is alkalmaztak. 1962 őszén az Országos Vízügyi Főigazgatóság támogatásával a keszthelyi Balaton Múzeum régészei ásatásokba kezdtek Siófokon, bebizonyítandó a feltételezett Galerius-féle Balatont lecsapoló árok és zsilip valaha volt létezését. A feltevést azonban sem az ásatások, sem a későbbi kutatás során átnézett történeti, térképészeti gyűjtemények nem igazolták.
A Balaton északi partján, a parttól néhány száz méternyire, olykor 1-2 kilométernyi távolságban húzódott egy római kori közlekedési útvonal, mely jelenleg is fontos szerepet tölt be az érintett települések közlekedésében. A Balaton ősi művelődési és halászati jelentőségét számos lelet bizonyítja: így a Vörs melletti pogányvár, a tihanyi csúcshegyi és óvári, valamint a zánkai pogányvárak, továbbá a zamárdi, a fajszi, az alsógulácsi a Keszthely és Szentmiklós közti, a kővágóörsi, a tihanyi és zánkai tumulusok, s számos őskori temető, köztük különösen a keszthelyi (dobogói) avar sírmező. Egy római felirat szerint pedig már hajózás is folyt rajta az ókorban. 
1732-ben Bél Mátyás még úgy írt a Balatonról, hogy a tó a Zala folyó kiszélesedett torkolataként fogható fel. Mikoviny Sámuel 1753-ban készült térképén a tihanyi, a fonyódi rév mellett a Révfülöpöt és Boglárt összekötő balatoni révet is jelezte . Annyi bizonyos, hogy a tó a történelmi időben sokszor változtathatta az alakját.

### 19. század

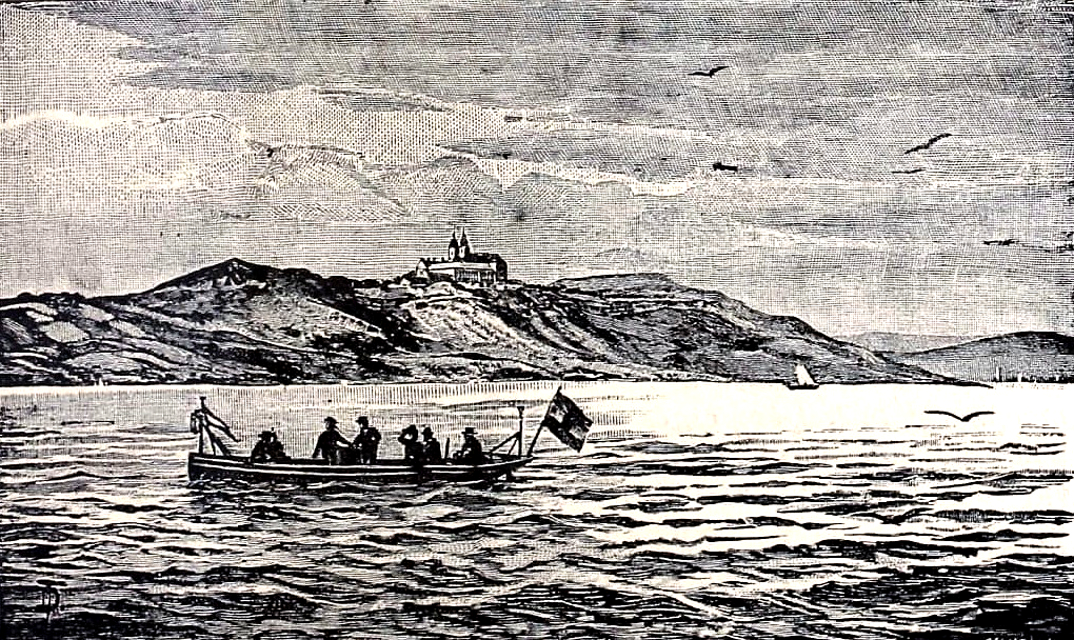
A Balaton tudományos tanulmányozásának eredményei (Magyar Földrajzi Társaság, 1897–1920, 32 kötet) illusztráció

A 19. században folyamatosan csökkent a tó vízszintje, először 1824-ben a foki malom gátjának lebontásakor, 1,20 méterrel, majd amikor 1847-ben a Balatoni Anyavízszabályozási Lecsapoló Társulat megszüntette a kiliti malmot 1,35 méterrel, végül amikor 1863-ban Siófokon fazsilipet építettek és a közérdekre való tekintettel, Eszterházy Pál lebontatta az ozorai malmát 0,95 méterrel.
Az 1827. évi XXXIII. törvényben elrendelték a Balaton árvízi szabályozását és az ehhez nélkülözhetetlen Sió és Kapos folyók csatornázását A feladat tervének elkészítését Beszédes József vízépítő mérnök kapta meg. Beszédes 1834-ben készült el a tervezetével és elképzelései szerint 3,8 méterrel akarta a vízszintet lecsökkenteni. Azonban többek között a megalakult lecsapoló társulatok közötti nézetkülönbségek miatt végül a lecsapolókkal szemben, a Balaton vízszintjének szabályozását pártolók győztek. A vízszint és a partvonal szabályozása előtti időkben a változó vízállásnak megfelelően nagy kiterjedésű mocsárvidék húzódott a déli parton, amit a helyi népnyelv Bereknek nevezett.

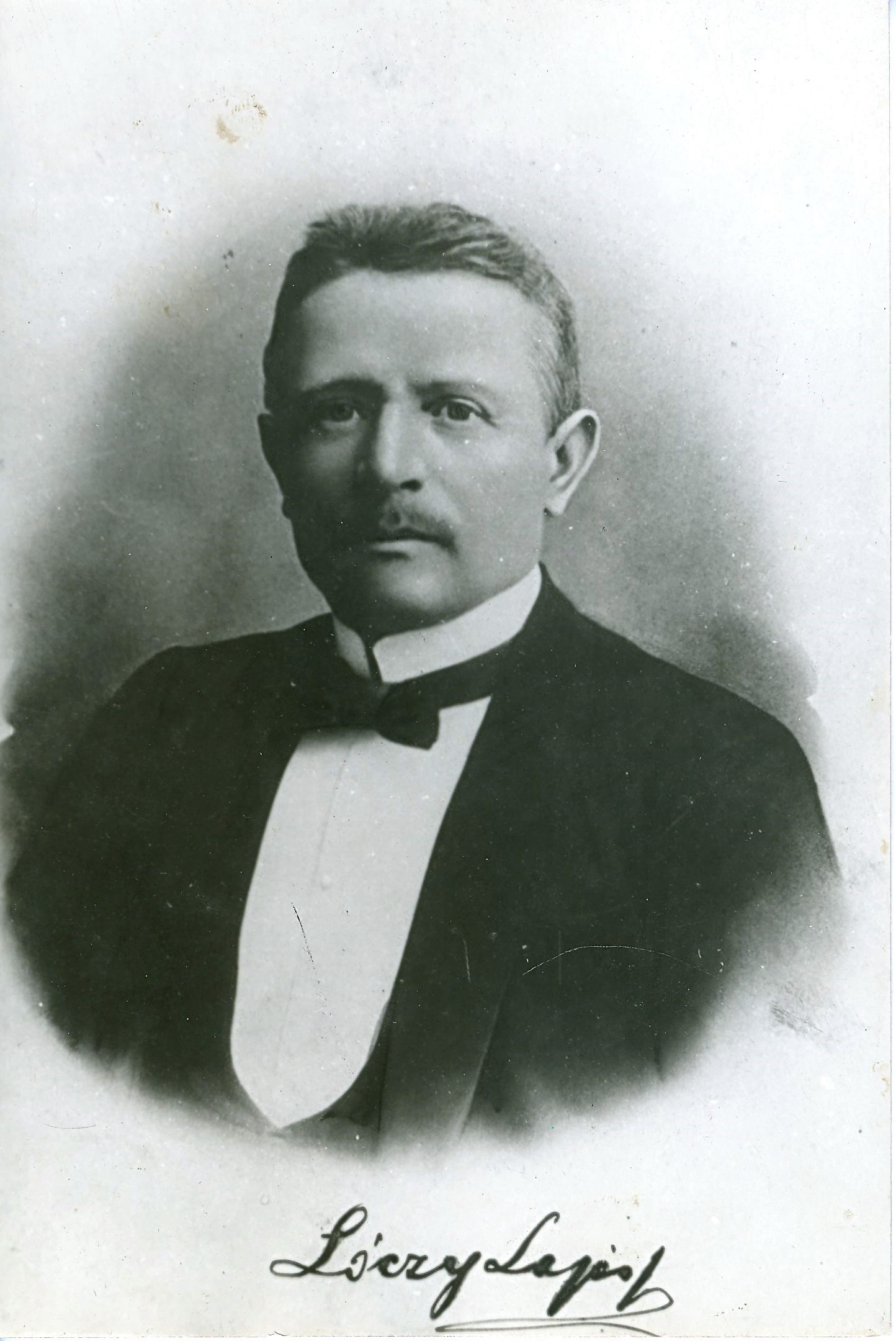
id. Lóczy Lajos, a Balaton kutatója

Az első komolyabb szabályozás a Déli Vaspálya Társaság Budapest-Fiume közötti szakaszának építéséhez kötődik. Az 1858-1861 között épített vasútvonal a déli partot szegélyezi.
Az addig főleg jellemző halászati és nádaratási tevékenységeket kiegészítő turisztikai, rekreációs célú hasznosításra a vasúthálózat kiépítése teremtette meg az alapokat. Néhány fürdő és nyaralóhely (mint például: Balatonfüred, Siófok, Balatonalmádi és Révfülöp) ekkortájt kezdtek kiépülni. Egészében véve – talán Füredet és Siófokot kivéve – sehol nem lehetett megtalálni a kor igényeinek megfelelő viszonyokat. A Balaton parti nyaralóhelyek legnagyobb része a legszerényebb igényeket is alig elégítette ki; a 19. század végén történt filoxéra vész miatt a Balaton-felvidék szőlőinek elpusztultával kopárrá vált a vidék nagy része, erdő még Balatonfüreden is alig volt. Az egész parton nem fejlődött valamire való város s a páratlan pannóniai víztükör a közlekedés szempontjából teljesen parlagon hevert. Gőzhajó csak 1847-től járt a tavon.
Az 1880-as évek táján a Magyar Földrajzi Társaság keretében, id. Lóczy Lajos kezdeményezésére nagyszabású tudományos program indult a Balaton tanulmányozására. 28 éven át irányította a tudományos kutatómunkát, amelynek eredményeként a Balaton vált a világ egyik legrészletesebben leírt földrajzi területévé. Az 1890-es években megindult a gőzhajó közlekedés a siófok-füredi vonalon kívül Badacsonytomajra, Almádira és Boglárról Révfülöpre, azonban élénkebb közlekedés nem volt, kereskedelmi forgalom pedig nem létezett. Ekkortájt a halászaton kívül egyedül a fürdőzés és nyaralás tekintetéből volt a Balatonnak némi jelentősége; turistaforgalom azonban a kedvezőtlen közlekedési viszonyoknál fogva nem fejlődött ki. A Balaton-vidéki három megye (Somogy, Veszprém, Zala) ugyan több ízben alakított Balaton-egyesületet, de teljesen eredménytelenül. Fő vasúti vonala a kevéssé érdekes déli partot futotta be, míg az északi partnak nem volt vasútja, amelynek építése Kossuth Ferenc kezdeményezésére csak 1907-ben kezdődött el. A szőlőművelés pusztulásával a nép is egyik fő kereseti ágát vesztette el, ipar és kereskedelem híján mindinkább elszegényedett.

### 20. század
A Balaton környéke igazán a 20. században indult fejlődésnek, amiben az iparosodás is fontos szerepet játszott. A partmenti településeken a Horthy-korszak idején jelentek meg az első elegánsabb magánvillák és az építészeti értékeiket máig diszkréten őrző modernista és art déco stílusú nyaralók. Megkezdődött a tó nagypolgári fürdőéletének fejlődése, elsősorban a társadalom tehetősebb tagjai számára.
Csak a szemünket kell lehunynunk, hogy a mai balatoni hölgyeket elképzeljük a száz esztendő előtti szívhalászok helyére. A nő és a szerelem tulajdonképpen sohasem változik, mint ahogy az igazán nagy dolgok nem változnak a világon. Ugyanazok a hölgyek sétáltak száz év előtt a tópart platánjai alatt, akik manapság. Ott van közöttük a szívhalásznő, Fruzsinkának hívják, és szüleinek, valamint neki magának is az a feltevése, hogy nem tölti tétlenül a nyarat, szívet halász, ha még csak egyetlen szív van a Balatonban.
 Az 1927-ben átadott tihanyi kutatóintézetben megkezdődtek a modern tudományos színvonalon folyó biológusi munkálatok.

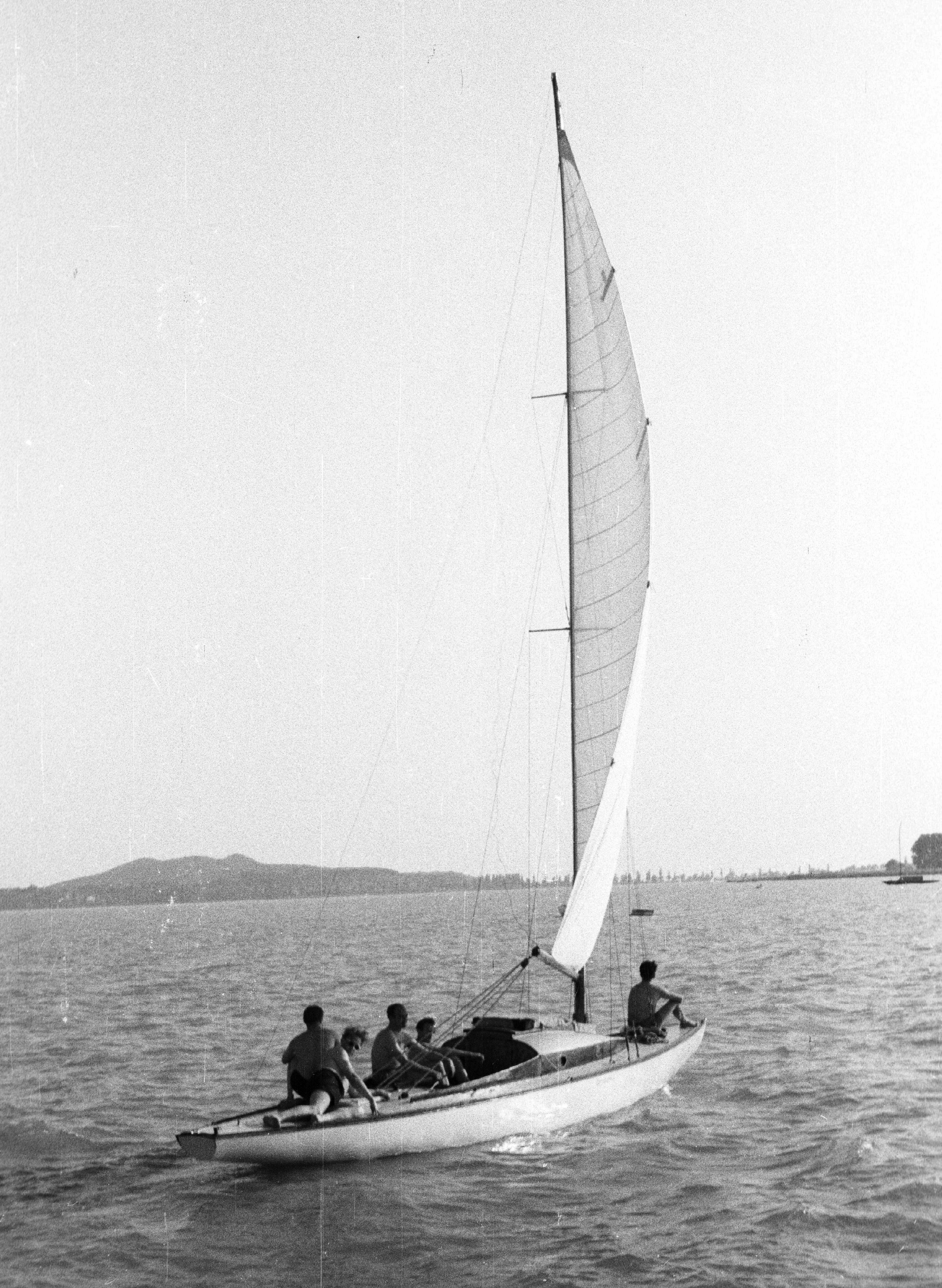
30-as cirkáló a füredi öbölben (1954)

A Kádár-korszakban a megélénkülő nemzetközi turizmus és a belföldi nyaraltatás egyaránt komoly figyelmet kapott és dinamikus fejlődést produkált. Állami vállalatok, szakszervezetek és intézmények tucatjai építettek és üzemeltettek saját üdülőket. A modern fürdőélet, a nyaralókultúra kibontakozása az 1960-as években kezdődött el. Ekkor 15 ezer különféle nyaraló, üdülő és szálloda épült a part menti településeken, és velük párhuzamosan ekkor indult meg a vendéglátóhelyek fellendülése. A társadalom szélesebb rétegei számára nyílt lehetőség a nyári kikapcsolódásra. 1975-ben adták át a Zánkai Úttörőtábort, a tó legnagyobb kapacitású, gyermekek szabadidejét szolgáló komplexumát. A állampárt egyik hajdani üdülője Balatonőszödön található, a másik, nagyobb léptékűt és komfortosabbat pedig Balatonaligán rendezték be. Ezekben az üdülőkben a párt legfőbb vezetői és hozzátartozóik nyaralhattak. 

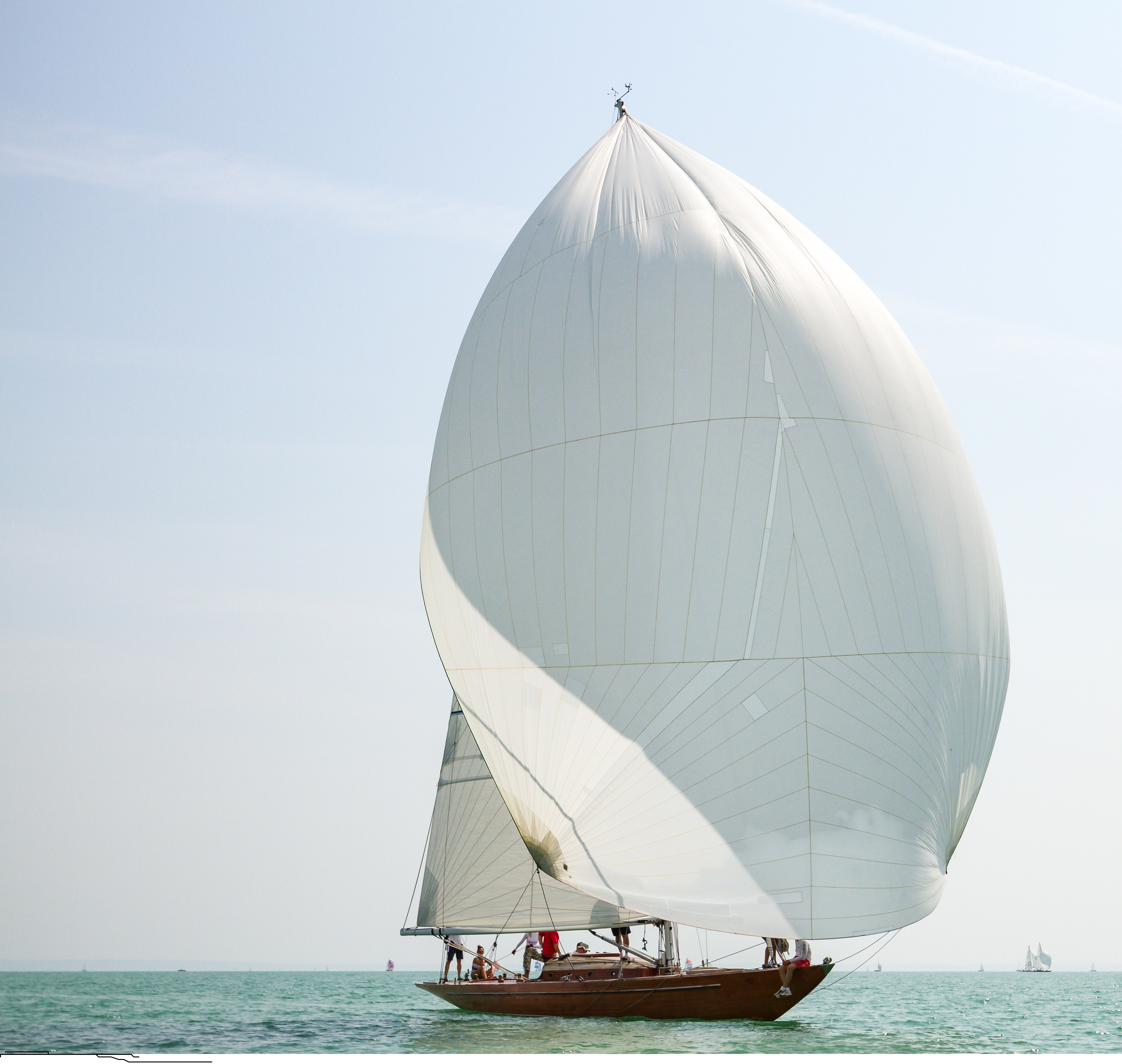
A Nemere II. 75-ös cirkáló (Schärenkreutzer), a Balaton legendás zászlóshajója 2015-ben

 Az 1970-es és 1980-as években egyre több nyugati, főleg az NSZK-ból érkező német turista is megfordult a Balatonnál, mert számukra könnyen és olcsón elérhető nyaralási és egyúttal találkozási funkciót kínált az NDK-ban élő német állampolgárokkal. A kempingek mellett ekkor élték virágkorukat az emlékezetes „Zimmer Frei” („szoba kiadó”) feliratokkal, táblákkal dekorált magánszálláshelyek, amiknek tulajdonosai többnyire szobákat, ritkábban kisebb házakat adtak bérbe a külföldi vendégek részére. Mások büfét, lángosost, halsütödéket vagy egyéb szolgáltatói vállalkozást üzemeltettek. A rendszerváltás során lezajlott gazdasági átalakulás ellenére az ezredfordulóig többnyire a turizmus ezen formája maradt a tó partvidékének domináns funkciója, ahova hosszabb-rövidebb időre nyaralni és fürdőzni érkeznek az emberek. Ennek megfelelően a Balaton elsősorban a nyári szezon hónapjaiban, kedvező időjárási körülmények között számíthat magas látogatottságra. Telente a jéggel borított vízfelület hangulata is számos attrakcióval kecsegtet, ez azonban máig kisebb jelentőséggel bír.

### 21. század
2000-ben a Magyar Országgyűlés törvényt alkotott a Balaton Kiemelt Üdülőkörzet 179 települést magában foglaló területén a táji, természeti és települési környezet minőségének védelme érdekében, amely a véges és nehezen megújuló környezeti értékek megóvását szolgálja. A pusztuló nádas a tó körül figyelmeztető jel, amiért az állandó vízszint a felelős, az egyes inváziós fajok megjelenése, mint a vándorkagyló-invázió pedig folyamatosan számos őshonos fajt veszélyeztet. A 2010-es években fokozódó, a partvidék és a tó természeti értékeit, illetve annak biológiai diverzitását figyelmen kívül hagyó, pusztán a rövidtávú gazdasági haszonszerzésre fókuszáló intenzív beépítés és vízfelület-használat számottevő károkat okoz a régió ökológiai és hidrobiológiai egyensúlyának tartós megőrzésében.

## A magyar úszósport szülőhelye

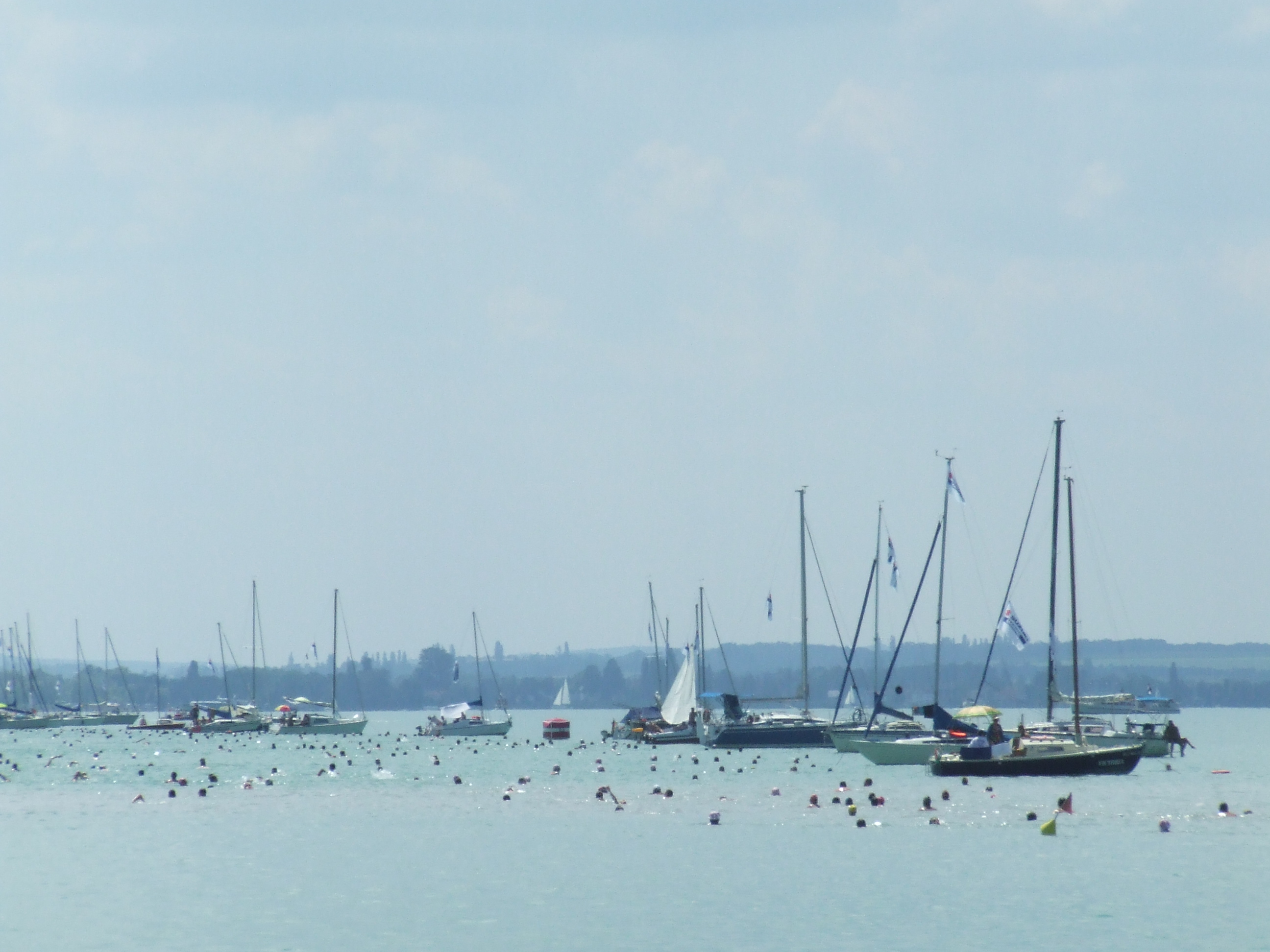
A Balaton-átúszás idejére az északi-parti Révfülöpről induló és a déli parton lévő Balatonboglárra érkező résztvevők számára a szervezők nyolc vitorlásklub segítségével biztosítanak védett úszófolyosót

A magyar úszósport megszületése Szekrényessy Kálmán nevéhez fűződik, aki az első Balaton-átúszó volt. Szekrényessy Kálmán 1880. augusztus 29-én úszta át a tavat Siófok-Balatonfüred között. Az utókor a magyar úszósport születésnapját ünnepeli ezen a napon, mely nagy hazai és nemzetközi elismerést váltott ki. Szekrényessy Kálmán nevéhez számos hazai sportág meghonosítása köthető (többek között a görkorcsolya, de kerékpár szavunk megalkotóját is benne tisztelhetjük). 1879-től számos balatoni úszó, kajak, és vitorlásversenyt szervezett a tóra, sőt a Balaton mellett rendszeres léghajós repülő kirándulásokat is biztosított, hiszen Zeppelin barátjaként az első magyar léghajókonstruktőrünkként is ismertté vált. A Balatoni Egylet egyik alapítója és tevékeny résztvevőjeként fő céljának tartotta a balatoni úszó- és vízisport megteremtését. Hajós Alfréd felkészítőjeként egész életét a Balaton és az úszás népszerűsítésének szentelte, melyet jól példáz 1880-as első Balaton-átúszásáról vallott ars poeticája, mely füredi domborműves emléktábláján is olvasható: „Hazafias kötelességemnek tartottam e távúszást által a Balatont ösmertebbé tenni a hazai és külföldi kéjutazók előtt s a pólyájában szendergő hazai athletikát is emelni ezen úszás által.” Életnagyságúnál nagyobb siófoki kőszobra egyéni teljesítményén és páratlan munkásságán túl mindenkit arra emlékeztet, hogy a világhírűvé vált magyar úszósport szülőhelye a Balaton.
A Szekrényessy Kálmán által a 19. században teljesített 14 kilométeres táv (Siófok és Balatonfüred között), túlságosan hosszúnak bizonyult ahhoz, hogy tömegsport-rendezvénnyé válhasson a tó keresztben történő átúszása. 1967-ig Szekrényessy-emlékverseny néven megtartották még az eredeti Siófok-Balatonfüred távúszó versenyt. 1983-tól kezdődően rendezik meg a mai formájában is ismert Balaton-átúszást, a Révfülöp és Balatonboglár közti 5200 méteres távon.

## Önkormányzat és közigazgatás
A Balaton területén három vármegye – Somogy, Zala és Veszprém – osztozik.
A tó és környezete a Balaton kiemelt üdülőkörzethez tartozik, amely összesen 179 települést fed le. Ez a működési területe az 1997-ben létrehozott, siófoki székhelyű Balaton Fejlesztési Tanácsnak, amely a régió fejlesztésével kapcsolatos feladatokat látja el. A régió fejlesztése során a turizmus, gazdaság témában több projektkezdeményezés illetve program indult:
- Mozdulj Balaton[228]
- Balaton Európa Kulturális Tava[229]
- Interaktív Játéktér[230]
- Balatoni Kék Hullám Zászló[231]
- Balaton védjegy[232]
- Kerékpáros turizmus[233]

## Közlekedés

### Közlekedéstörténet
A balatoni közlekedés történetéről az első ismert adatok a római korból származnak, hajókon vitték a követ Vörösberényből a Fenékpuszta területén fekvő építkezésekhez. Császárok is jártak a Balatonon, Tiberius pl. Badacsonyban járt, Galerius pedig Siófoknál zsilipet építtetett. A 17. században Evlija Cselebi török utazó írt a balatoni közlekedésről, 40-50 hajó vitte a kereskedőket és árucikkeiket a balatoni partok között.

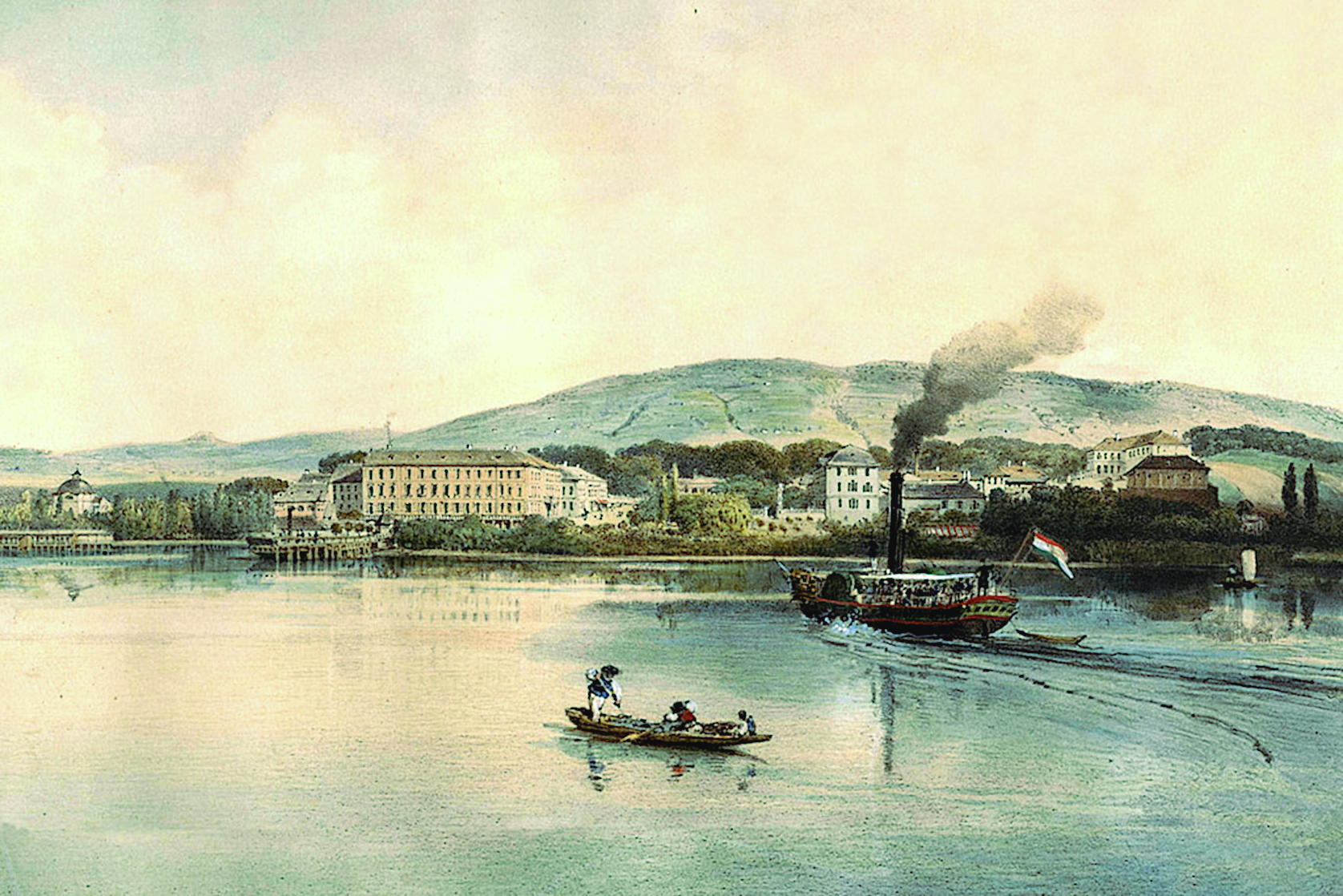
A Kisfaludy gőzös Balatonfüred előtt, 19. század közepe

A 19. század első felében hajót alig lehetett a tavon látni. John Paget angol utazó 1836-ban írta: „Angol embernek nehéz elképzelnie, hogy ilyen szép tó teljesen kihasználatlan legyen a kereskedelem és szórakozás számára. Egyetlen vitorlás kereskedő bárkát sem látni rajta. A magyaroknak nincs érzékük a hajózás iránt, folyóik, tavaik olyanok, mintha befagytak volna”.
Az ekkor még keményebben teleken, hosszabb ideig vastag jéggel borított vízfelület ugyanakkor ideális terepet nyújtott a kereskedelmi karavánok átkelésére.
1846–1910 között a Balatonon eleinte csupán egy, 1910-ben pedig négy gőzhajó bonyolította le a menetrend szerinti személyforgalmat. 1888-ban megalakult a Balatoni Gőzhajózási Részvénytársaság. A balatoni közforgalmú hajóállomány 1936–1937-ben négy gőzösből, négy motoros hajóból és 14 motorcsónakból állt.

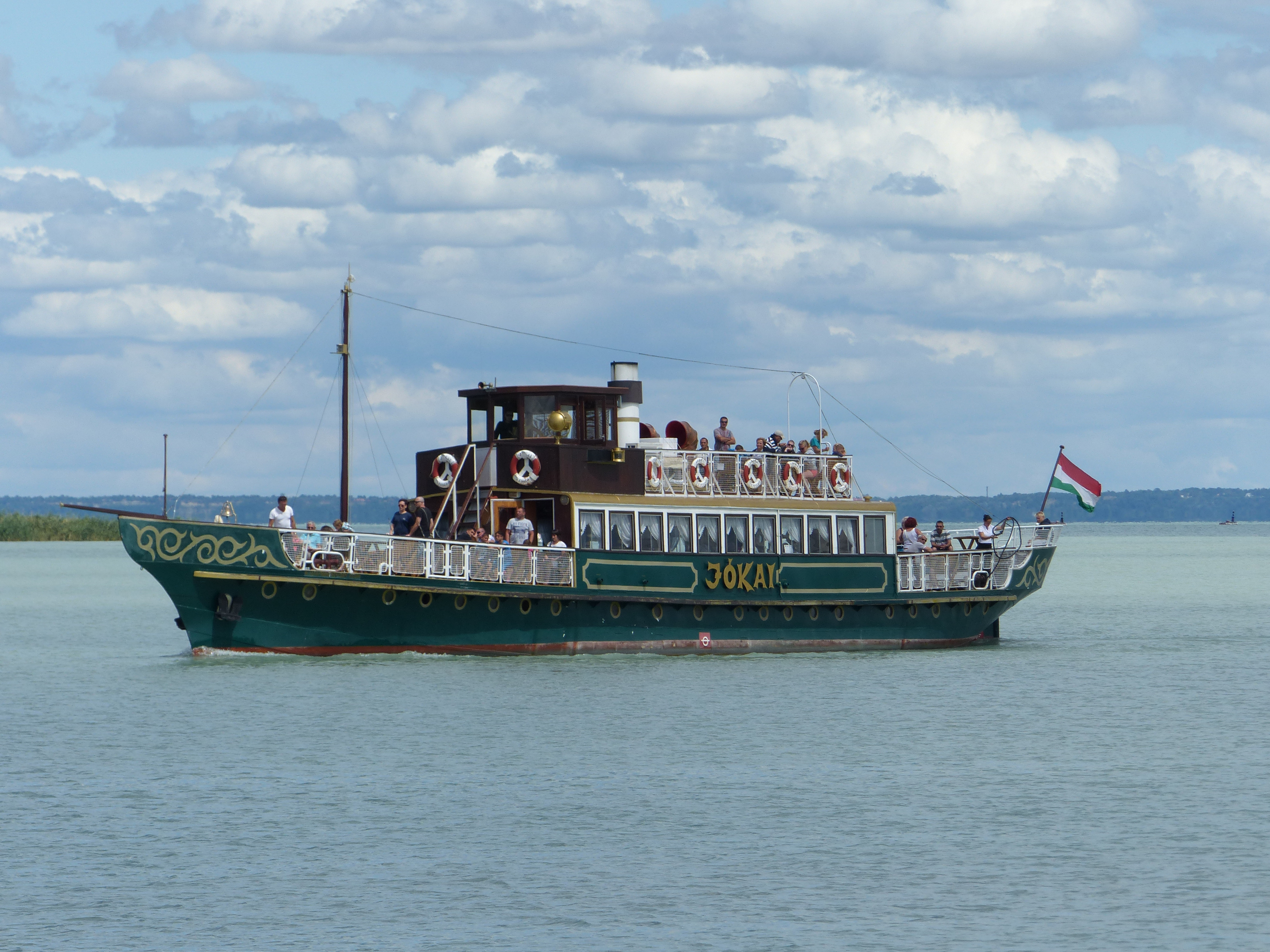
Az 1913-ban épült, mintegy 36 m hosszú, 5,5 m széles balatoni hajó, a Jókai csavargőzös (2016)

Az 1825-1827 közötti országgyűlésen határozták el, hogy fel kell számolni az elmaradott közlekedési viszonyokat Magyarországon. Széchenyi István javasolta először, hogy épüljön egy vasútvonal a Balaton mentén az Adriai-tengerig is. A vasúti forgalom 1861-ben indult meg a Balaton déli partján Buda és Nagykanizsa között a Déli Vasút jóvoltából a mai 30-as vasútvonalon. A tó északi partjának vasútját a mai 29-es számút, illetve az erre csatlakozó 11-es számú veszprémi szárnyvonalat a Magyar Királyi Államvasutak 1907–1909 között építette meg a helyiérdekű vasutak szabványa szerint. Az 1930-as években az üdülőforgalom élénkítése céljából a MÁV ún. filléres gyorsvonatokat (Budapestről, Egerből, Esztergomból, Győrből, Pécsről, Szegedről, Székesfehérvárról, Szombathelyről) járatott a balatoni nyaralóhelyekre.
Közúton legfőképp az M7-es autópályán lehet megközelíteni, amely Budapestről sokáig mindössze Zamárdiig tartott, de a kétezres évek derekától már a horvát határig bővítették, ezért azóta a tó teljes déli partja megközelíthető az autópályán. Másik fontos közút a 7-es főút, amely szintén Budapestről kiindulva a déli parton halad. Az északi part melletti főút a 71-es számú út, de számos egyéb főút fut még a tó környékén.
Szentkirályszabadja és Sármellék mellett betonos kifutópályával rendelkező repülőterek vannak. Füves repterek találhatók Siófok mellett, Tapolcán, Balatonakalin és Papkutapusztán is.
A Balatoni Hajózási Zrt. (Bahart) tervei szerint 2030-ra a teljes személyszállító hajó- és komphajóflottát lecserélik.

### Közösségi közlekedés

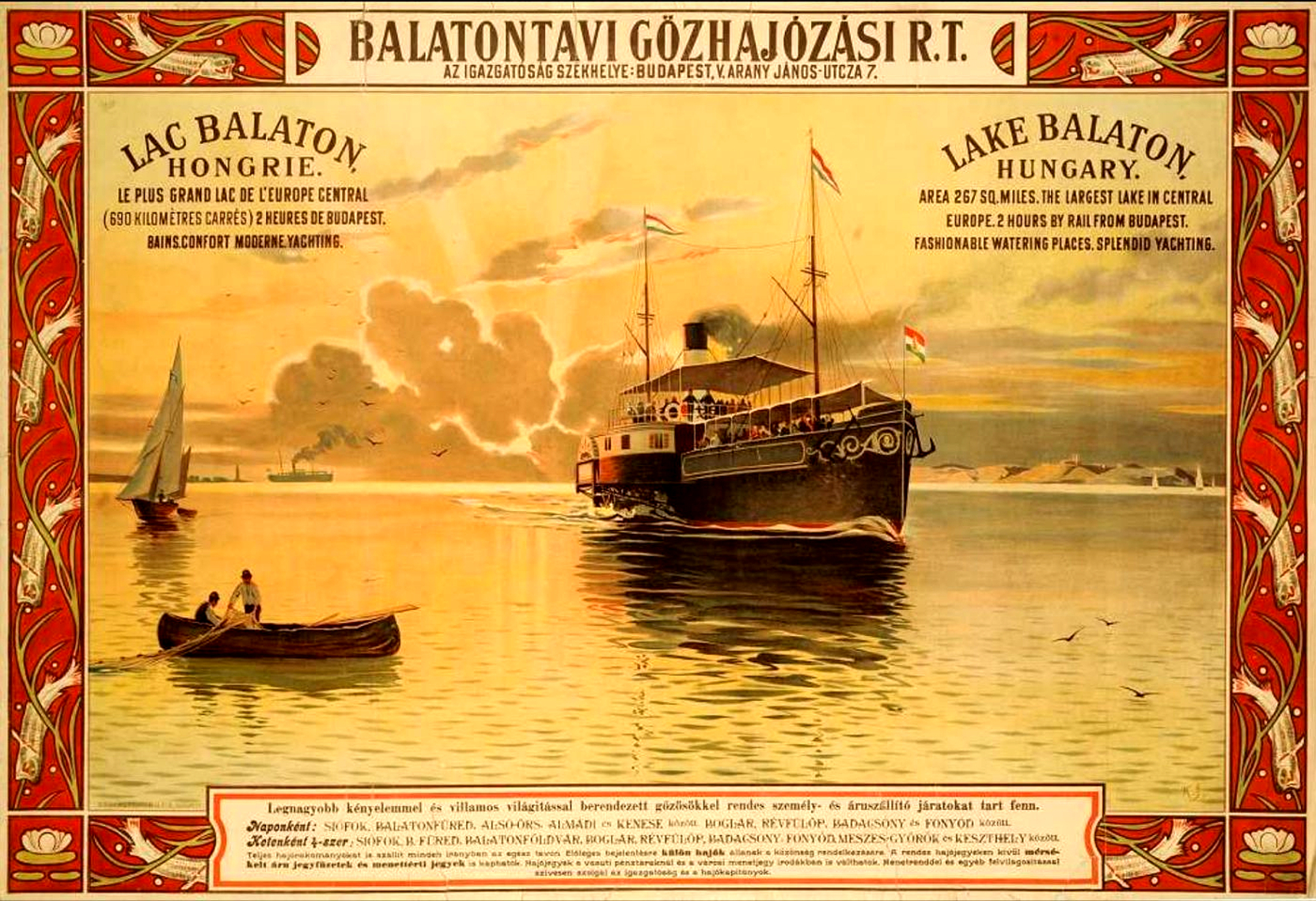
A Balatontavi Gőzhajózási Részvénytársaság menetrendje (1900)

- A Balatont vasúthálózat öleli körül, amelyen a nyári főszezonban sűrűn követik egymást a vonatok.[239]
- A helyközi buszjáratok többnyire a vasúti menetrendhez igazodva, azt regionálisan kiegészítve közlekednek.
- A Bahart hajójárataival a Balaton minden nagyobb települése elérhető.
- 2004-2017 között létezett a Balaton Mix a MÁV-START és a Bahart közös jegye, amely a tó körüli vasútvonalakon és a Bahart járatain az érvényességi időn belül korlátlan számú utazást tett lehetővé.[240][241] A MÁV a 2020-as nyári menetrend váltás idején bevezetett Balaton 24 és Balaton 72 nevű jegyeinek érvényességét a közszolgáltatást megrendelő minisztérium a 2023-as tarifareform idején terjesztette ki a Volánbusz járataira.
- A Hévíz-Balaton nemzetközi repülőtér Magyarország öt nemzetközi repülőterének egyike. Keszthelytől mintegy 12 kilométerre délnyugatra, Sármellék és Zalavár között található.[242]
- Siófok-Kiliti repülőtér Siófoktól 5 km-re délre fekvő, az ország legdinamikusabban fejlődő repülőtere.[243]

### Fejlesztés
2022-ig a tervek szerint megépül a Balatoni Körvasút.
A közlekedésfejlesztés a hévízi térséggel közös koncepcióban, a gyógytó és a nemzetközi repülőtér forgalmának bekapcsolásával várható. A tervezett balatoni fejlesztési program a külföldi turizmus élénkülésén kívül a térség gazdasági növekedését és új befektetők megjelenését vetíti előre, ami továbblépési lehetőségeket teremthet több ágazatban is. A minőségi infrastrukturális fejlesztések, a turisztikai szektorban megvalósuló nívós szolgáltatásbővítések, valamint a korszerű közlekedést és közbiztonság növelését is szolgáló beruházások eredményeképpen a Balatoni régió Európa egyik legkedveltebb üdülőhelyévé válhat a Hévízi-tó eddig is kiemelten látogatott, vonzó úti célja mellett.

## Gasztronómia
A régió gasztronómiája gazdag és változatos, története pedig hosszú múltra tekint vissza, fejlődése szorosan összefügg a tó természeti adottságaival, a halászattal és a helyi alapanyagok felhasználásával. Az északi és déli part közötti különbségek is markánsan megjelennek a kulináris kínálatban.

### Története

#### Ókor
A rómaiak már az első században jelentős hatást gyakoroltak a Balaton környékére, különösen a szőlőművelés és borkészítés terén. Magukkal hozták a szőlőtermesztés és a borkészítés technikáit, és a Balaton környékén telepítették első szőlőültetvényeiket. Ennek következtében a Balaton-felvidék és a Badacsony környéke már akkor is híres volt borairól. Az itteni szőlőkultúra alapjait a rómaiak fektették le, és ezek a hagyományok a mai napig élnek.

#### Középkor
A középkorban a Balaton továbbra is fontos élelmiszerforrást jelentett a környék lakóinak. A halászat szigorúan szabályozott tevékenység volt, amelyet gyakran a helyi földesurak vagy egyházi intézmények felügyeltek. A halászati jogokkal rendelkező közösségeknek pontosan meghatározott kvótáik voltak, és a halászatból származó bevételek jelentős részét adó formájában kellett befizetniük.
A középkori Balaton környéki konyha főként a helyi alapanyagokra épült. A halak mellett nagy szerepe volt a vadaknak, mint például a szarvasnak és a vaddisznónak, valamint a mezőgazdasági terményeknek.

#### Modern Idők
A 19. és 20. században a Balaton turizmusa elkezdett fellendülni, ami a gasztronómiai kínálat bővülését is eredményezte. A 20. század közepétől a balatoni üdülőhelyek és vendéglátóhelyek egyre népszerűbbek lettek, így a helyi ételek és italok szélesebb közönséghez jutottak el.

#### Északi Part
Az északi parton a hagyományos magyar konyha jellegzetességei dominálnak, de a borászat is kiemelkedő szerepet játszik. A Badacsony, Csopak és Balatonfüred környéke híres bortermelő vidékek, ahol kiváló minőségű fehérborok, mint például az olaszrizling és a szürkebarát készülnek.
- Borjúpaprikás: Tejszínes borjúpaprikás nokedlivel.
- Halászlé: Frissen fogott balatoni halakból készült halászlé.
- Harcsapaprikás túrós csuszával: Klasszikus magyar fogás, amely gyakran készül a helyi halakból.

#### Déli Part
A déli part gasztronómiájára inkább a könnyebb, nyári ételek és a gyorsan elkészíthető strandételek jellemzőek. A déli part a turisták körében népszerű strandjairól híres, így az ételválaszték gyakran alkalmazkodik a nyaralók igényeihez. A déli parton a Balatonboglári borvidék a legjelentősebb, ahol szintén kiváló borokat készítenek, mint például a könnyed fehérborok és a rozéborok, amelyek különösen népszerűek a nyári hónapokban.
- Balatoni hekk: Bár nem őshonos a Balatonban, a hekk (tengeri csuka) az 1960-as évektől kezdve vált népszerű strandétellé. Fokhagymás, paprikás pácban sütve kínálják.
- Lángos: Klasszikus magyar strandétel, amely tejföllel, sajttal, fokhagymával vagy akár sonkával és más feltétekkel is fogyasztható.
- Főtt kukorica: Egyszerű, de közkedvelt nyári finomság, gyakran strandokon árusítják.

#### Egyéb jellegzetes ételek
- Kürtőskalács: Szintén népszerű strandétek, amely édes, fahéjas, vaníliás vagy akár csokoládés bevonattal készül.
- Halak: A Balaton vizeiben élő halak, mint a fogas (süllő), ponty és harcsa, számos helyi étel alapanyagául szolgálnak.
- Rétes: Hagyományos magyar édesség, amelyet gyakran túróval, mákkal vagy gyümölccsel töltenek meg.

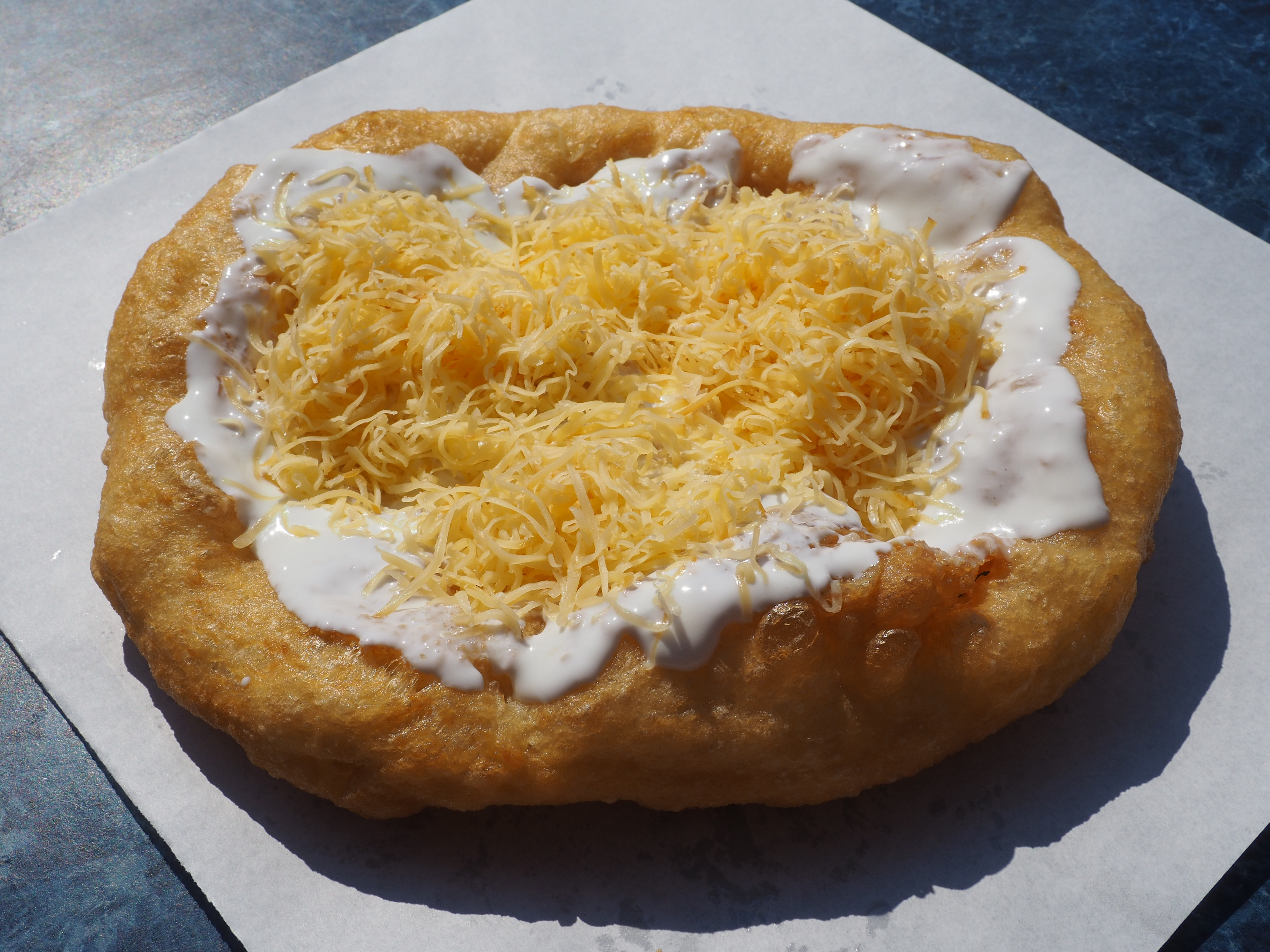
Sajtos-tejfölös lángos
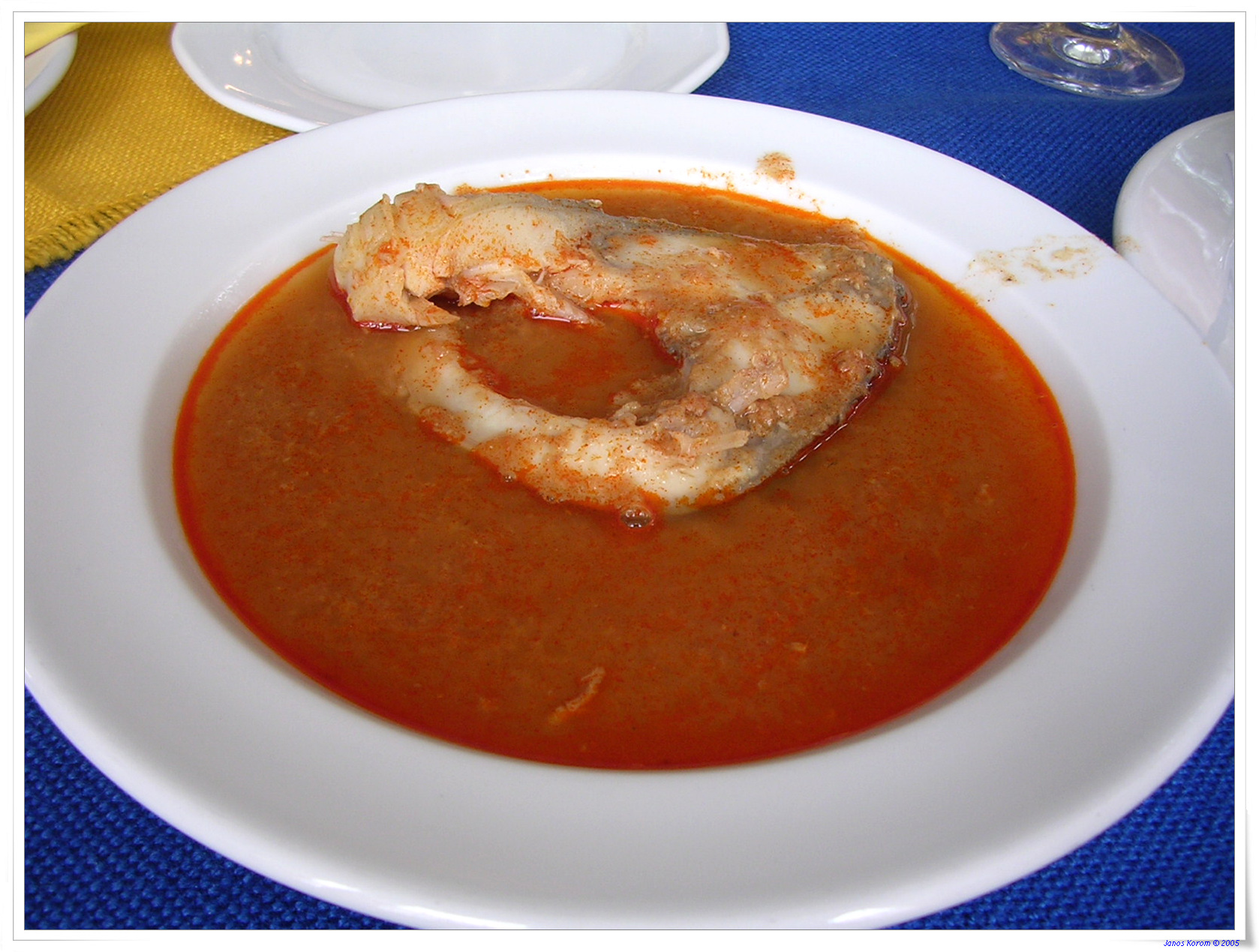
Balatoni halászlé
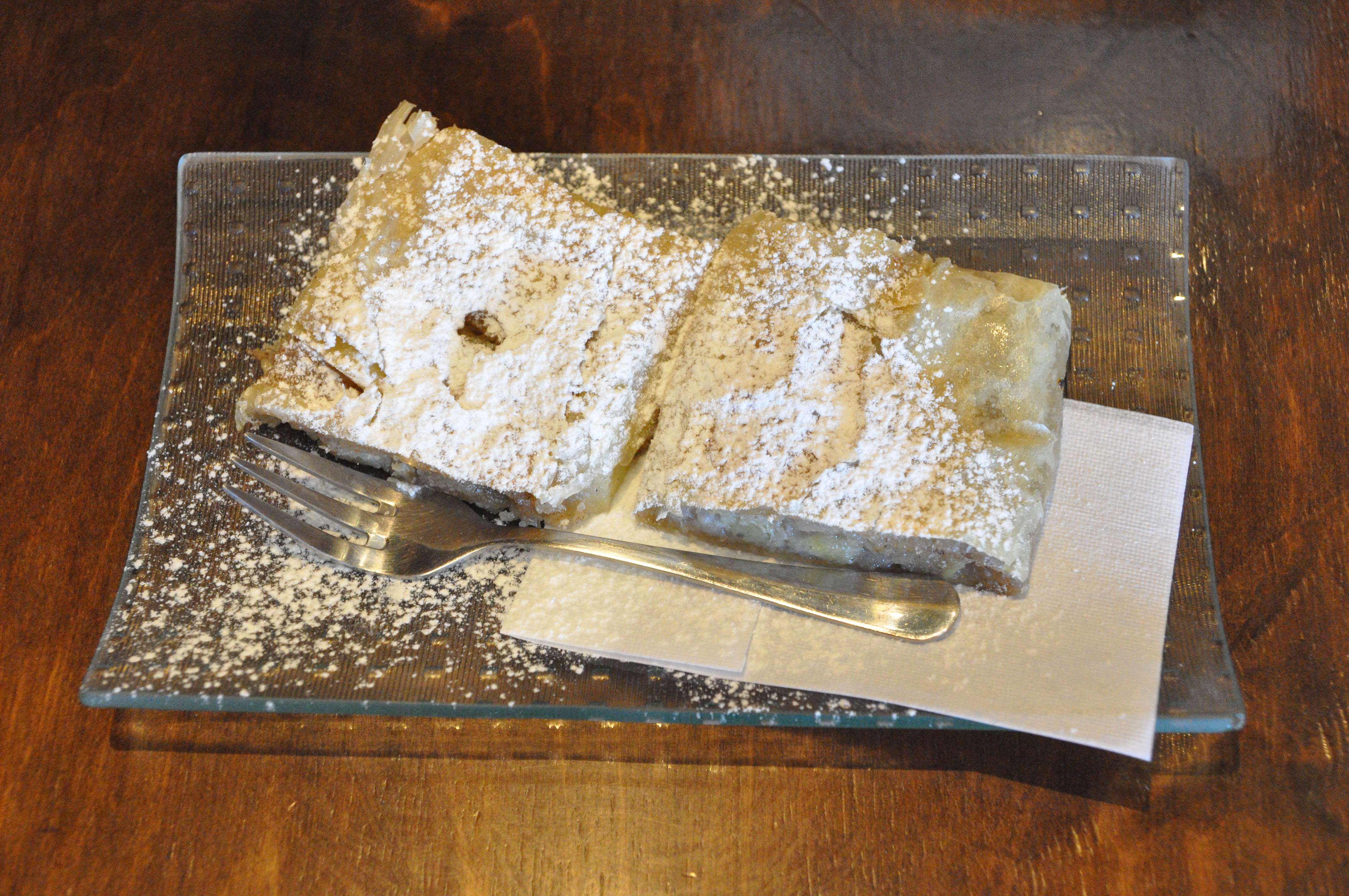
Rétes
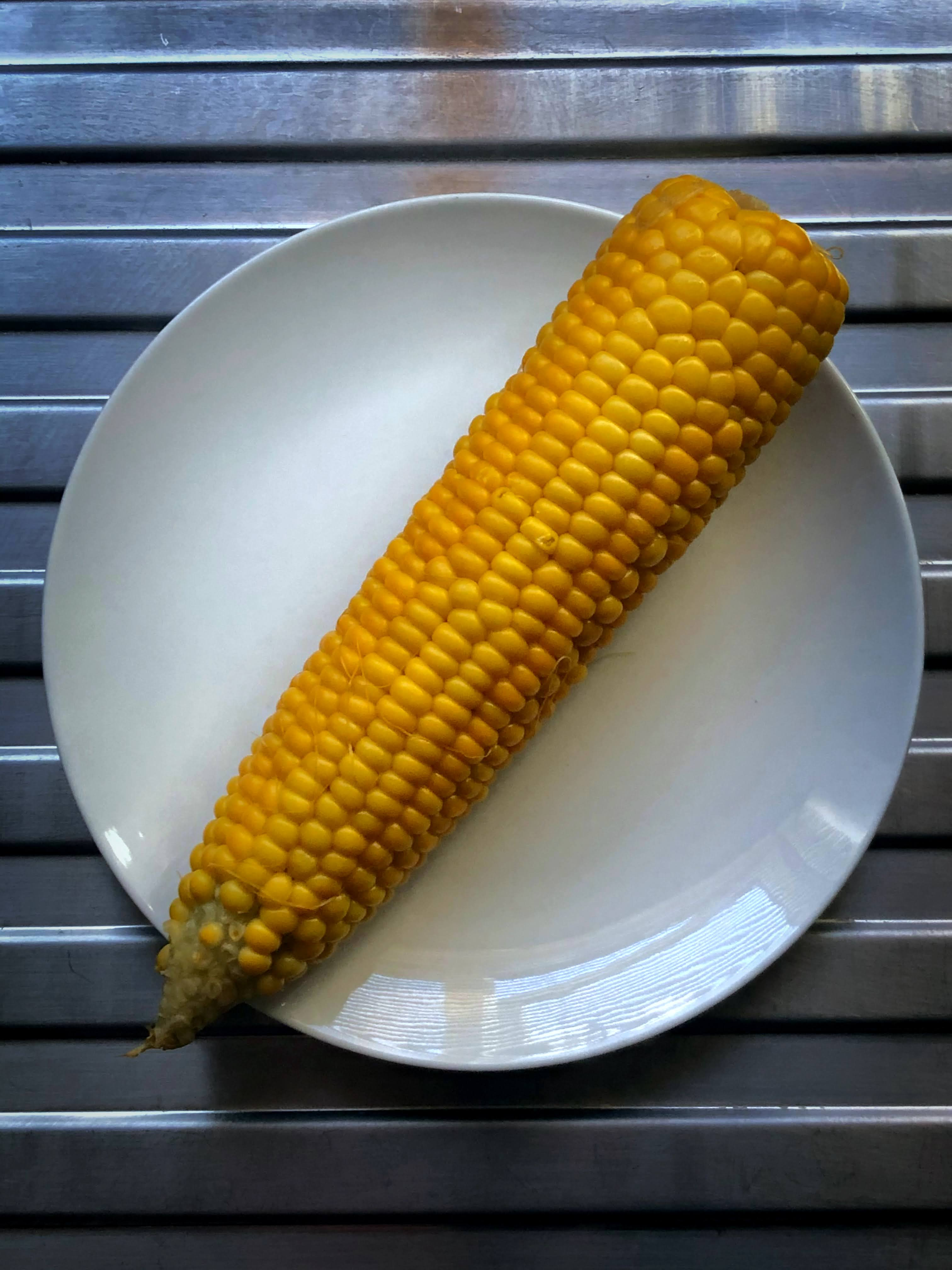
Főtt kukorica
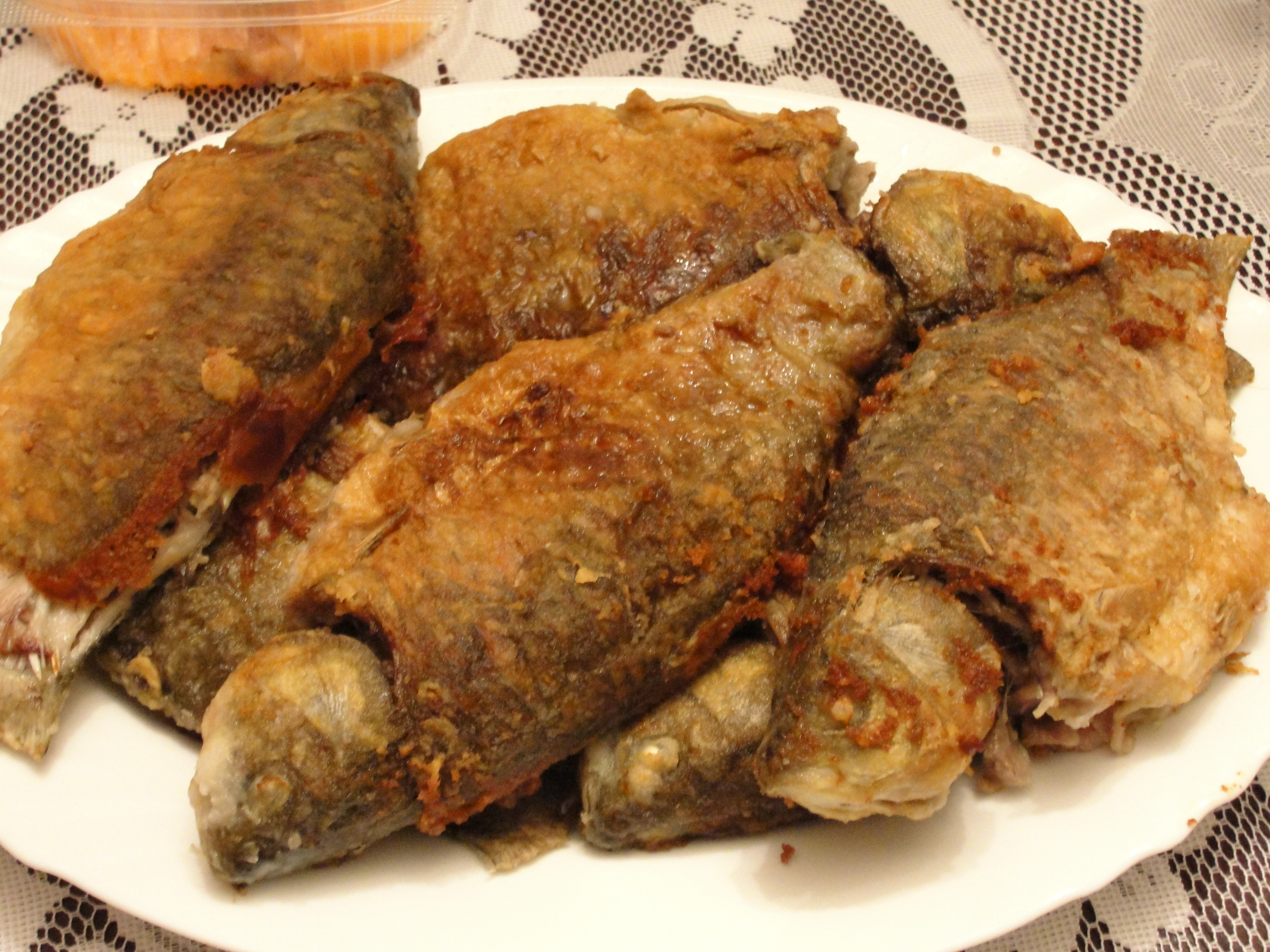
Olajban sült halak

## A Balaton a művészetben

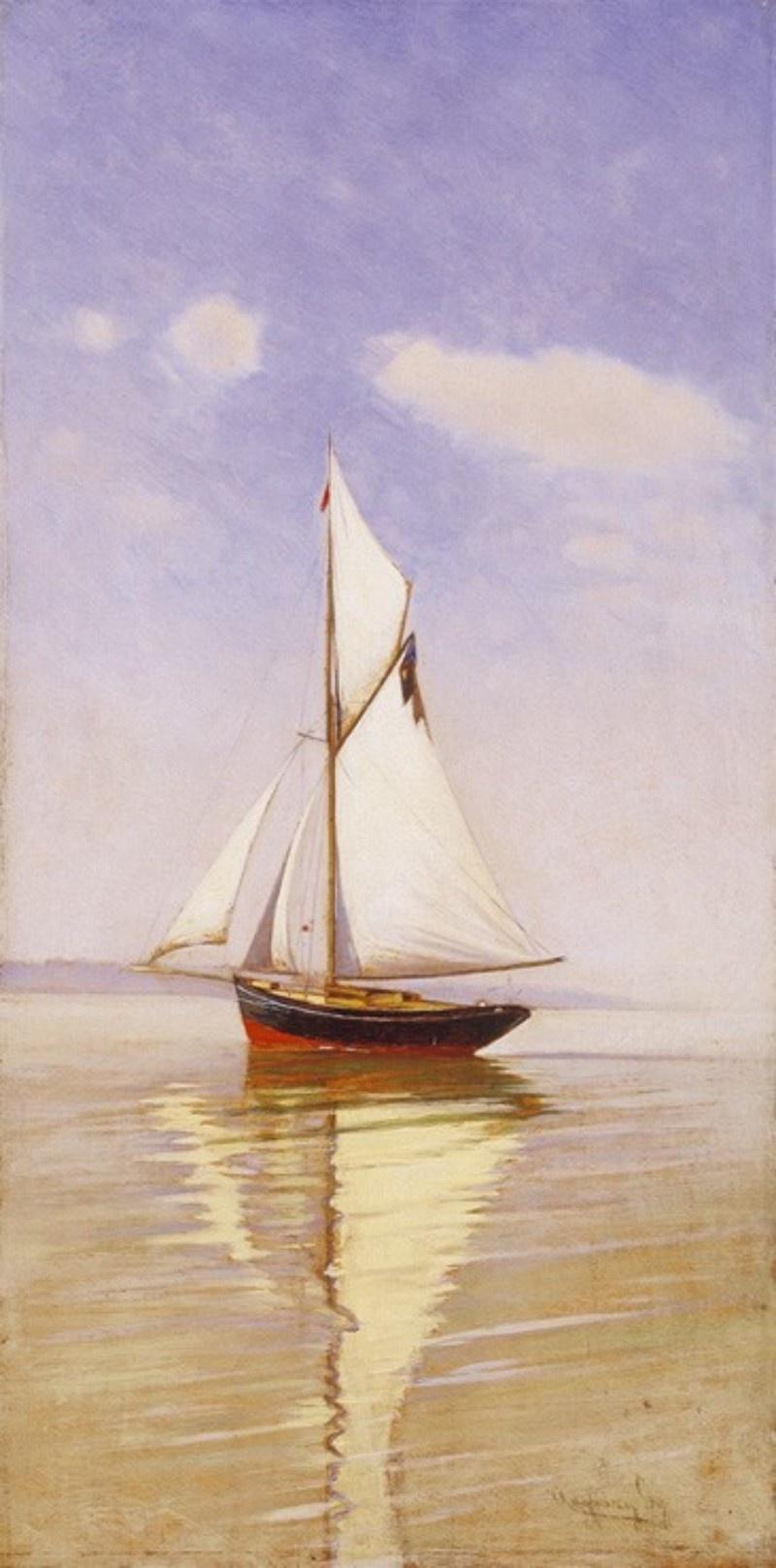
Aggházy Gyula: „Dodó” néhai Jánosi Ágoston püspök balatoni yachtja

A művészettörténetben a legnagyobb magyar tó a népdaloktól az irodalmon át a képzőművészeti alkotásokig bezárólag egy sor műfajnak adott ihletet.
A magyar festők az 1850-es évektől fedezték fel a tó szépségét. 2008 nyarán a keszthelyi Festetics-kastély kiállítótermében húsz 19. és 20. századi magyar festőművész, köztük Szinyei Merse Pál, Mészöly Géza, Csók István, Egry József, Bernáth Aurél, Mikus Gyula, Brodszky Sándor, Telepy Károly, Iványi-Grünwald Béla száz Balaton-képét mutatták be.
A Balaton-vidék történetét, a 19. századi társasági és társadalmi életét anekdotákkal, hiteles történetekkel Eötvös Károly írta meg 1900-ban, az Utazás a Balaton körül című alapvető művében.
A Balatoni Egylet létrejöttekor különböző szakosztályokat választottak, az irodalmi szakosztály elnöke Jókai Mór lett, aki mint füredi nyaralótulajdonos személyesen vett részt az alakuló ülésen. Az arany ember című regényében Jókai így ír a szeszélyes balatoni időjárásról: „Észre sem veszi a vihart, mely a zalai hegyek felől jő. Gyakran a Balaton vidékén, mikor legcsendesebb a lég, minden előjel nélkül felzúdul ez a sajátszerű orkán; a halászoknak, kik meghallják a fák zúgását a távolban, már nincs annyi idejük, hogy a zalai partra visszasiessenek; a szélcsapás egyszerre felforgatja a hullámot, s a csónakokat beragadja a Balatonba, s kihányja a túlsó partra. S néha félóra múlva már vége van a viharnak; a szélmenyasszony csak egy fordulót akart táncolni. S azután ismét csendes lesz minden.”
A Balaton számos sláger ihletőjévé vált az elmúlt évtizedekben. A régebbiek közül a legismertebbek: a Nekem a Balaton a Riviéra (Németh Lehel (1962)), a Nekem a tenger a Balaton (Apostol (1977)), a Balatoni Nyár (KFT, (1984)) a Balaton (Master Voice (1990)) valamint a Balatoni láz (4F Club (1995)). Ezeken túl manapság is jelennek meg dalok, amiknek a központi témája a Balaton körül forog.
Bujtor István színművész az általa kitalált és megformált filmbéli (A Pogány Madonna, Hamis a baba) Ötvös Csöpi nyomozó karakterét is a Balatonra, Balatonfüredre helyezte, ahol Csöpi nyomoz és vitorlázik, mivel a színész maga is nagy kedvelője volt a tónak és a vitorlázásnak.
2007-ben készült el Papp Gábor Zsigmond Balaton retro című filmje ami a Balatonról szóló 60-as 70-es években készült kisfilmekből áll.

## Képgaléria

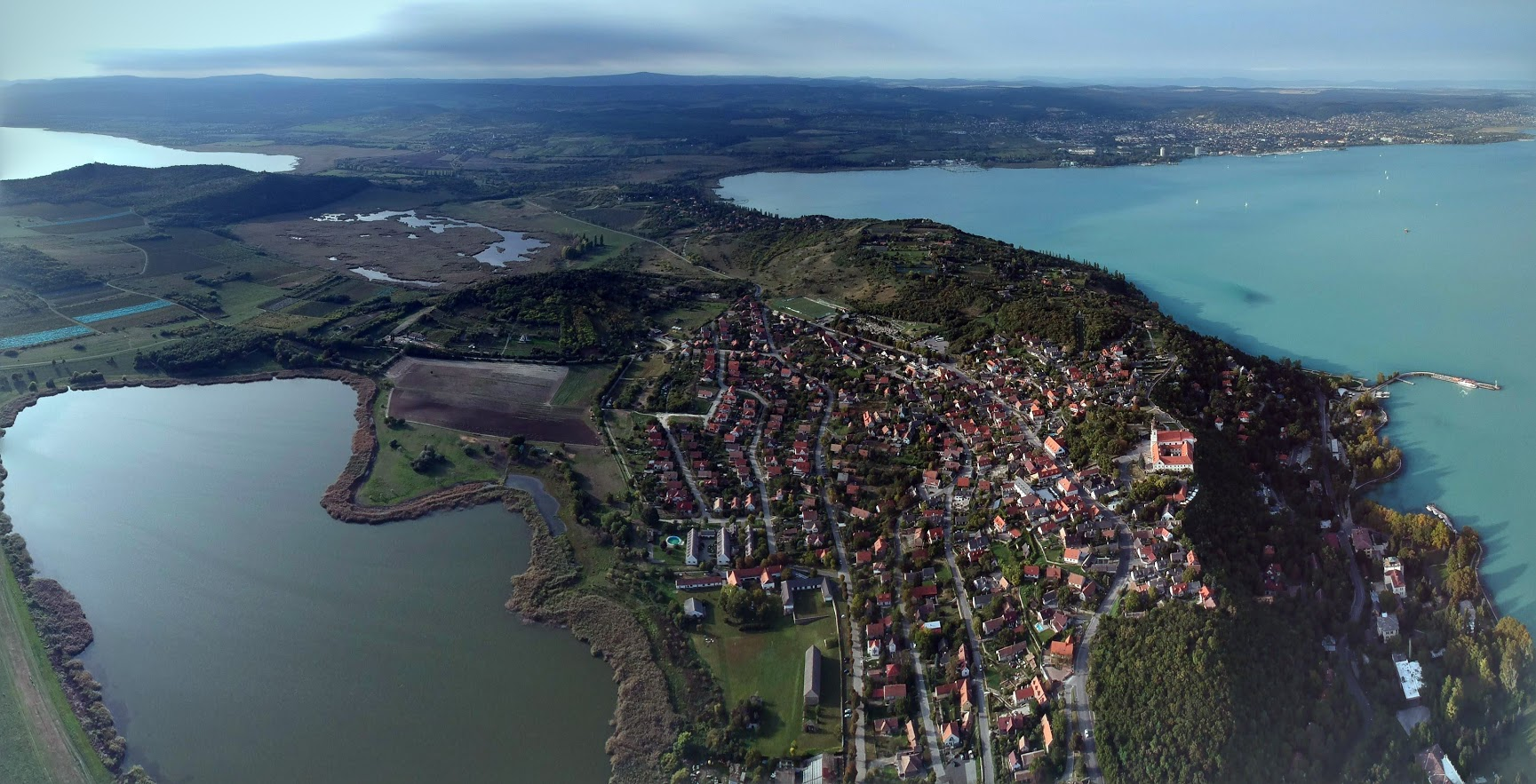
Tihany község légifelvételen
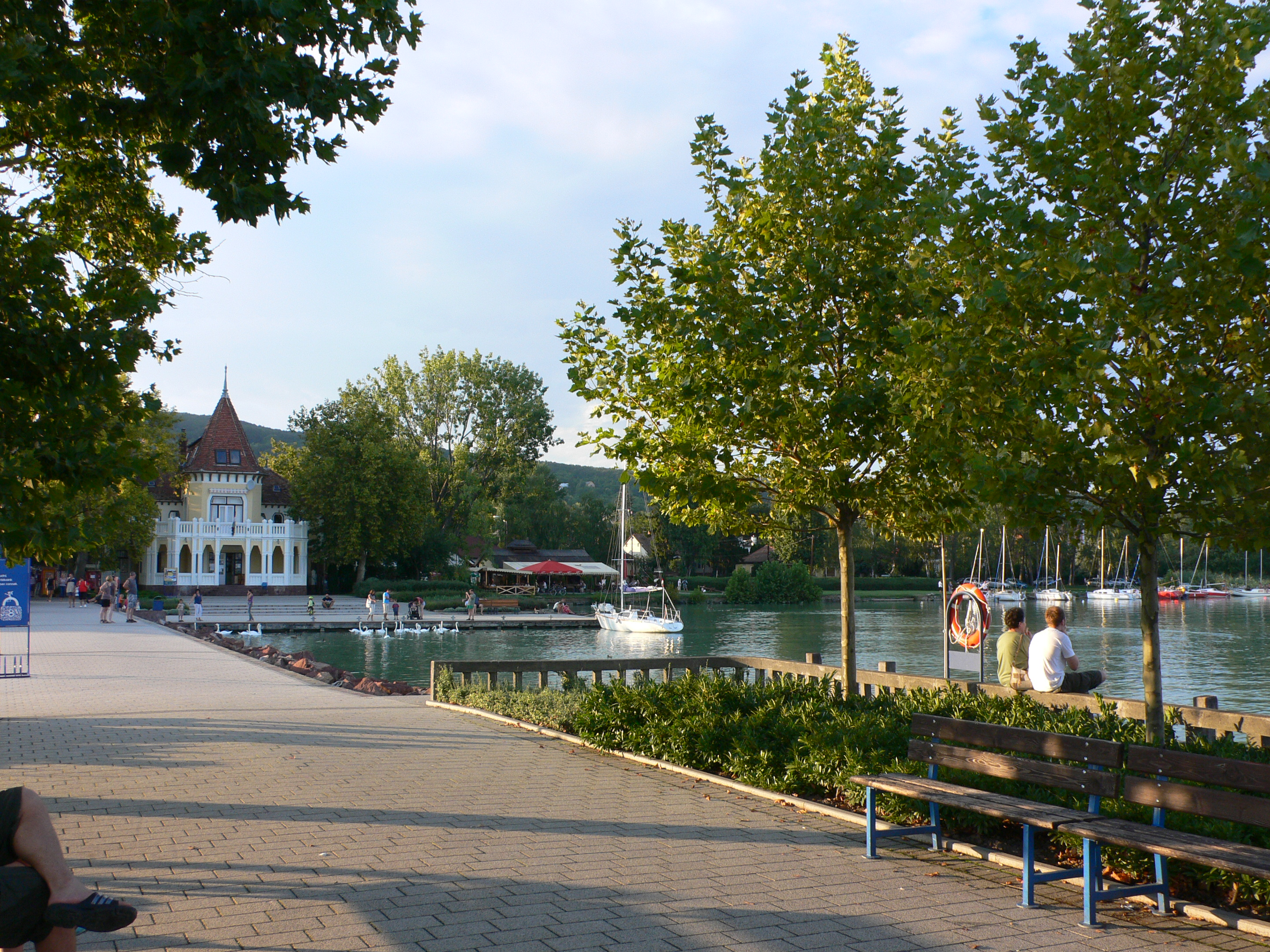
Révfülöpi hajóállomás épülete
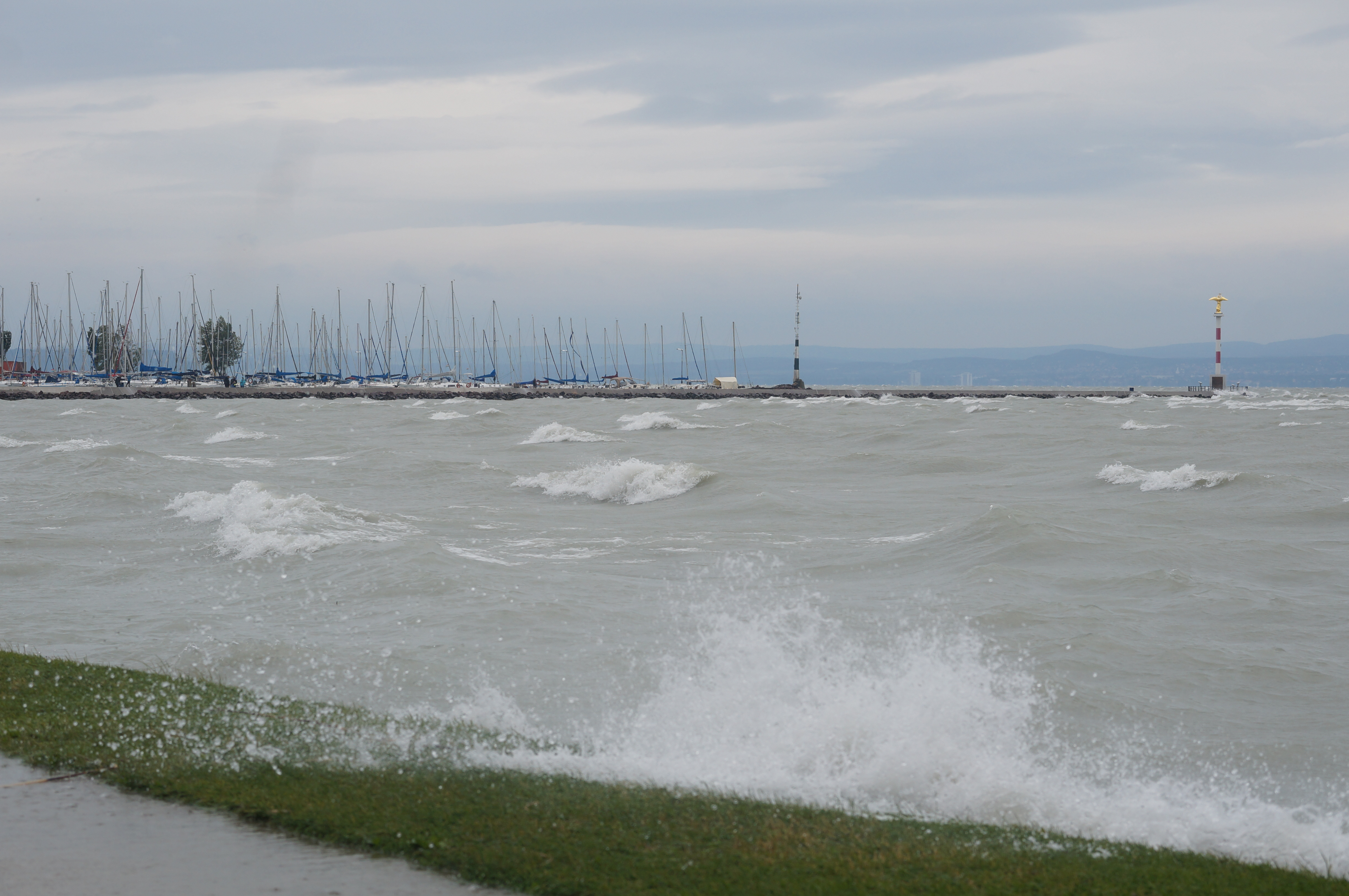
Vitorláskikötő viharban
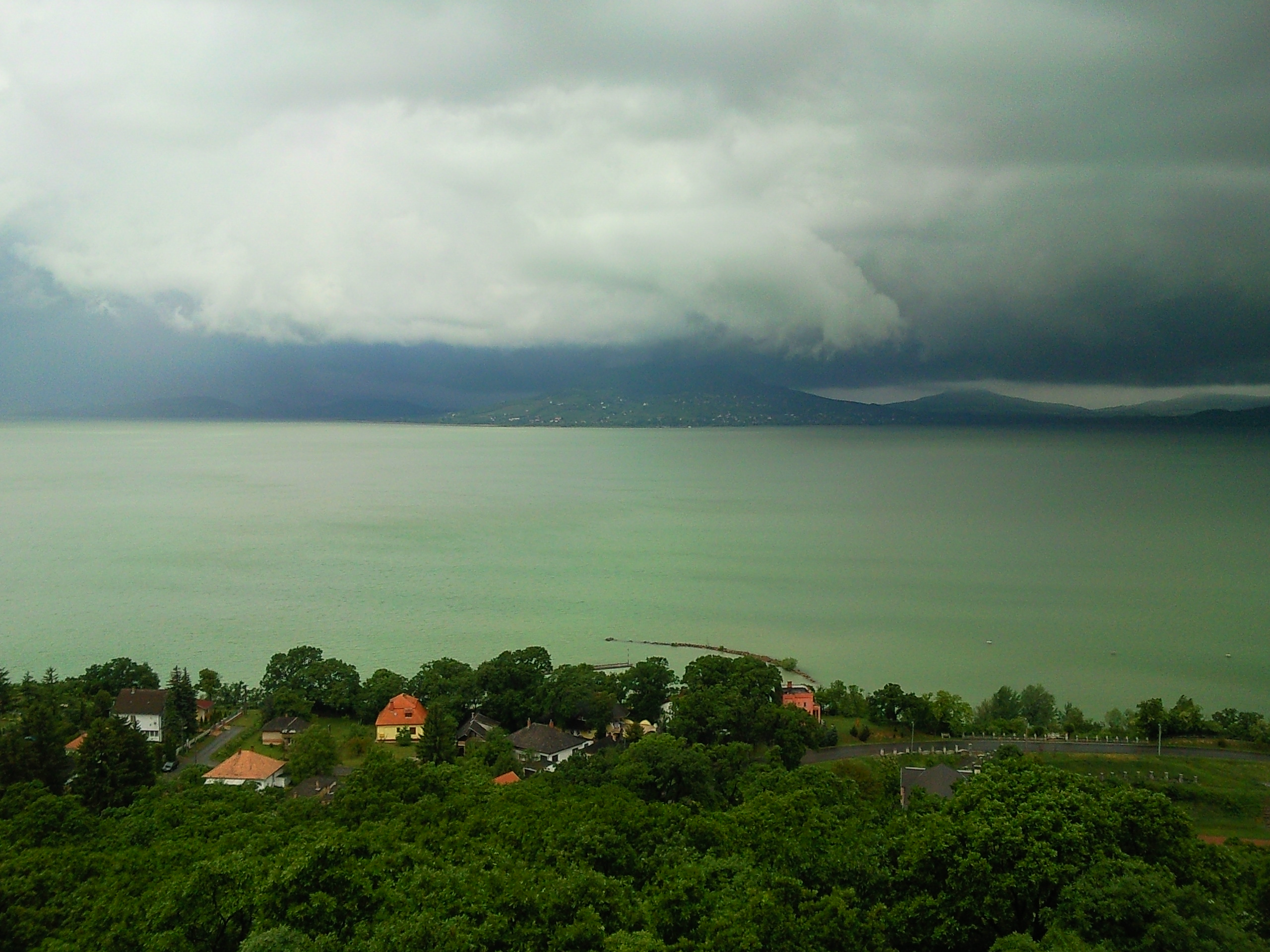
Fonyódi panoráma
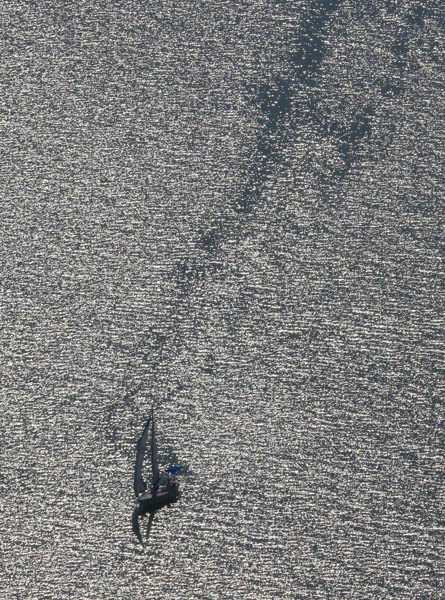
A Balaton madártávlatból
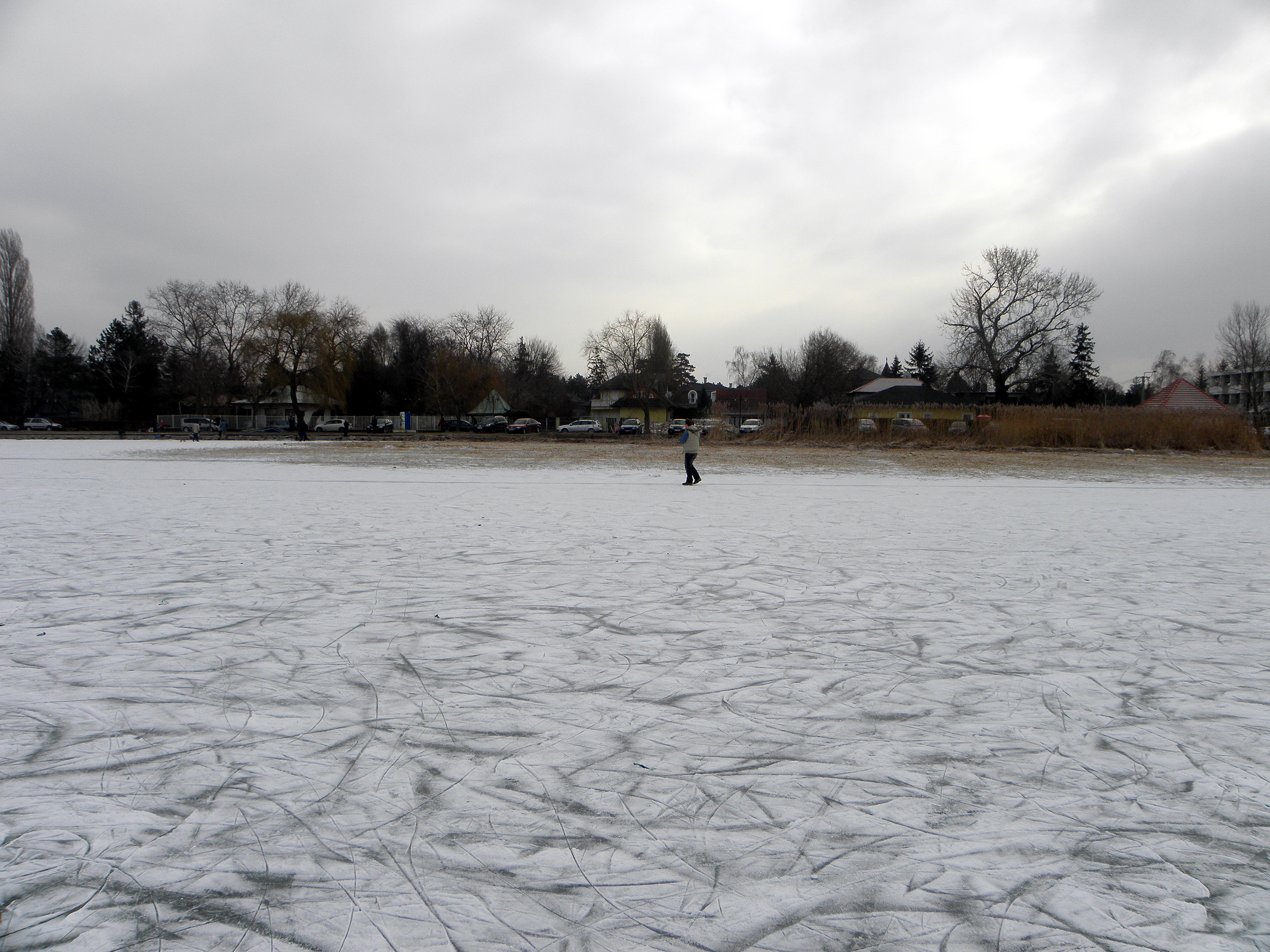
A Balaton télen
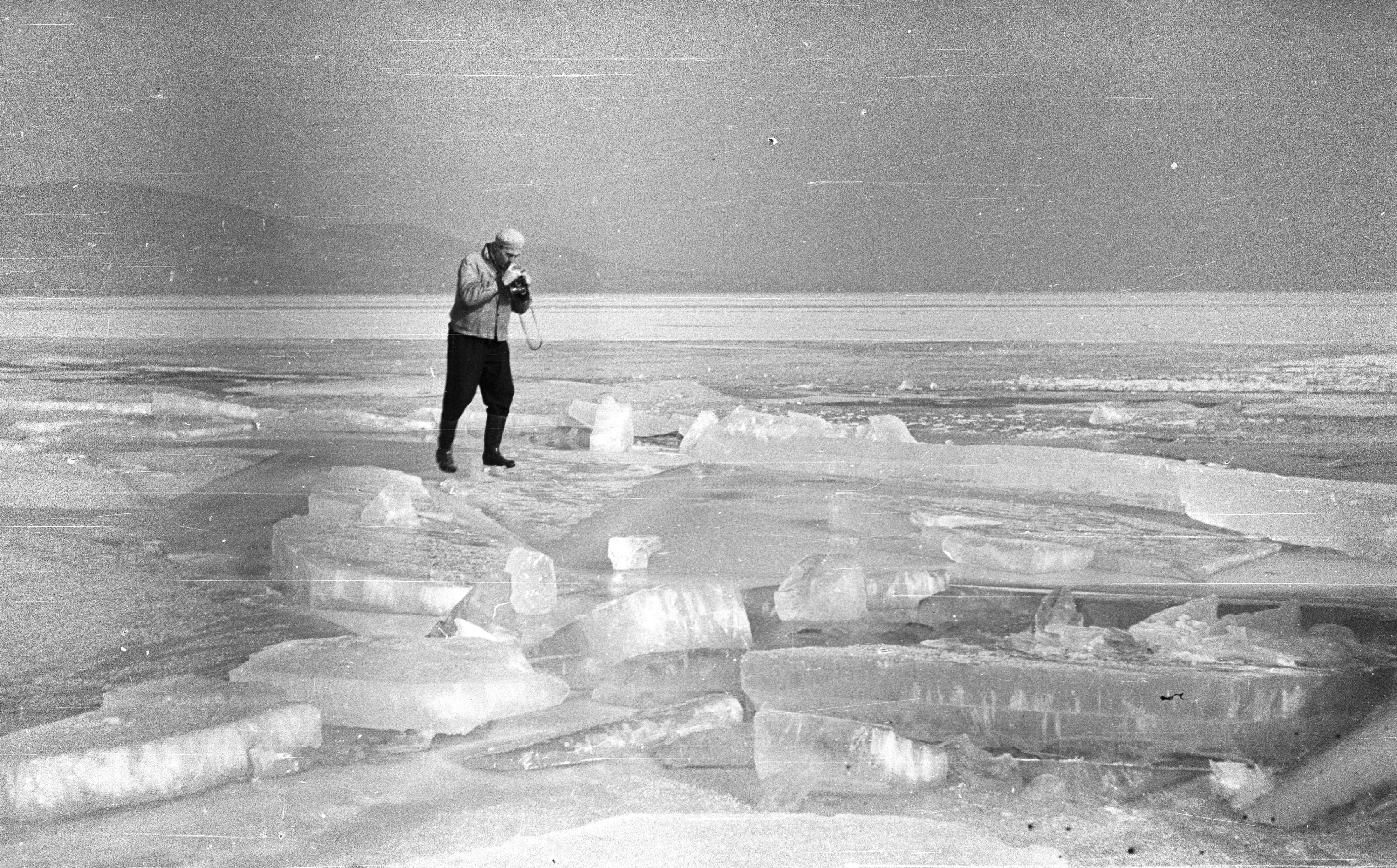
Jégzajlás a tavon
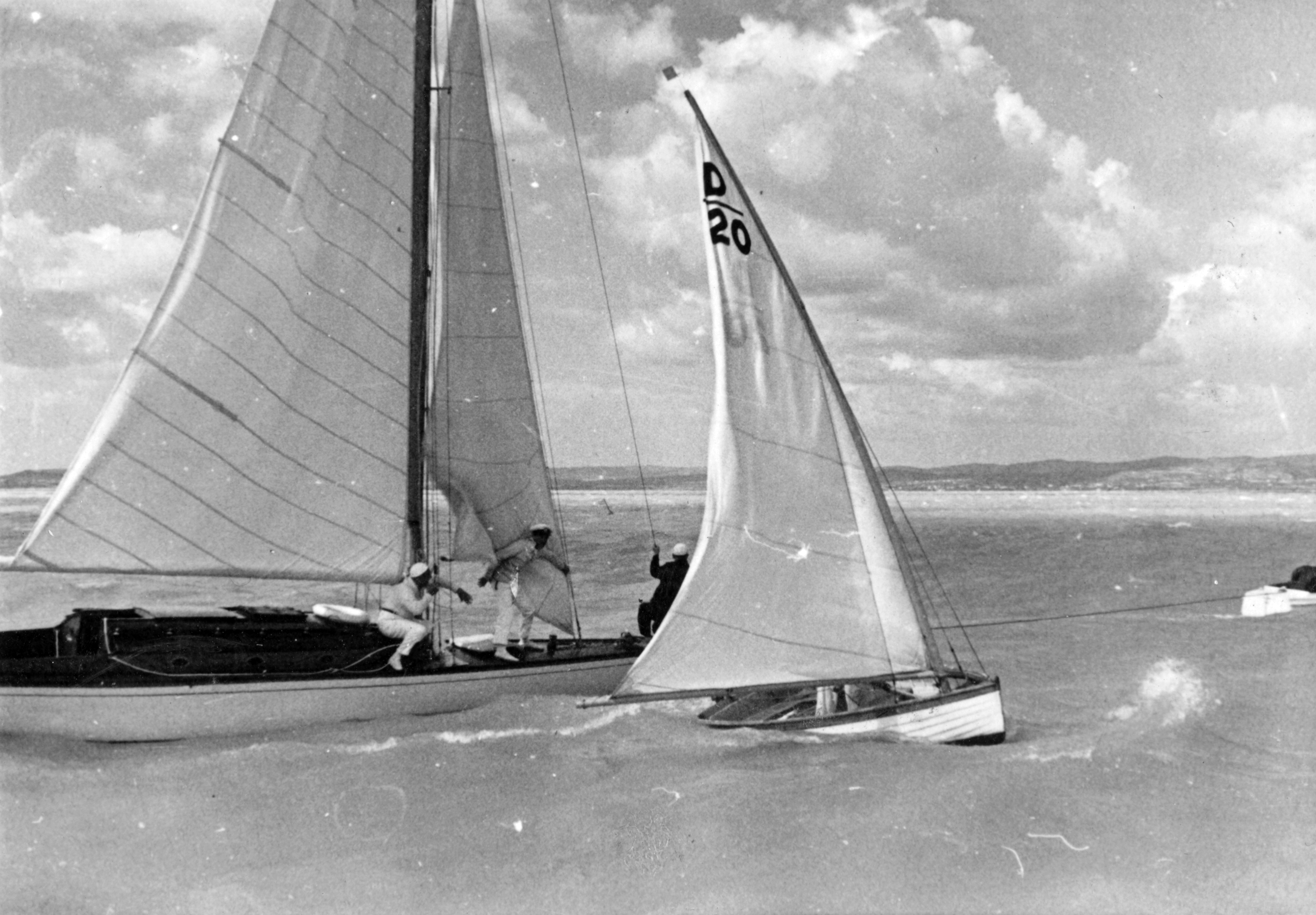
30-as cirkáló és mellette egy balatoni dingi 1935-ben
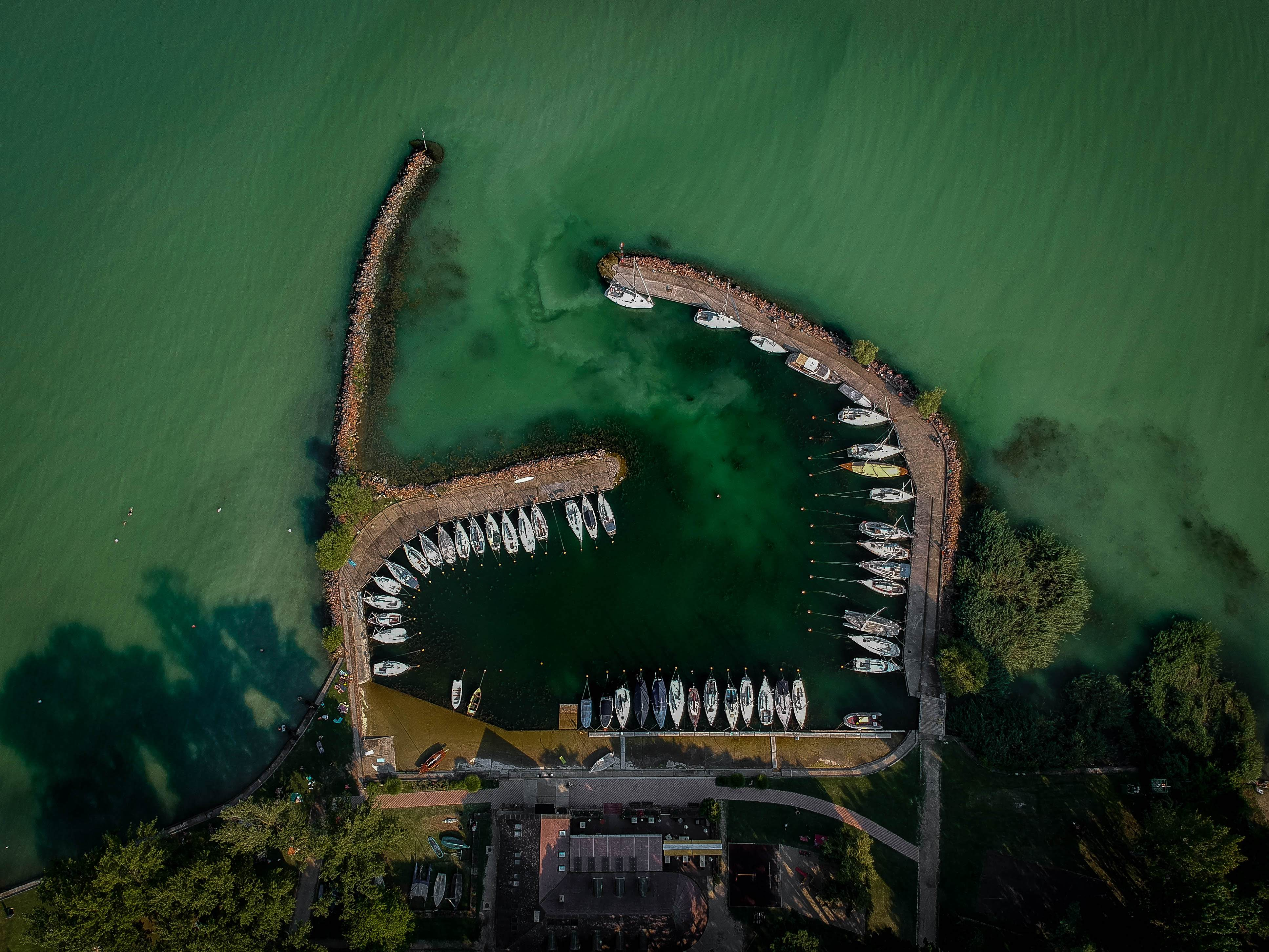
Balatoni vitorláskikötő
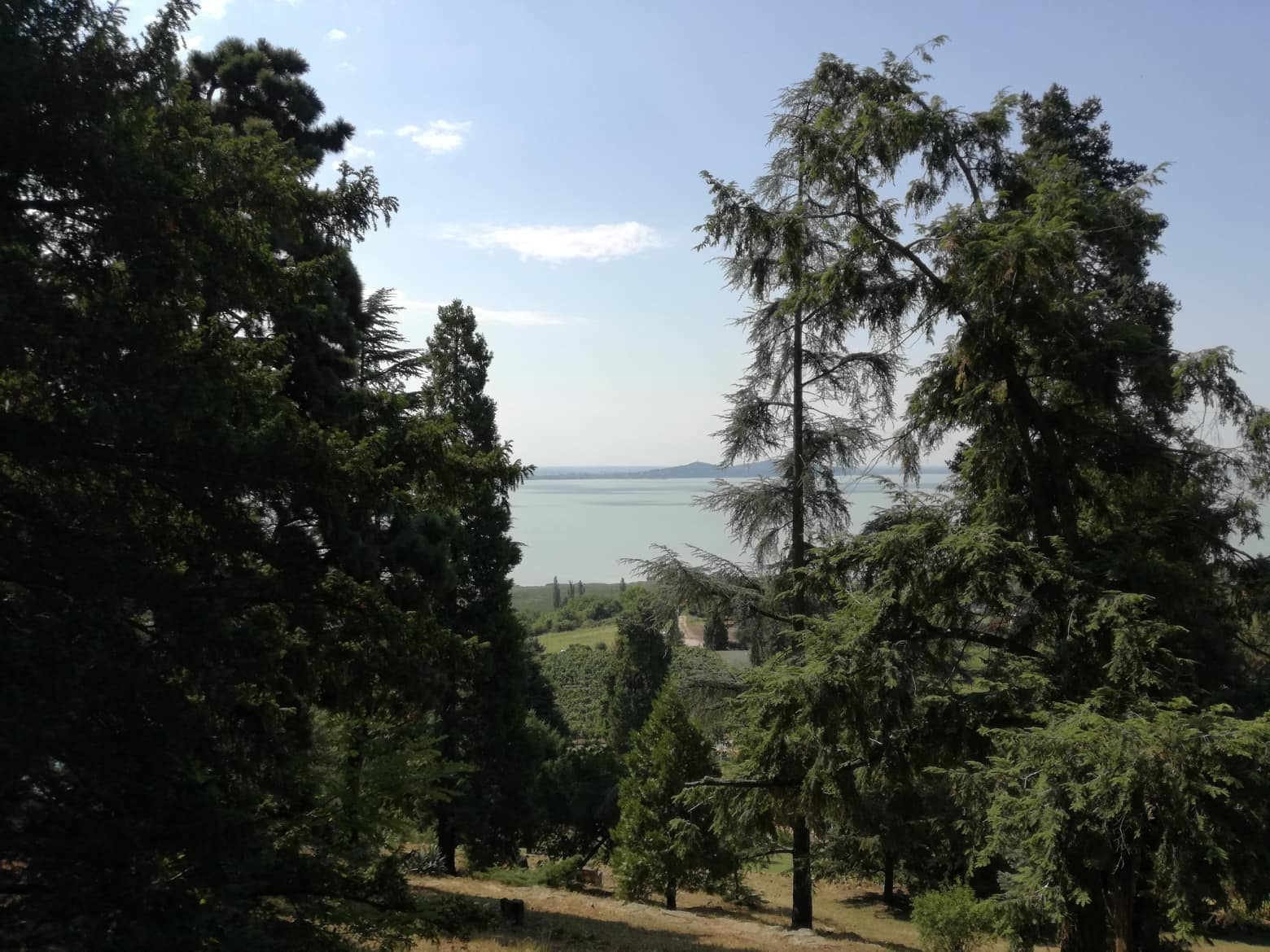
A Folly Arborétum fenyőfái a tó partján, Badacsonyörs
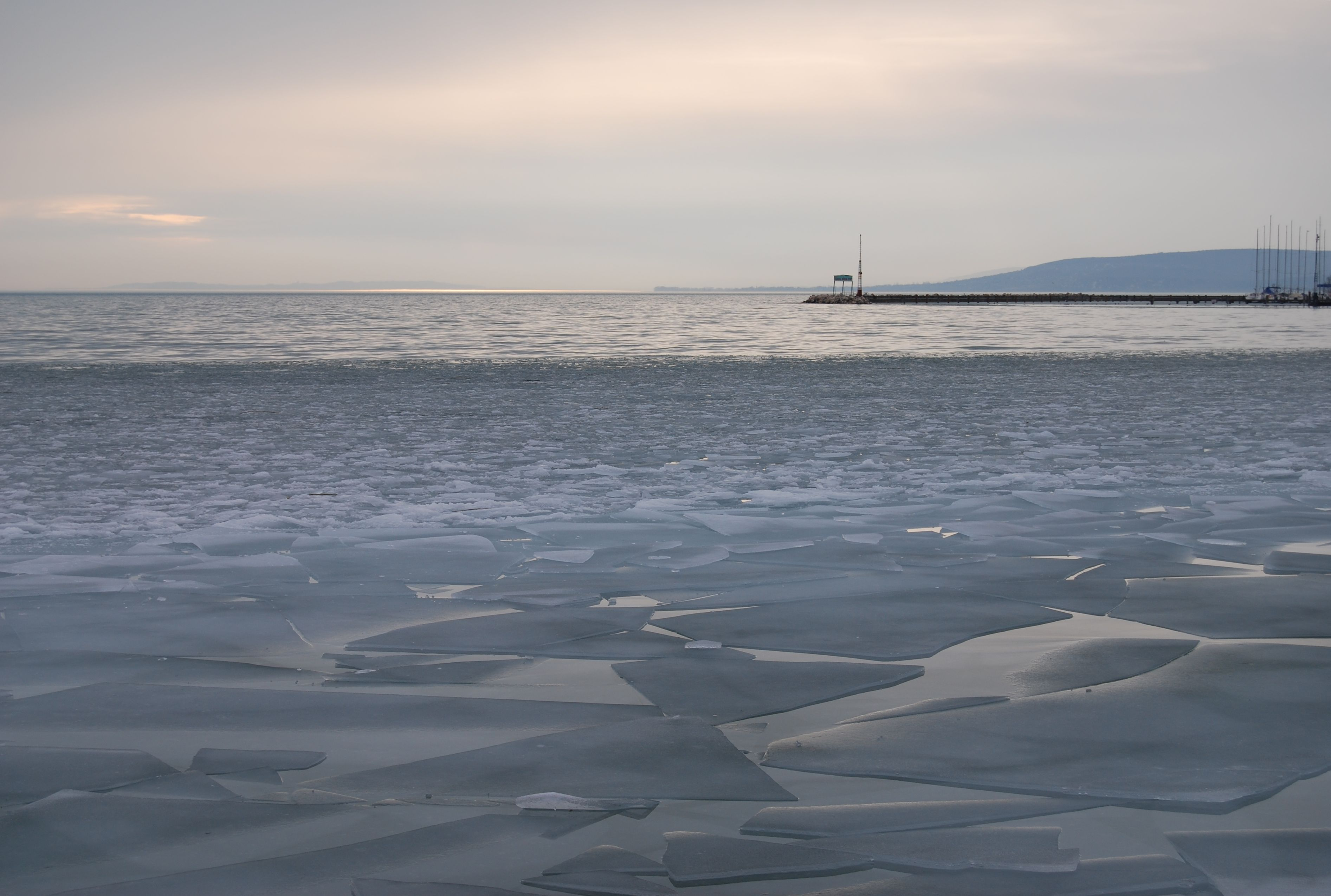
A Balaton télen
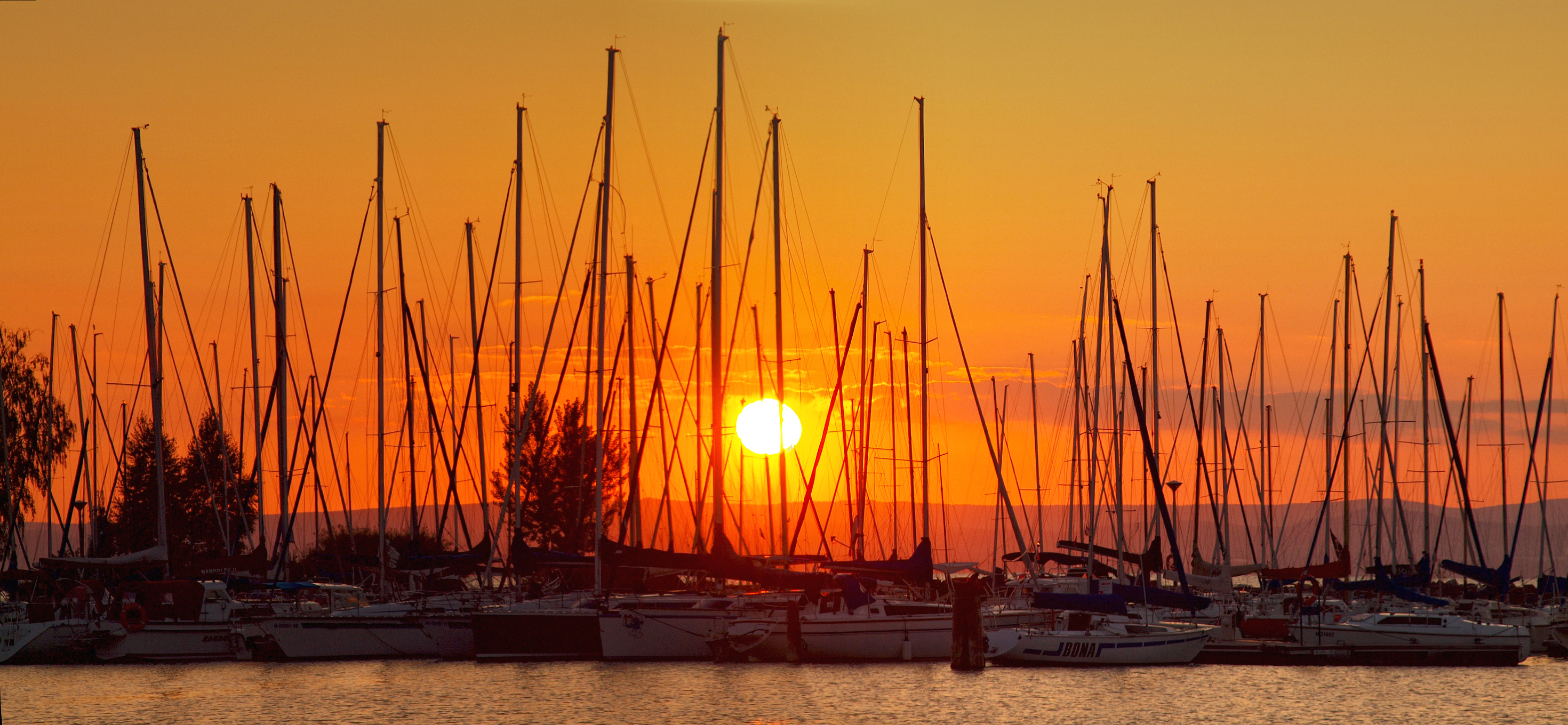
Siófok
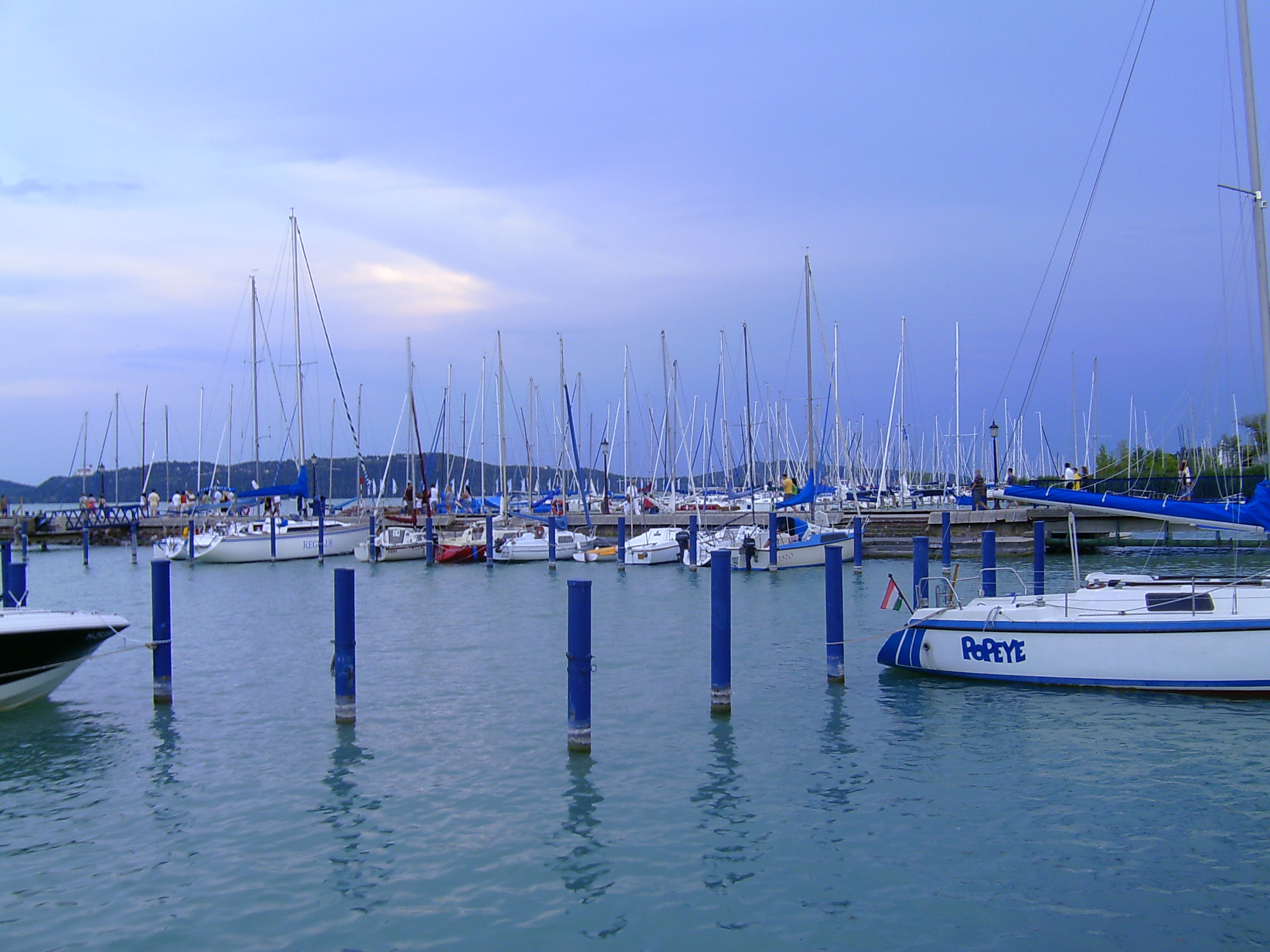
Balatonfüred
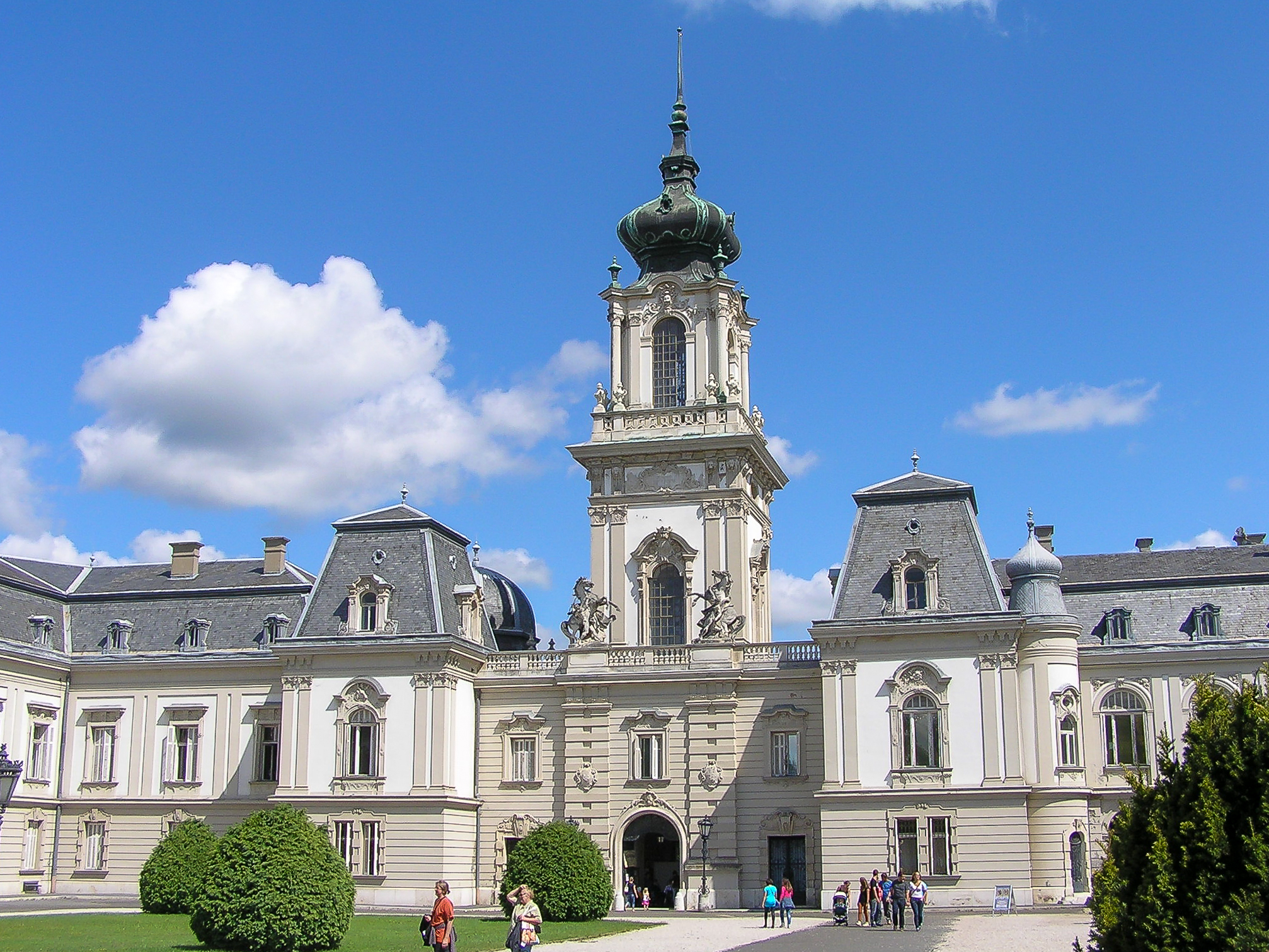
Keszthely
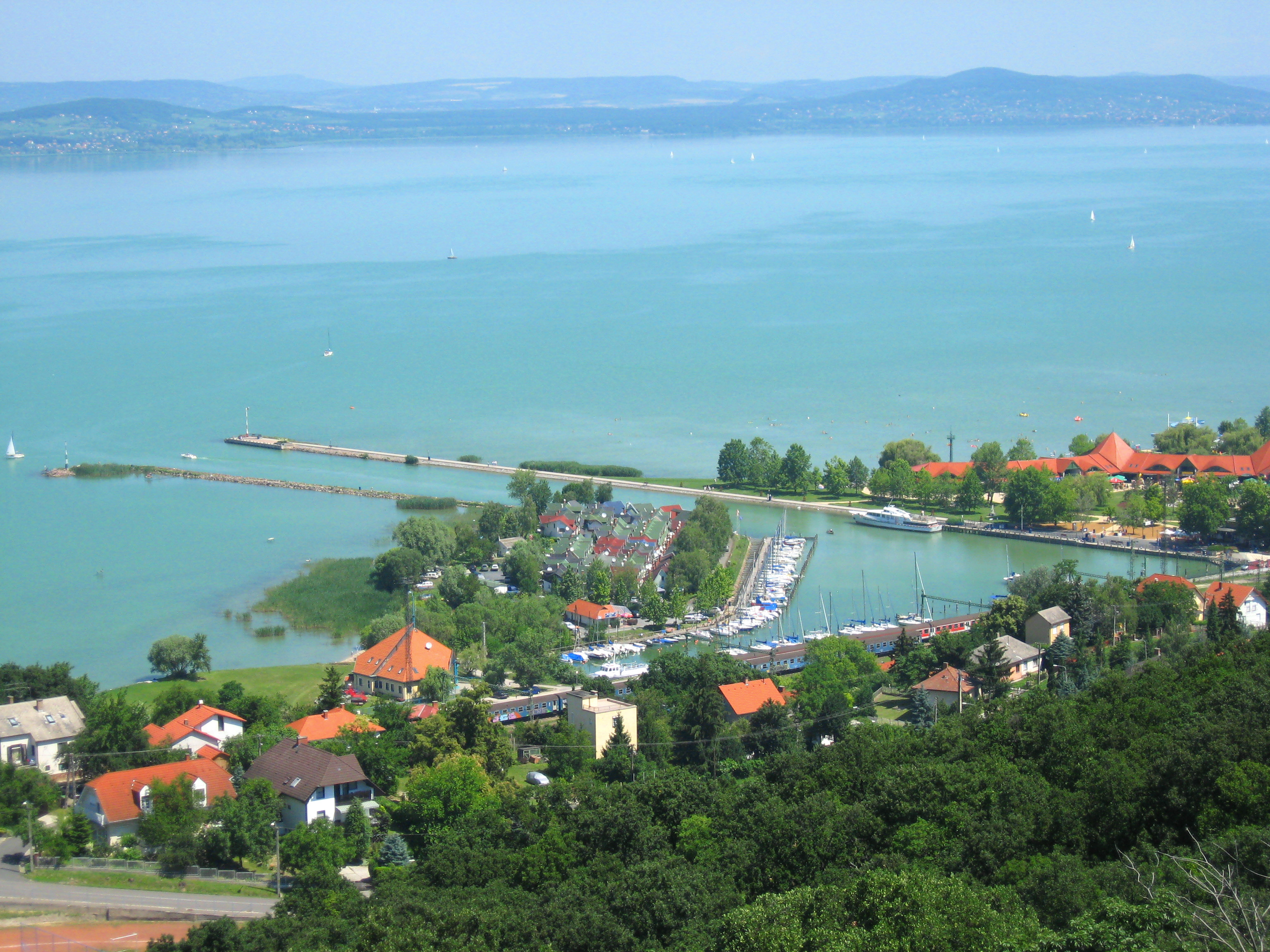
Fonyód
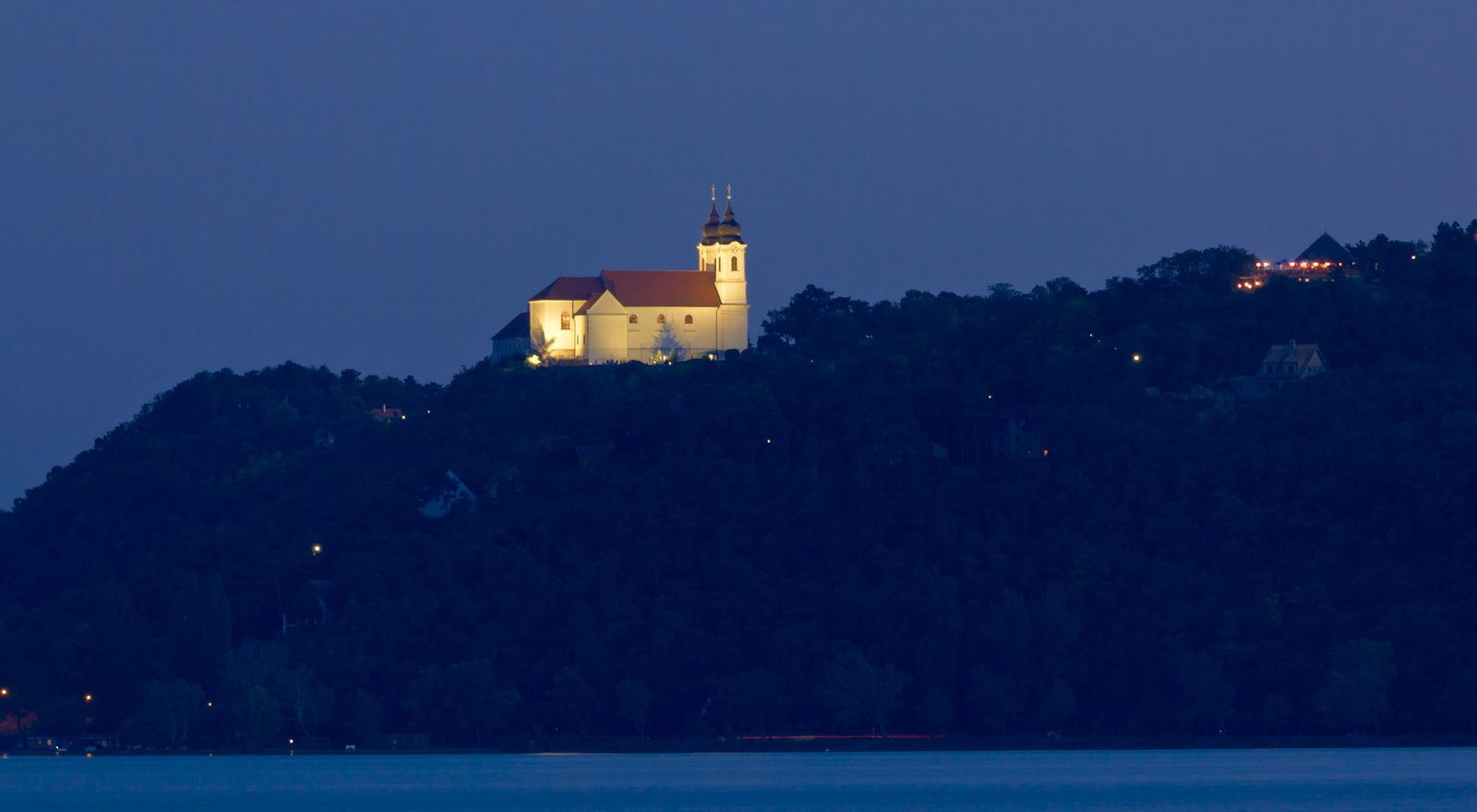
Tihany
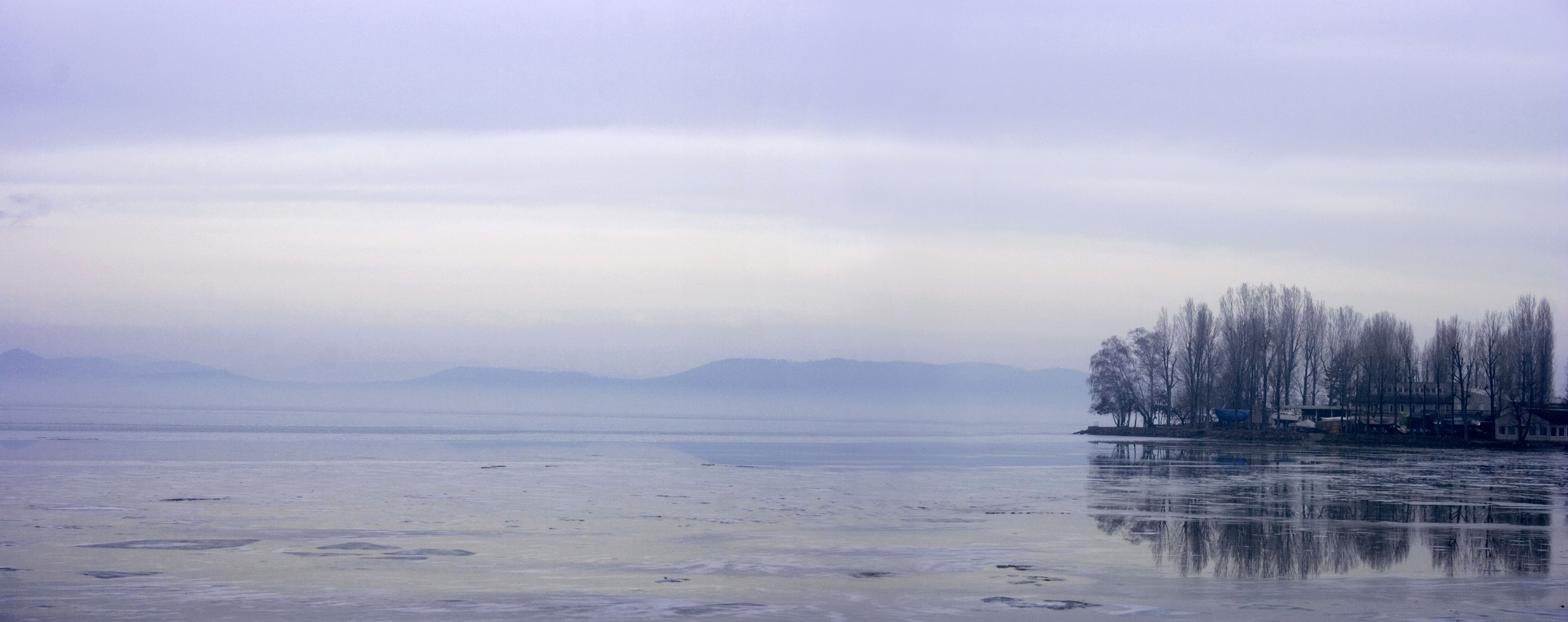
Balatonföldvár
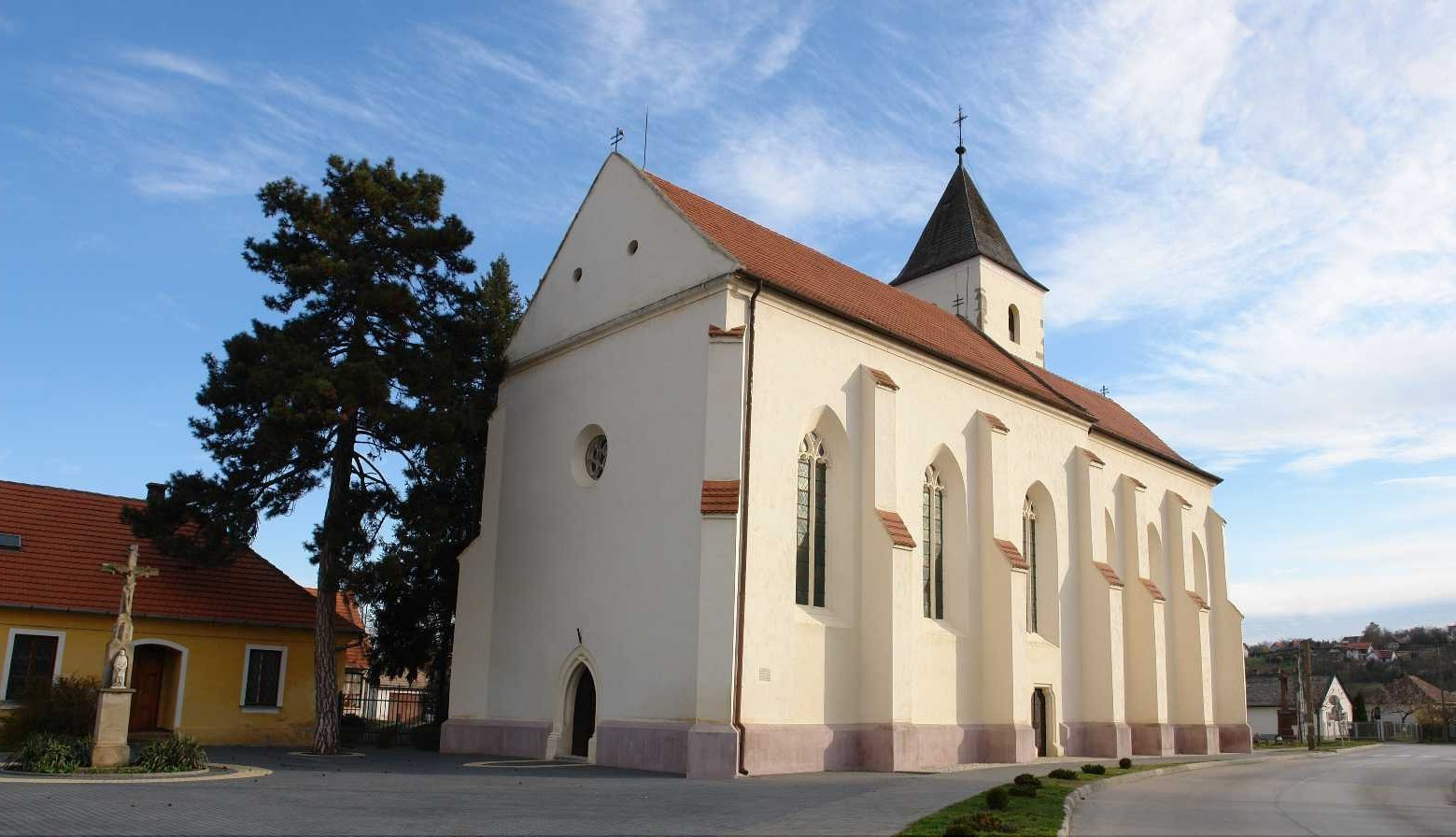
Kőröshegy
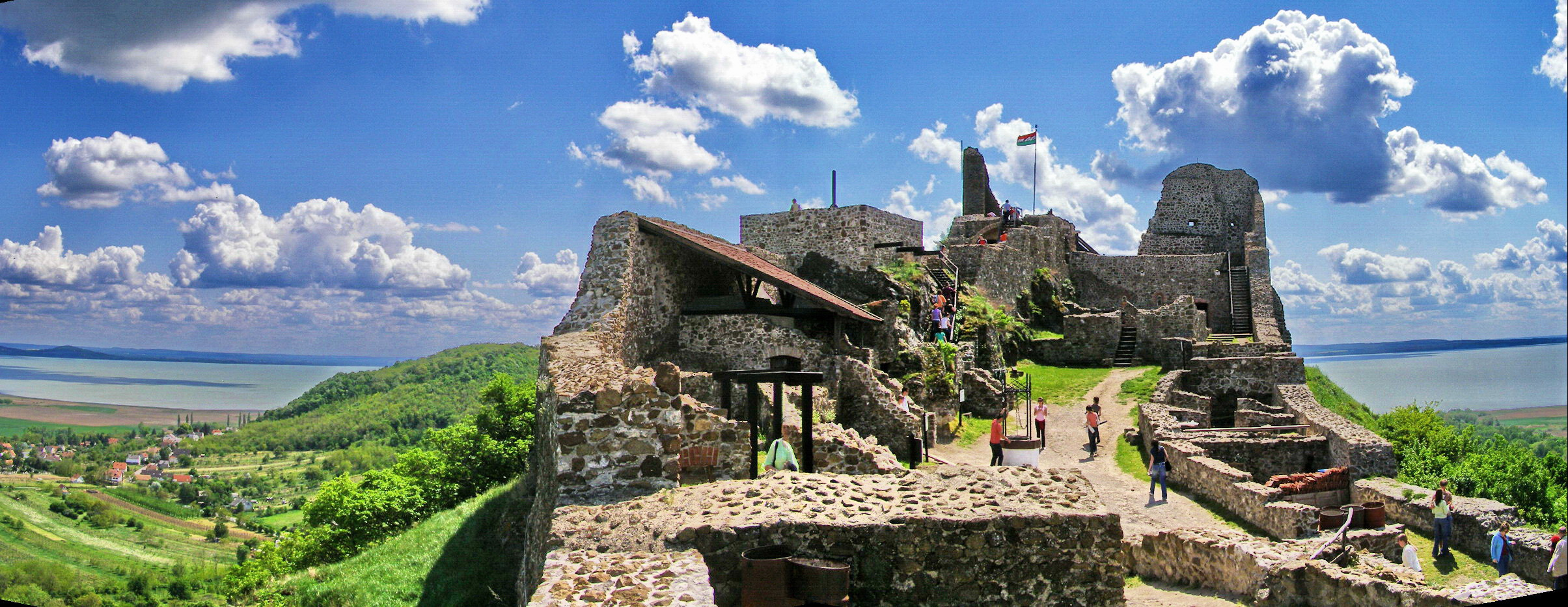
Szigliget
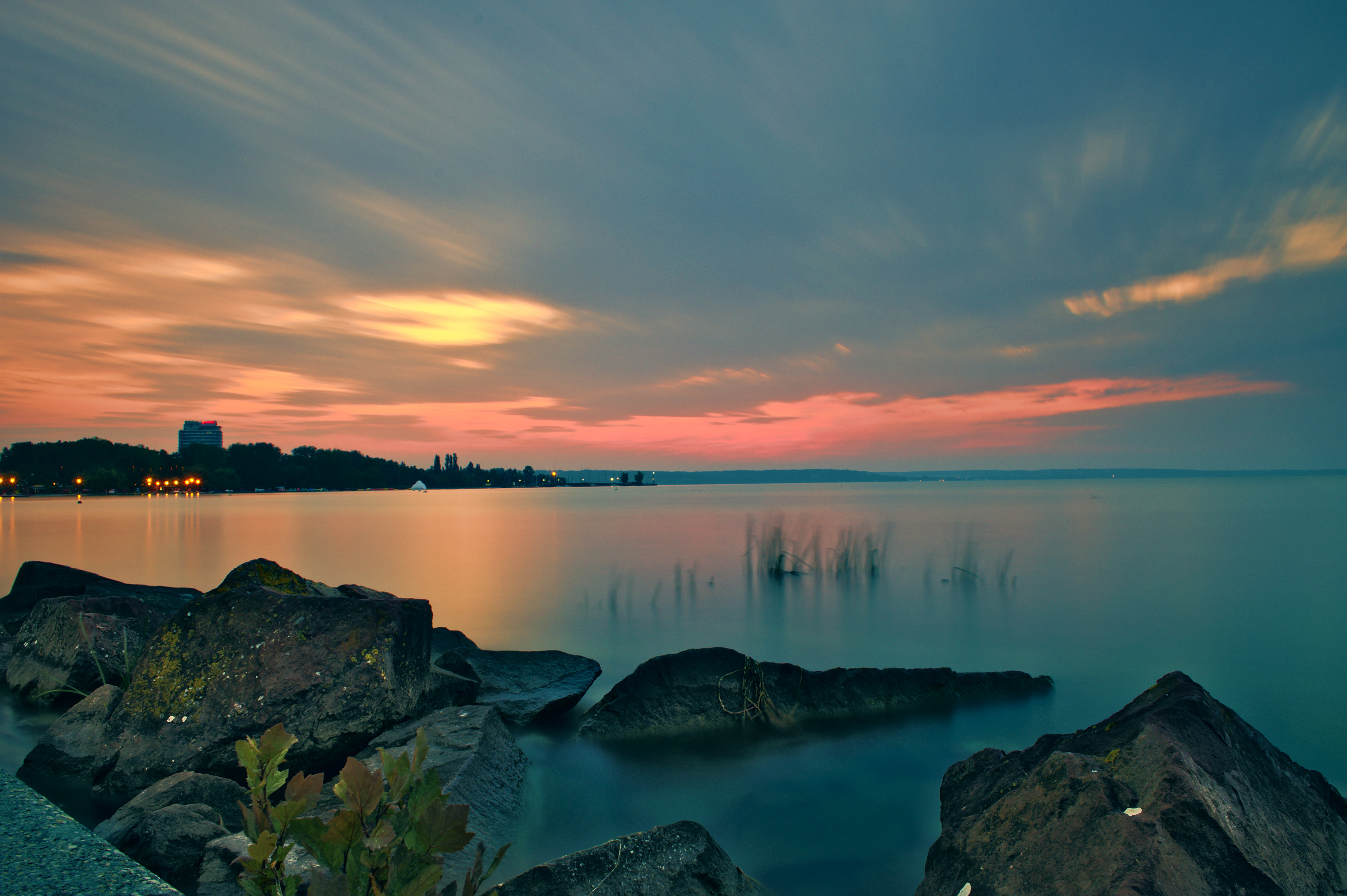
Balatonalmádi
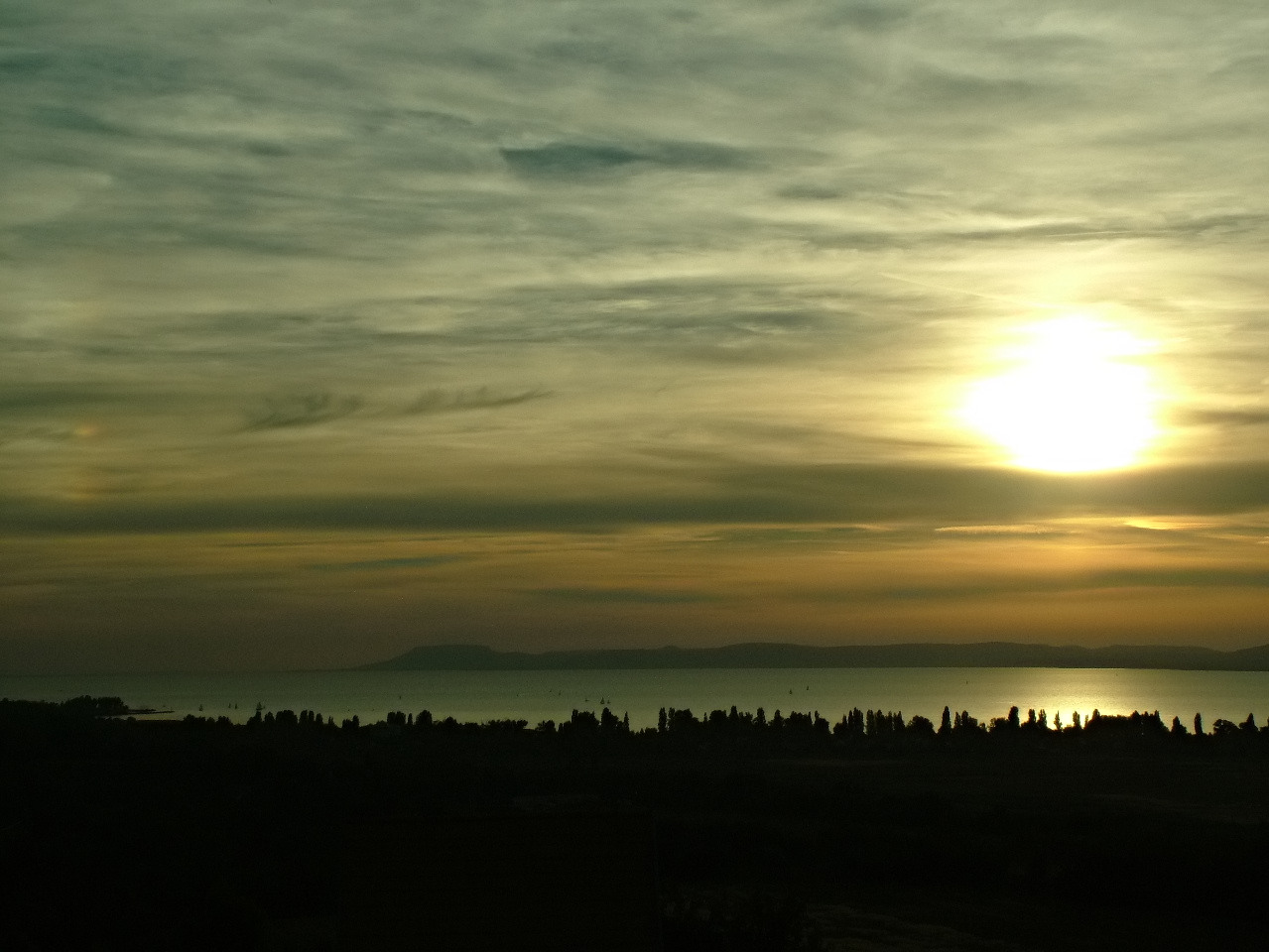
Zamárdi